# 貓戰士角色列表
本列表列出艾琳·杭特小說《貓戰士》的角色。
關於繁體中文與簡體中文譯名的異同，請參照此模板。其中最明顯的差異為字尾-paw（繁體中文為「掌」，簡體中文則為「爪」），字尾-claw則相反。

## 雷族（Thunderclan）
由雷星創立。
“雷族”為本小說的敘述中心。在首部曲中，雷族於森林居住，與河族及影族的領土相鄰左右，和風族則只有少許的接壤。其中和河族對“陽光岩”有著嚴重的領土紛爭。雷族貓的專長是「無聲潛行」，可以在落葉甚多的灌木林區不出聲的俯身前進，用以捕獵居住在林區的獵物。常以老鼠、田鼠、地鼠和兔子為主要食物來源，偶爾也會捕食鳥類。
雷族以及其他部族的領土在二部曲「新預言」中產生了極大的變化。雷族的棘爪（棘星）和鼠掌（松鼠飛）、風族的鴉掌（鴉羽）、河族的暴毛和羽尾及影族的褐皮一起出外聆聽預言時，雷族的大部份領土因為「兩腳獸」的森林砍伐行為而被破壞殆盡。後來與其他部族跋山涉水，到達新的居住地：一片湖泊之後，選了一座廢棄的礦石場作為營地。相鄰的部族為風族和影族（後為天族與風族）。
雷族目前已知的族長（依順序）：1.雷星 2.梟星 3.白星 4.雀星 5.獅星 6.蔓星 7.晨星 8.紅星 9.橡星 10.牝鹿星 11.松星 12.陽星 13.藍星 14.火星 15.灰紋（臨時族長）16.棘星 17.松鼠飛（臨時族長）18.獅焰（臨時族長）19.松鼠星（現任）

### 首部曲
火星（Firestar）
首部曲的主角，前四部曲的核心角色。毛髮如火焰般耀眼的薑黄色公貓，有極為明亮的翠綠色的眼眸，外表英俊。是預言「唯有火能拯救部族」中的貓。原本是隻名叫羅斯提（Rusty） 的寵物貓，忠诚勇敢、善良仁慈、宽宏大量、尊重他人并富有同情心。他在一次跟還是見習生的灰紋打鬥時見到了藍星，並在她的邀請下加入雷族。打贏長尾後，得到族長認可並成為見習生，在那之後，他被排擠了一段時間；後來；因為帶回被影族偷走的小貓（蕨毛和煤皮）而成為戰士火心（Fireheart）。在一次狩獵時發現被影族驅逐的黃牙，在藍星的同意之下帶回雷族，之後一直照顧黃牙直到黃牙成為雷族的巫醫。在《黑暗時刻》正式成為雷族族長。火星時常為了朋友或他相信正確的事而打破戰士守則，像是替河族狩獵，或是在藍星準備要攻打風族時前私下與高星談和。在與黑暗森林的決戰中殺死了虎星的靈魂後被雷擊中，傷重而死，是戰死的六隻雷族貓（火星、鼠毛、狐躍、蕨雲、栗尾、冬青葉）的其中之一。戰後姓名被刻在擎天架下方的木棍（犧牲者木棍），受到後代雷族貓敬重。初戀是斑葉，沙暴的伴侶，松鼠飛和葉池的父親，冬青葉、獅焰、松鴉羽、火花皮、赤楊心、小杜松和小蒲公英的祖父，冬青叢、蕨歌、栗紋、拍齒、點毛、飛鬚、夜心、燕雀光、小爍的曾祖父，翻爪、竹耳和鬃霜的高祖父，棘星、煤皮、雲尾的導師，藍星的見習生，是暴君虎星的老敵人。在《火星的追尋》中得到了一個預言：「將會有三隻貓兒，你至親的至親，星權在握。」是預言裡的第四隻貓。父親是曾出現在《高星的復仇》、《藍星的預言》及《松星的抉擇》裡的寵物貓傑克，母親是豆蔻，並不知道火星加入了雷族，和鞭子、襪子跟紅寶石是同父異母的兄弟妹，公主則為親妹妹。
九條命分別由獅心、紅尾、銀流、追風、斑臉、疾掌、黃牙、斑葉和藍星所給予。
藍星（Bluestar）
藍眼睛的藍灰色長毛母貓，口鼻部呈銀色。戰士名為藍毛（Bluefur）。任職於首部曲開始前至《危險小徑》末。她聪明睿智、有威慑力、戒备心强、乐于进取。任內冷靜公平，非常相信自己的族貓，帶領雷族度過無數的季節，卻在遭到虎星的背叛後失去理智，不再相信星族，後來甚至連雷族族貓也不信任，直到最後的遲暮才幡然悔悟。於《危險小徑》末為了救火星而掉入河中溺死。一直對石毛、霧星感到很抱歉，但在死前被他們原諒了。橡心的伴侶，石毛、霧星和小苔的母親，蘆葦鬚、矛掌、小鱸、櫻草掌的祖母。父親為暴尾，母親為月花，妹妹是雪毛，白風暴的阿姨，石皮和陽星的見習生，霜毛、追風和火星的導師。當初，星族預言她是一團火，會照亮整座森林。當她生了橡心的小貓之後，就明白自己必須要為了部族而放棄自己所愛的一切，因為她走火路，即將當上副族長的薊爪則是走血路，而陽星是不會讓一個貓后當副族長的。因此，她便痛苦的將孩子們送到河族，小苔則是在前往河族的途中因為寒冷而凍死了。最終，她實現了這個預言，拯救了雷族。
九條命分別由松星、糊足、雀歌、甜掌、陽星、鵝羽、小苔、月花和雪毛所給予。
灰紋（Graystripe）
黃色眼睛的純灰色長毛公猫。柳皮的兒子，栗尾、黑毛、雨鬚的手足。他风趣幽默、豁达开朗、调皮、顽固、忠实可靠，是火星遇到的第一隻雷族貓，也是火星的摯友。在火星剛來時，不斷受到族貓異樣的眼光，是灰紋一直陪著他。獅心的見習生，蕨毛的導師。曾愛上河族的銀流，且幾乎每天都銀流會面。在《秘密之森》中因銀流產後失血過多而死，灰紋因而投奔河族，但灰紋身在河族心在雷族，所以又回到雷族。白風暴陣亡後升任雷族副族長（白風暴親自指派他）。在《重現家園》被兩腳獸抓走(其中因族貓都認為灰紋已死亡，因此火星指派了棘星接任副族長)，後在《預視力量》帶著蜜妮逃回雷族。在《棘星的風暴》中和沙暴一起成為了長老。在《迷霧之光》中進入黑暗森林與灰毛、暗尾等貓戰鬥，回陽界後傷重致死，靈魂回到星族。銀流和蜜妮的伴侶。是暴毛、羽尾、蜂紋、薔光及花落的父親，鷹翼、莖葉、梅石、殼毛的祖父，小鬃、小莖和小灰的曾祖父。
沙暴（Sandstorm）
淺綠色眼睛，幾乎看不到花紋的淺薑黃色母貓。是和塵皮同期的見習生。火星的伴侶，松鼠飛和葉池的母親，松鴉羽、獅焰、冬青葉、赤楊心、火花皮、小杜松和小蒲公英的祖母，冬青叢、蕨歌、栗紋、拍齒、點毛、飛鬚、夜心、燕雀光和小爍的曾祖母，翻爪、竹耳和鬃霜的高祖母。起初因為火星的身世而不屑火星，後因火星提早成為戰士而忌妒他，一次在河族戰爭，火星救了差點從山崖掉下去的沙暴，沙暴才對他施以善意，接著她和火星的關係越來越好，最後成為伴侶。白風暴的見習生，栗尾及蜜蕨的導師，是雷族裡跑得最快以及擅長狩獵的貓。沙暴喜歡趁族貓的熟睡時和火星溜出營地，在森林裡自在的奔跑。在《火星的追尋》中因為火星在夢境與斑葉相會而十分憤怒，直到斑葉親自與沙暴溝通，才不視斑葉為情敵。當棘星和灰毛為了松鼠飛打架、爭風吃醋時曾對松鼠飛說：「因為他們都是公貓。」在《棘星的風暴》中成為長老。曾經愛過塵皮，但最終與火星成為伴侶。在《探索之旅》中遭到狐狸攻擊引發感染而傷重不治身亡。
煤皮（Cinderpelt）
灰色母猫。獅心和霜毛的女兒，蕨毛、刺爪、亮心的手足。是雷族的巫醫。還是隻小貓時曾被偷到影族，被火星與灰紋組的突擊隊救出，煤皮也成為火星的第一個見習生。在《烈火寒冰》中掉進虎星要陷害藍星的陷阱裡而瘸了一隻腳，無法當上戰士而成為巫醫，即導師變為黃牙，在《黃昏戰爭》中為了保護生產的栗尾被獾攻擊而死，死後轉生為栗尾的孩子煤心。根據6-5小說煤皮告訴赤楊心，她在死去之前一直暗戀著火星。是火星（戰士）和黄牙（巫醫）的見習生，也是葉池的導師。
蕨毛（Brackenfur）
金棕色虎斑公貓。獅心和霜毛的兒子，煤皮、刺爪和亮心的哥哥。雷族廣受歡迎的戰士。還是隻小貓時曾被偷到影族，被火星與灰紋所組的突擊隊救出，蕨毛也成為灰紋的第一個見習生。雖然他是灰紋的見習生，但就在灰紋忘卻導師職務，每天溜出營地和銀流约會時，火星攬下了訓練蕨毛的責任，所以火星是蕨毛實際上的導師之一。在第三集《秘密之森》中，因為在巡邏時提前發現了風族及影族對雷族的攻擊行動，並且在戰役中表現良好，所以晉升成為戰士。蕨毛個性溫和、行為節制又做事細心，和他的妹妹煤皮的個性有些微妙出入：他並不會對事情太早做出決定，有時還會提供一些意見給其他的族貓們。在第十二集《日落和平》時，火星一度曾想將他升為雷族的副族長。蕨毛在書中從沒有違反過戰士守則、對雷族十分忠心，戰鬥技巧也非常高超。十分關懷家庭。白翅、冬青葉的導師，在首部曲中曾短暂指導過褐皮，也曾在《暗夜長影》中短暫的指導過影族的虎心（虎星）。在七部曲中，成為雷族的長老。栗尾的伴侣，痣掌、蜜蕨、罌粟霜、煤心、百合心及籽掌的父親。
亮心（Brightheart）
白色帶有薑黄色斑點的母猫，有著一條薑黄色的尾巴。獅心和霜毛的女兒，蕨毛、煤皮和刺爪的妹妹。雷族的戰士及貓后。和疾掌、刺爪及雲尾同期的見習生，原本應四個一起成為戰士，卻因為藍星已經失去理智，所以一直沒有機會升上戰士。後來和疾掌一起出外尋找獵捕森林中獵物的兇手時被狗群攻擊，以致疾掌死亡，亮心右臉毀容。藍星為了譴責星族的作為，給她命名为「無容（Lostface）」，直到火星當上族長後给她改名為亮心。亮心和雲尾有著深厚的友情，在亮心重傷後，雲尾仍在她的身邊照顧她，並想出了一種戰鬥方式讓她有可以和戰士戰鬥的能力。當其他族貓用驚懼的眼神或不小心在亮心面前提到她那受傷的恐怖側臉時，總會讓她感到畏縮。曾短暫指導松鴉羽，白風暴的見習生。受傷時因長時間待在巫醫窩裡而對藥草有基本認知，會處理輕微的傷勢，常幫巫醫收集藥草。曾經因為黛西加入雷族使伴侶雲尾特別關心而吃醋。是白翅的母親，在《最後希望》一集中生下了雪灌木、琥珀月和露鼻，是葉蔭、蜂蜜毛、雲雀歌、鴿翅、藤池、月桂掌、香桃掌的祖母,鬃霜、竹耳、翻爪的曾祖母。在七部曲中成為長老。
斑臉（Brindleface）
綠色眼睛、漂亮的灰色虎斑母貓。在第一集《荒野新生》出現時原為戰士，後來擔任貓后，此時收養了雲尾，視雲尾如己出。小貓成為見習生後才恢復戰士職務。在第五集《危險小徑》時，因為虎星想讓野狗嚐貓血的滋味而被殺害。在第六集《黑暗時刻》火星進行族長命名儀式時，斑臉給了他第五條生命。母親為知更翅，父親為絨皮，手足為霜毛、塵皮和烏掌，是沙暴、蕨雲、灰毛、小接骨木和小鬱金香的母親，雲尾的養母，紅尾和白風暴的伴侶。
雲尾（Cloudtail）
藍眼睛的白色長毛公猫。公主的長子，養母是斑臉。雖然個性古怪且不相信星族，總是出言不遜，但十分忠心。和火星一樣是寵物貓出身。在亮心受傷的其間十分照顧她，因此促成了之後的戀情。起初目中無人，視戰士守則為無物，在《風暴將臨》中當見習生時曾偷偷的接受兩腳獸（人類）的餵食，而被他們抓去在風族邊界的房子裡當寵物貓，被火星救回後便了解戰士守則的意義，並懂得尊敬他人，但仍不相信星族。在七部曲中，成為雷族的長老。亮心的伴侣，白翅、雪灌木、琥珀月及露鼻的父親。是火星的見習生，也是雨鬚、煤心及蟾蜍步的老師。
花尾（Dappletail）
琥珀色眼睛、漂亮的玳瑁色花斑母貓，曾經是部族的族花。老師是風翔。首次出現在《荒野新生》中，原本是一位年長的貓后，也是個個性溫和的長老。但在第八集《新月危機》時，因為缺少糧食而精神失常，因而不小心誤食中毒的兔子導致身亡。是風翔和雨毛的女兒，褐斑和鶇皮的同胞妹妹。跟暴尾之間的關係十分親密，在《危險小徑》她曾提到過她有一窩小貓。
塵皮（Dustpelt）
琥珀色眼睛的黑棕色虎斑公猫。絨皮和知更翅的兒子，霜毛、斑臉和烏掌的手足。塵皮在見習生時期，因為火星的身世而不屑火星，並與沙暴要好，沙暴與火星交好後更討厭火星，並成為虎星的心腹之一。但喜歡上蕨雲後對火星的態度有所轉變，最後成為火星的資深戰士。老師為紅尾，虎星殺死紅尾後導師是暗紋，也是灰毛、松鼠飛、榛尾的老師。蕨雲的伴侣，潑掌、蛛足、小冬青、小葉松、樺落、狐躍及冰雲的父親，玫瑰瓣、蟾蜍步、鴿翅和藤池的祖父，影望、光躍、撲步、鬃霜、竹耳和翻爪的曾祖父。因想忘卻蕨雲的死而一直以戰士身分生活，在《棘星的風暴》中參與了替影族驅逐獾的戰役，最終傷重戰死。
霜毛（Frostfur）
藍眼睛、漂亮的白色母猫。獅心的伴侶，煤皮、蕨毛、刺爪及亮心的母親。第一集《荒野新生》時曾當過戰士，不久後成為貓后，在二部曲時變成長老。在第九集《重現家園》時，因體力不堪負荷旅程，選擇留在原先的森林中，在不久後餓死。父親為絨皮，母親為知更翅，手足為斑臉、塵皮和烏掌。是藍星的見習生。
金花（Goldenflower）
薑黄色母猫。斑皮和虎星的伴侶，疾掌、小猞猁、棘星及褐皮的母親。在第一集《荒野新生》中以貓后身份出現。在虎星被放逐後，金花便保護她的兩個孩子免受於族貓的異樣眼光，並對虎星離開雷族後的行為非常惋嘆。在第十集《星光指路》，族貓在湖邊成功建立營地後成為長老，在第十二集到三部曲間因年紀太大而去世。母親為斑尾，同窩手足是獅心。花尾的見習生。
半尾（Halftail）
大個頭的暗棕色虎斑公猫，有一雙黃色的眼珠。在第一集出現時即為長老。戰士名原為雀皮（Sparrowpelt） ，但因為尾巴曾被獾咬掉而在成為長老改名。在第四集《風暴將臨》的森林火災中，因為吸入過多濃煙而嗆死。是獨眼的伴侣，鼠毛和追風的父親。雪毛及红尾的老師。
獅心（Lionheart）
綠眼睛，金色斑紋的公虎斑貓，頸部四周有著如獅子般的鬃毛，名字是松星取的。十分忠心、溫和，也是藍星的摯友，在紅尾死後接替副族長，但不久後因為影族攻擊雷族營地的戰爭中戰死。在第六集《黑暗時刻》火星進行族長命名儀式時，獅心給了火星第一條命。二部曲時，曾和藍星及斑葉一起出現在葉池的夢中給予預言。在《藍星的預言》中，獅心曾幫助松星保守他和兩腳獸見面的秘密，但根據《守則解密》，獅心其實拒絕幫松星保守秘密，而是要求松星自己跟部族坦承。母親為斑尾，同窩手足為金花。霜毛的伴侶，煤皮、蕨毛、刺爪及亮心的父親。捷風的見習生，火星暫時的導師也是灰紋的老師。
長尾（Longtail）
蒼白色帶有暗黑色條紋的虎斑公貓。父親是斑皮，母親是知更翅。和灰紋為同父異母的手足。起初因為火星的身世而十分瞧不起火星，認為寵物貓無法對部族忠心，甚至當不了多久部族貓就會受不了而逃回兩腳獸家，因此和火星打了一架，耳朵被當時的火星抓了一個裂口。一開始和虎星走的很近，也跟虎星、暗紋密謀推翻雷族，但虎星被放逐後長尾仍對雷族忠誠。在《危險小徑》中率先在蛇岩發現虎星的蹤跡，卻被火星誤認為是謀殺他的陷阱，火星後來為此道歉。在《火星的追尋》長尾因為被兔子抓到了眼睛，造成感染，而提早退休成了長老，雙眼視力退化，直到失明。老師是暗紋，也是疾掌、黑毛（失明前）及蕨雲（暗紋被驅逐後）的老師。在《戰聲漸近》中為了幫鼠毛拿老鼠，而被倒塌的山毛櫸給壓死。曾在鼠毛生病時看望過她，和鼠毛、波弟的感情很好。
鼠毛（Mousefur）
嬌小的深棕色母猫，有雙像陽光的黃眼睛。十分忠於戰士守則，在《危險小徑》中反對火星阻止對風族的戰爭：「我不認為當族長命令我攻擊時我能夠反抗他。」在《星光指路》時成為長老，脾氣十分暴躁。是從第一集到第二十四集的最資深的戰士。是刺爪、蛛足的老師。父親是半尾，母親是獨眼，追風的手足。在《最後希望》大決戰中，與入侵雷族營地的黑暗森林戰士對戰時戰死。鼠毛也是大決戰後雷族戰死的六隻貓之一，其姓名被松鴉羽以爪痕替代刻在擎天架下方，受到後代族貓的敬重。和長尾、波弟感情很好。
獨眼（One-eye）
淺灰色母猫。在第一集時已是雷族中最年長的母貓（此設定在《藍星的預言》中被推翻）。戰士名為白眼（White-eye），有一隻眼睛在見習生時期被獾抓瞎了，耳朵也重聽，成為長老後被藍星改名為獨眼。據作者所說，獨眼是《黑暗時刻》到二部曲之間因年紀太大而死。牡鹿躍和兔撲的女兒，斑尾的同窩手足。半尾的伴侶，鼠毛及追風的母親。老師是小耳。
斑皮（Patchpelt）
小個頭的黑白花公猫，眼睛為琥珀色。在第一集《荒野新生》時即為長老。在第四集《風暴將臨》的森林火災中，雖然被火星救出火場，但仍因為吸入過多的濃煙而嗆死，被葬於河族營地內。父親為蛇牙，母親為捷風，是豹足、紅尾、柳皮及斑葉的哥哥，擁有天族血統。導師為絨皮，也是白風暴的導師。是知更翅和金花的伴侶，兒子是長尾、疾掌和小猞猁。
紅尾（Redtail）
玳瑁色的公貓，尾巴末端是醒目的紅色。自《藍星的預言》起，即為藍星的第一位副族長，但在第一集《荒野新生》一開始的一場與河族的領土紛爭中，被虎星暗中殺害。在第六集《黑暗時刻》，火星的族長命名儀式時，紅尾給了他第二條生命，並且感謝火星揭發了虎星的惡行惡狀。老師是半尾，也是塵皮的老师。母親是捷風，父亲是蛇牙，豹足、斑皮、柳皮及斑葉的手足，有著天族血统。和斑臉生下沙暴。
玫瑰尾（Rosetail）
灰色虎斑母猫，尾巴為粉橘色。第一集《荒野新生》出現時即為雷族的長老，為保衛育兒室而遭當時為副族長的黑星（足）殺死。後來在黑星的九命儀式上，面無表情地賜予了他一條同情的生命。在《藍星的預言》出生，是藍星的好友。父親為風翔，母親為罌曙，薊爪、甜掌的同胞妹妹。導師是褐斑。
追風（Runningwind）
動作靈活的棕色公虎斑貓。在第一集《荒野新生》出現時即為戰士。個性友善、好鬥，跑得很快，對雷族十分忠心。導師是藍星。曾在灰紋忘卻導師職務，每天溜出營地和銀流約會時，和火星一起指導煤皮及蕨毛，也曾短暫的指導過雲尾。在第四集《風暴將臨》跟鼠毛和刺爪巡邏時被虎星率領的影族放逐貓（曾經追隨碎星）攻擊，不幸被虎星殺死。在第六集《黑暗時刻》，火星的族長命名儀式時，給了他第四條生命。父親是半尾，母親為獨眼，手足為鼠毛。在《最後希望》中，曾返回雷族營地與雷族貓一同作戰，驅逐黑暗森林的戰士。
小耳（Smallear）
琥珀色眼睛、耳朵很小的灰色公貓。在第一集《荒野新生》時即為長老，是當時最年長的公貓。十分會抱怨。小耳在褐皮面前拿她和她父親虎星比較、嘲弄，使褐皮離開雷族而加入影族。在第六集《黑暗時刻》到二部曲間，不知什麼緣故而身亡。曾在《風暴將臨》中的森林大火中，拒絕走過河避難而被火星銜過河。是獨眼和甜掌的導師，冬青皮的見習生。
斑尾（Speckletail）
琥珀色眼睛的淺金色虎斑母猫。在第一集《荒野新生》出現時原為貓后。她的孩子小雪被老鷹攫走時，亮心曾短暫照顧過她。之後成為長老。脾氣十分的暴躁。成為長老後，自誇還可以上場繼續作戰。在第九集《重現家園》時，選擇留在原先的森林中，在不久後餓死。小雪、小鶇、獅心和金花的母親。她也是獨眼的姐妹，兩貓的母親是兔撲，父親是牡鹿躍。
斑葉（Spottedleaf）
琥珀色眼睛、漂亮的玳瑁色母貓。從小就對薊爪有好感，在當上鶇皮的見習生後更是與薊爪親近，即使在知道他在黑暗森林受訓時且有著殘暴的一面時，仍希望他能離開那裏並與自己廝守，直到她明白薊爪不會回頭後，為阻止部族發生不幸，便選擇當羽鬚的見習生。非常擅長解讀徵兆。火星來到雷族之後暗戀火星，亦是火星的初戀對象。當火星（火掌）初次來到雷族，就知道拯救雷族的「火」是火星。在《荒野新生》被爪面所殺害，由前影族巫醫黃牙接任。死後常托夢給火星，在《黑暗時刻》賜予火星「愛」這一條命。靈魂在《最後希望》貓族與黑暗森林的戰役中，為救沙暴擋下楓影的攻擊而再次死去，但大家還是很想念這位賢能的巫醫。父親為蛇牙，母親為捷風，斑皮、豹足、红尾和柳皮的手足，有著天族血統。
疾掌（Swiftpaw）
黑白相間的公貓，在第二集《烈火寒冰》中第一次以見習生身份出現。和亮心、刺爪及雲尾同期的見習生，原本應四個一起成為戰士，卻因為藍星已經失去理智，所以一直沒有機會升上戰士。為了證明自己可以成為戰士，和亮心一起出外尋找竊取森林中獵物的凶手，被狗群攻擊而戰死。在第六集《黑暗時刻》，火星的族長命名儀式時，給了他第六條生命。老師是長尾。母親是金花，父親是斑皮，亦是褐皮和棘星同母異父的哥哥。
刺爪（Thornclaw）
藍眼睛的金棕色虎斑公猫。在《秘密之森》中被雲尾說成「霜毛的黃毛蠢貓」，在《黑暗時刻》中成為戰士。是獅心和霜毛的兒子，和煤皮、蕨毛及亮心是手足。老師是鼠毛，也是潑掌、黑毛、罌粟霜及薔光的老師。脾氣十分暴躁，和灰毛關係比較好，在《失落戰士》中冬青葉回來後懷疑她害死了灰毛。在六部曲之三和花落生下鷹翼、莖葉、殼毛、梅石。
白風暴（Whitestorm）
琥珀色眼睛、大個頭的白色公猫。曾短暫擔任火星的副族長，是火星的第一任副族長，在《黑暗時刻》與血族副族長骨頭單挑時戰死，在前往星族的道路前，告知火星灰紋是星族認定的下一任副族長，灰紋即時在混亂的戰場上被升任。經驗老道，溫和有禮。斑皮的見習生，沙暴的老师，也曾指導過亮心。雪毛與薊爪的兒子，在藍毛（現在的藍星）協助下，沒被父親薊爪給帶上邪惡的道路，在他還是小貓時雪毛就被怪獸碾死，之後由藍星帶大，而且白風暴再透過藍星的教導下變成一名令人尊敬的戰士。柳皮的伴侶，栗尾、黑毛和雨鬚的父親。
柳皮（Willowpelt）
銀灰色的母猫，有一雙藍盈盈的眼睛。在第一集《荒野新生》中原為戰士，後來成為貓后。個性冷靜、友善。在外傳《火星的追尋》中，為了保護被獾攻擊的黑毛，和獾奮戰而死。父親為蛇牙，母親為捷風，豹足、斑皮的妹妹，红尾及斑葉的同窩手足。導師為罌曙。白風暴的伴侣，暗紋、灰紋、栗尾、黑毛和雨鬚的母親，有著天族血统。
小雪（Snowkit）
白色藍眼的耳聾小貓。母親是斑尾，手足為小鶇。在《危險小徑》中被老鷹抓走而不知去向。作者後來證實其已死亡。
黃牙（Yellowfang）
橘色眼睛的深灰色母猫。本來是戰士且與鋸星相愛，因為發現自己擁有察覺別隻貓的病痛的能力而成為巫醫見習生（另一個原因是這會讓她無法專心）。即便她一開始很排斥當巫醫，但在後來才慢慢了解她別無選擇，且也有了想當巫醫的意念，因此在救活了還是見習生的雲掌(雲皮)後便正式轉任巫醫。而這也表示她跟鋸星之間再無任何瓜葛，不料卻在後來因跟鋸星私會的關係而懷孕，並生下碎星及兩個夭折的小女兒，分別是小願和小希望。在賢鬚的建議下她將碎星交給蜥蜴紋撫養，但她並不快樂。在日後對碎星的所作所為忍無可忍而威脅他自己將採取行動，因而導致後來被碎星诬陷并逐出影族，火星發現她後給予幫助，後來加入雷族。斑葉死後由她攬下雷族巫醫的責任。在《秘密之森》中用死莓結束兒子碎尾（碎星）的生命，在《風暴將臨》吸入太多濃煙而嗆死。在《黑暗時刻》火星的九條命中賜予火星「憐憫」這條命。常在《三力量》及《星預兆》中常和松鴉羽交談。後來在與黑暗森林的戰役中，再次殺死自己的兒子碎星。母親是亮花，父親是蕨足，弟弟和妹妹是果鬚、花楸莓，以及小薄荷和小金盞花。導師是鹿躍（戰士）和賢鬚（巫醫）。
碎星（Brokenstar）
暗棕色的虎斑紋公貓，幾乎長得和他的父親一模一樣。有一條彎曲的尾巴。黃牙和鋸星的兒子，養母是蜥蜴紋，是影族的族長，戰士名是碎尾（Brokentail），是一名暴君，為了當上族長而不擇手段的殺了自己的父親-鋸星。成為族長後，開始訓練三個月大的小貓當見習生，後來被趕出了影族，在一場襲擊雷族的戰役後，被火心（火星）抓瞎雙眼，囚禁在雷族裡，名字也被改回了碎尾。最後黃牙給他吃死莓，好讓他無法傷害其他貓兒，他在死之前才知道黃牙是自己的母親，是黑暗森林的貓。胖尾、青苔掌和田鼠掌的導師，夜星的見習生，有兩個已經死去的妹妹-小願和小希望。在《最後希望》中再次被自己的母亲黄牙杀死，靈魂彻底消失。《黃牙的袐密》中被星族警告成不該出生，會在影族掀起血腥風暴的貓。
九條命雖然被賜予，但每條命的賜予者都有警告的意味。

### 二部曲：新預言
棘星（Bramblestar）
琥珀色眼睛(圖片是綠色眼睛)的暗棕色虎斑公猫，二部曲的主角之一，戰士名是「棘爪(Brambleclaw)」。前往尋找午夜的六隻貓之一。曾多次因為父親虎星而遭受質疑，也曾被火星質疑他的忠心，最後終於證明自己有能力在灰紋失蹤後擔任副族長的職位。雖然脾氣和松鼠飛一樣暴躁，卻富有領導能力，驍勇善戰，個性忠心，但容易為親情所困。雖然溫和並不是他的特點，但他在憤怒之餘，也願意傾聽其他貓兒的意見。或許因為他身為虎星的兒子總是被其他貓指指點點，以及姊姊褐皮身在影族的關係，比起一般部族貓，他做事時都以雷族為重，部族之間差異的隔閡對他而言反而較沒有那麼重要，也因此經常違反戰士守則。虎星曾想讓棘星統治雷族、風族，但棘星並不想為了成為族長而不擇手段，在《日落和平》末他為了救出被狐狸陷阱所困的火星而對鷹霜反擊，最後卻失手殺死鷹霜。在《拂曉之光》時對於松鼠飛幫葉池隱瞞葉池懷孕的事實卻不告訴他而發怒，因此和松鼠飛的關係決裂，但在《最後希望》中又再次和好。《最後希望》再次殺死鹰霜，並在火星戰死後成為新任雷族族長棘星，副族長是松鼠飛。而在《棘星的風暴》中，曾經一度對他所帶回來的寵物貓潔西有好感，但最後因為他的最愛還是松鼠飛，選擇與松鼠飛在一起。在七部曲身體被不明貓（灰毛）佔據，將不守戰士守則的貓嚴格懲處，而自己的靈魂則在黑暗森林裡遊蕩。導師是火星，也是莓鼻的導师。母親是金花，父親是一代梟雄虎星，是鹰霜、蛾翅和蝌蚪同父異母的哥哥，是疾掌同母異父的弟弟，褐皮的親弟弟，松鼠飛的伴侶，赤楊心、火花皮、小杜松和小蒲公英的父親，燕雀掌、焰掌、小爍的祖父，冬青葉、獅焰、松鴉羽的養父，有著天族血統(來自他的祖母，虎星的母親豹足)。
九條命分别由火星、金花、藍星、鼠毛、獅心、蕨雲、煤皮、羽尾、烏掌给予。
松鼠星（Squirrelstar）
綠眼睛的暗薑黃色母猫，有一條蓬鬆的尾巴，一隻腳爪是白色。戰士名是「松鼠飛（Squirrelflight）」，是前往尋找午夜的六隻貓之一，但不是星族選中的貓（當時名為鼠掌）。個性莽撞、任性、重感情且勇敢，後期變得較穩重。和葉池有微微的心電感應（並沒有很明顯，有時感覺不到）。有一段時間因為棘星總是顧自的和她無法信任的鷹霜來往，而和棘星針鋒相對，他們之間關係非常惡劣。但後來決定相信棘星本身，而不是被他的出身所矇蔽，並和棘星和好。她成為戰士以後也逐漸遵守戰士守则，為幫助姊姊葉池而欺騙族貓說冬青葉、松鴉羽和獅焰是她的小貓。十分疼愛她一手帶大卻非她親生的三姊弟。在《暗夜长影》中雷族营地发生大火，正当他們准备逃出火海時，灰毛憤怒地擋住了三姊弟的去路，并威脅要杀死他們，讓松鼠飛親眼看著孩子死的，就是为了報復松鼠飛—因为她选择了棘星而不是他。危机时刻松鼠飛不得已说出了她不是他们母亲的真相，导致了他们关系之间的破裂，但在四部曲中得到缓和。是全貓族遷移到湖邊後，第一個成為戰士的貓。在《最後希望》末尾被棘星提拔為副族長。在七部曲中原先假意要去反省，卻借機警告別族，但假棘星派蜂紋跟蹤她，而被假棘星發現，被他驅逐出雷族，成為反抗軍的領袖，並且是唯一信任鬃霜的反抗軍成員，在外傳《松鼠飛的希望》曾經命危，卻因對棘星的愛而得以起死回生，姊姊葉池卻沒有活下來。是塵皮的見習生，狐躍、玫瑰瓣及暴雲的老师。火星和沙暴的小女兒，葉池的妹妹（中文版早期默認松鼠飛大於葉池，但後來《預言之貓》中明確提及松鼠飛為妹妹），棘星的伴侣，獅焰、冬青葉及松鴉羽的養母。赤楊心、火花皮、小杜松和小蒲公英的母親。
葉池（Leafpool）
嬌小的淺褐色虎斑母貓，眼睛是琥珀色，腳掌和胸脯帶有白毛。曾是雷族的巫醫。和妹妹松鼠飛（中文版早期默認葉池小於松鼠飛，但後來《預言之貓》中明確提及葉池為姐姐）有心電感應。跟河族巫醫蛾翅及雷族戰士栗尾是好朋友，並且在當初是唯一知道蛾翅不相信星族的貓，並為她保守秘密，代替她教導柳光如何解讀星族的預言、與星族交流。她個性溫和、謹慎，具有強大的能力，並以巫醫作為她的目標，卻愛上風族的鴉羽，曾在《黃昏戰爭》中與他私奔，卻因為無法丟下部族而返回。後來發現自己懷孕，在松鼠飛的幫助下隱瞞了這件事，後來生下了冬青葉、獅焰、松鴉羽三姐弟。在《拂曉之光》中，因為生下冬青葉、松鴉羽、獅焰三姐弟的祕密被冬青葉揭發，而不得不離開心愛的巫醫的工作，改當戰士。儘管不能以一位母親的身份和他們相處，但她總是默默地關注他們，並在他們遇到困難時幫助他們。是煤皮的見習生，也是松鴉羽的導師。火星和沙暴的大女兒，鴉羽的伴侣，狮焰、冬青葉及松鴉羽的母親。在《棘星的風暴》中重新成为巫醫。葉池的命名方式是在紀念天族族長葉星和在月池裡的天族後裔斑葉。在《雷電暗影》中受到花楸星的委託到影族訓練水塘光。在外傳《松鼠飛的希望》遭落石砸死。
樺落（Birchfall）
琥珀色眼睛的浅棕色虎斑公猫。在二部曲新預言中先後以小白樺和樺掌的身分出現，並在預視力量中首次以戰士樺落的身分出現。新預言中，當森林被摧毀時，他的同窩手足小冬青和小葉松皆因飢餓而死，他的哥哥潑掌亦被怪兽（汽车）撞死。當他還是小貓時，便翻山越嶺來到四大貓族的新住處，在旅途中和影族的小蟾蜍、小沼澤和小蘋果成為朋友，並成為雷族來到新家園後第一個被命名的見習生「樺掌」。老师是灰毛。母亲是蕨雲，父亲是塵皮，潑掌、蛛足、小冬青、小葉松、狐躍、冰雲的手足。是白翅的伴侣，鸽翅及藤池的父亲。影望、光躍、撲步、鬃霜、竹耳和翻爪的祖父。有短期在黑暗森林受訓，但還是對雷族忠心。樺落的祖母斑臉（蕨雲的母親）和白翅的祖母霜毛（亮心的母親）是姊妹，所以白翅和樺落有血緣關係。
白翅（Whitewing）
绿眼睛、漂亮的白色母猫。她在外傳《火星的追尋》的後記中初次登場，當時的她的名字叫做小白，並在新預言系列中晉升為見習生。和葉池是一同受訓的朋友。在《日落和平》及《預視力量》的期間，晉升為戰士白翅。白翅盡量延遲自己成為戰士的時機，以避免樺落成為唯一的見習生。在《驅逐之戰》中收到自己的首位見習生冰雲。是云尾和亮心的長女，是雪灌木、琥珀月及露鼻的姐姐，樺落的伴侶，鴿翅及藤池的母親。影望、光躍、撲步、鬃霜、竹耳和翻爪的祖母。白翅的祖母霜毛（亮心的母親）和樺落的祖母斑臉（蕨雲的母親）是姊妹，所以白翅和樺落有血緣關係。
蕨雲（Ferncloud）
綠眼睛、帶有深色斑點的淺灰色母猫。斑臉的女兒，灰毛的姊姊，有兩個夭折的兄弟姐妹。在首部曲時曾是暗紋的見習生，在暗紋背叛雷族後由長尾繼任導師並和塵皮產生戀情，生下蛛足、潑掌、樺落、小冬青、小葉松、冰雲、狐躍。是位性格溫和的貓后。在貓族與黑暗森林的戰役中，為保護育兒室而被碎星殺死。蕨雲也是大決戰中雷族戰死的六隻貓之一，其姓名在戰後被松鴉羽以爪痕代替刻在擎天架下方（另有一說為:戰後，松鴉羽將其刻在一木棍上），受到後代雷族貓的敬重。沙暴同母異父的妹妹。
灰毛（Ashfur）
深蓝色眼睛、灰白色带深色斑点的公猫。塵皮的見習生，樺落及獅焰的老师。曾经爱过松鼠飛，但是卻無法和松鼠飛在一起，因憎恨而想要害死松鼠飛的親人，包括火星、棘星、冬青葉、松鴉羽和獅焰等。曾处出于报复心理，将还是学徒时期的狮焰（狮掌）当做武士来进行实战。因為得知冬青葉、松鴉羽和獅焰的身世後決定在大集會中洩漏真相，而被冬青葉殺死，其灵魂在星族出现，松鸦羽感到十分惊讶，黄牙的解释是“他唯一的过错就是爱得太深”。在第七部扮演“假棘星”。母亲是斑脸，蕨雲和兩隻小貓的同窝手足，沙暴同母異父的弟弟。
蛛足（Spiderleg）
琥珀色眼睛、肚子是棕色的黑色公猫，有著修長的四肢。白翅和葉池在見習生時的好友，是个個性較暴躁且自大的戰士。在外傳《火星的追尋》中出現時，名字為小蛛。後來成為黛西的伴侶。是鼠毛的見習生，也是鼠鬚的老师。虽然是蟾蜍步和玫瑰瓣的父亲，但他似乎一直在回避这个角色，黛西为此感到十分愤怒。父亲是塵皮，母亲是蕨雲，潑掌、小冬青、小葉松、樺落、狐躍及冰雲的手足，是蕨雲及塵皮的長子。在《棘星的風暴》到六部曲之間得了綠咳症死亡。
潑掌（Shrewpaw）
體型小的琥珀色眼睛的暗棕色公貓。在外傳《火星的追尋》中出現時，名字為小潑。後來在第七集《午夜追踪》時成為見習生潑掌，他與當時同樣是学徒的松鼠飛和白翅十分要好，個性比蛛足溫和。在第九集《重現家園》時，被疾駛而過的怪獸(汽車)撞到而脖子斷掉。父親是塵皮，母親是蕨雲，蛛足、小冬青、小葉松、樺落、狐躍及冰雲的手足。
小葉松（Larchkit）
琥珀色眼睛的棕色虎斑小母貓，在《新月危機》中餓死。在《午夜追蹤》中首次出現。塵皮和蕨雲的女兒，小冬青的同窩手足姐姐，樺落(小白樺)的同窩手足妹妹，蛛足、潑掌、狐躍及冰雲的手足。
小冬青（Hollykit）
琥珀色眼睛的棕色虎斑小母貓，在《重現家園》中餓死。在《午夜追蹤》中首次出現。塵皮和蕨雲的女兒，小葉松和樺落(小白樺)的同窩手足妹妹，蛛足、潑掌、狐躍及冰雲的手足。
栗尾（Sorreltail）
琥珀色眼睛、玳瑁色加白色的母猫。當還是小貓（小紅栗）時，因為發現暗紋再在雷族邊界與影族副族長黑足（黑星）私會，暗紋為了滅跡而餵了栗尾死苺，從此很怕死莓，火星也因為這次事件將暗紋逐出雷族。在轟雷路旁肩膀被怪獸撞傷，而延遲了一個月才當上戰士。是葉池的好朋友，和葉池作過許多冒險的行為。曾在《驅逐之戰》中短暫指導過狐躍。父亲是白風暴，母親是柳皮，和黑毛及雨鬚是同窩手足。蕨毛的伴侣，痣掌、蜜蕨、罌粟霜、煤心、百合心、籽掌的母親。葉蔭、蜂蜜毛、雲雀歌、櫻桃落和錢鼠鬚的祖母。燕雀掌、焰掌和小爍的曾祖母。老師是沙暴。有著天族的血统。從外傳《鴿翅的沉默》中得知，在《最後希望》大決戰中，栗尾為了保護幼貓而受重傷，但卻隱忍不說，在戰爭結束後突然身亡。是大決戰中雷族戰死的六隻貓之一，姓名在戰後被松鴉羽以爪痕代替刻在擎天架下方，受到後代族貓的敬重。
雨鬚（Rainwhisker）
藍眼睛的深灰色公猫。父親是白風暴，母親是柳皮，黑毛及栗尾的同窝手足。在《黑暗時刻》中首次出現，老师是雲尾。在《葉池的願望》到《預視力量》間在暴風雨中被樹木砸斃。有着天族血统。
黑毛（Sootfur）
琥珀色眼睛的浅灰色公猫。在見習生時期差點被獾殺了，母親柳皮是為救他而死，黑毛因而感到歉疚。在《黑暗時刻》中首次出現，名字為「小煤灰」。在《黃昏戰爭》中，在一場與獾的戰役中戰死。父親是白風暴，和雨鬚及栗尾是同窝手足。是長尾和刺爪的見習生，有着天族血统。
痣掌（Molepaw）
蕨毛和栗尾唯一的兒子，蜜蕨、罌粟霜、煤心、百合心和籽掌的兄弟。在《葉池的願望》到三部曲之間得了綠咳症而死。
波弟（Purdy）
琥珀色眼睛、灰色口鼻、胖胖的棕色老虎斑猫。在《午夜追踪》中，幫助六隻貓的獨行貓。「波弟」是他以前當寵物貓時的名字之一。在《拂曉之光》尋找索日的旅途中被棘星邀請成為雷族長老。來到雷族後，與同是長老的鼠毛十分要好。最後老死於《破碎天空》。

### 三部曲：三力量
冬青葉（Hollyleaf）
三部曲的主角之一，是一隻有著綠眼睛、毛色像冬青樹皮一樣焦黑的母貓。雷族的戰士，在《葉池的願望》出生。親生父母是葉池和鴉羽，獅焰和松鴉羽的姐姐。葉池為了留她和她手足在雷族，所以被松鼠飛當親孩子撫養，而給其他貓認為他們是純血的雷族貓。原本，她選擇做巫醫，因為她看見其他貓兒對葉池的尊敬，而且她想讓其他貓兒認為她對雷族非常重要。她在短時間後放棄了這個決定，因為她無法順利地記起來所有藥草，而且她對傷疤及傷害感到非常噁心。她發覺自己對於戰鬥訓練較感興趣，並意識到她應該當個保護雷族的戰士，於是轉為一般見習生。冬青葉非常正視及遵守戰士守則。因此，她對獅焰與風族母貓石楠掌（石楠尾）的感情極度不滿。後來發現自己不是松鼠飛和棘星的親生孩子， 而秘密卻被灰毛發現， 所以謀殺了灰毛，在那之後性格大變。因為無法忍受自己的親生父母是葉池和鴉羽，所以在大集會親自把秘密告訴出來，她非常生氣葉池所做的事，所以想逼她吃死莓。但葉池卻知道了是她殺了灰毛，於是衝去石隧道想自殺， 被困在石隧道。期間她認識了落葉，兩貓一直互相幫助（但她一直不知落葉是死貓）。雖然身不在雷族，但冬青葉始終注意著雷族的狀態，曾幫雷族帶來藥草、摘取金盞花，甚至趕跑了想攻擊雷族見習生(錢鼠掌、櫻桃掌)的狐狸。後來冬青葉在聽到索日和風族密謀要攻打雷族時決定返回雷族，並幫助他們反將了風族一軍。在《最後希望》中為救藤池而與鷹霜戰鬥，最終戰死，但在死之前表示已經原諒了葉池。有天族血統（來自她的母親葉池）。
據作者所述，冬青葉在三力量故事初期的原始設定也是三力量之一，在創作時才將她去除。
松鴉羽（Jayfeather）
灰色虎斑公猫，藍眼睛就像松鴉的翅膀一樣閃亮，卻是盲的。三、四部曲的主角之一。冬青葉和獅焰的弟弟，親生父母是葉池和鴉羽。被松鼠飛當做親生孩子撫養。原本，松鴉羽想要成為戰士，因為他渴望和手足對部族一樣重要，而且他覺得巫醫的職務比起當戰士能夠感受到的榮譽卑微許多，而開始接受戰士訓練，但沒多久便感到疲累，既沒有接受到足夠的訓練，也沒有透徹地探索雷族領域。松鴉羽想要自己來探索，結果在走過風族領域裡的一個峭壁時，不慎掉入湖裡，被一支附近的風族巡邏隊救起，所以松鴉羽十分怕水。之後，斑葉說服他當巫醫，他了解到不管他再怎麼排斥，這是他的宿命。他非常反感別隻貓用異樣眼光看他，十分討厭同情。貓族中力量最強大的貓之一，擁有探入別人夢境及記憶和看穿別人心思的能力。在《驅逐之戰》中被冬青葉稱作「最不盲目」的貓，甚至能將通往星族的路上的貓帶回現實，也是第二位知道煤心就是煤皮投胎轉世的貓。在《拂曉之光》黃牙在夢境中給了松鴉羽一片烏鴉羽毛，這使松鴉羽得知他真正的生父，在葉池的秘密被冬青葉公開後和其關係破裂，但在四部曲末對其表示理解。前世是古代貓利爪松鴉翅(Jaywings)，喜歡半月，以後世知識促使古代貓族前往山區，成為急水部落，傳授山地狩獵技巧，並任命半月為第一任尖石巫師。在《鴿翅的沉默》提到在松鴉羽大決戰結束後已失去了特異功能。在七部曲中曾被假棘星驅逐出境。有天族血統（來自他的母親葉池）。
獅焰（Lionblaze）
三、四部曲的主角之一，是一隻有著琥珀色眼睛的金色虎斑公貓。是鴉羽和葉池的兒子，冬青葉和松鴉羽的兄弟。獅焰曾與風族的石楠掌（石楠尾）相愛，並在雷族通往風族的隧道中與她私會，還與石楠尾組成虛構貓族「暗族（Darkclan）」，且假裝是暗族的副族長獅爪(Lionclaw)，而使他在當時對灰毛的訓練心不在焉，還被冬青葉和煤心發現，但在鷹霜的警語下他毅然決定和石楠尾分開，其後的學徒訓練也使灰毛感到滿意。在《天蝕遮月》中風族利用隧道向雷族發起突然襲擊，獅焰以為是石楠尾的告密便質問她，隨後又差點殺死其老師鴉羽，然而導致和石楠尾的關係徹底破裂。在隨後的日子裡，石楠尾對獅焰總是保持一種蔑視的態度。
曾在《戰聲漸近》與影族的戰役中，為了保護火星，意外殺死影族副族長枯毛。在《戰聲漸近》中喜歡上煤心。在《星夜私語》中為了解釋他為何獨自趕走狐狸卻毫髮無傷而將他有特異功能的秘密告訴煤心，然而煤心知道三力量的秘密後卻無法接受，以為自己不能妨礙獅焰的任務，因而忍痛離開他，同時也使獅焰也十分傷心。但最終獅焰幫助煤心擺脫了煤皮靈魂的束縛，兩隻貓終於結為伴侶，並在《棘星的風暴》中有了三個孩子：冬青叢、栗紋和蕨歌。而在外傳《鴉羽的試煉》中，證實他已經原諒了鴉羽和風皮，但同時也表示並不會把他當成父親。特殊能力是不管遇到任何攻擊都不會受傷，前世是獅吼。老師是灰毛，也是三力量之一的鴿翅的老師。在與黑暗森林的戰爭後失去異能。在六部曲之五有了第二窩的小貓：拍齒、點毛、飛鬚。有天族血統（來自他的母親葉池）。在七部曲曾擔任臨時副族長與臨時族長，棘星回歸時退位。
蜜妮（Millie）
嬌小的銀灰色虎斑貓。灰紋失蹤後帶回來的一隻寵物貓，是灰紋被抓到兩腳獸家中後認識的母貓。和灰紋一同尋找湖邊營地，並在途中接受灰紋的戰士訓練，一路和他互相扶持。後來成為灰紋的伴侶，是花落、蜂紋、薔光的母親。因為薔光受了傷而特別關心她，被花落認為蜜妮不再關心她。在女兒薔光受傷時，因松鴉羽沒法救她，就大罵松鴉羽，更說她的兩腳獸主人一定能救回她。在《棘星的風暴》到六部曲之間成為長老。據外傳《灰紋的誓約》的內容，可知其於外傳《松鼠飛的希望》到七部曲之間因病去世。
黛西（Daisy）
乳白色長毛母貓，和兩隻名叫小灰和絲兒的貓一同住在馬場裡。她十分害怕在馬場的兩腳獸（或稱無毛獸、直行獸）會帶走她和小灰的小貓（原名莓莓、榛榛、鼠鼠），因為絲兒的小貓也曾被帶走，於是她便帶著小貓來到雷族。在《日落和平》中，她曾在獾的攻擊後帶著小貓回到馬場，她擔心部族生活對小貓來說太過危險，但後來棘星和雲尾說服他們回到雷族。黛西曾喜歡雲尾，但當她看見雲尾是如何愛著她的伴侶亮心時，她便打退堂鼓。她的小貓接受了戰士訓練，並在驅逐之戰中得到了他們的戰士名，莓鼻、鼠鬚和榛尾。黛西的第一窩小貓是和小灰生的，她後來的伴侶是蛛足，生了兩隻小貓：蟾蜍步和玫瑰瓣。但在《暗夜長影》中可以看出蛛足和黛西的感情並不太好，因為蛛足並不把他們的小貓擺在第一位。黛西是雷族的永久成員，但她不是戰士，她的工作是在育兒室裡照顧小貓和貓后。
莓鼻（Berrynose）
乳白色公貓，黛西和小灰（住在馬場的獨行貓）的兒子，也是鼠鬚和榛尾的手足，以及蟾蜍步和玫瑰瓣的同母異父手足，蜜蕨和罌粟霜的伴侶。他在《黃昏戰爭》中以小貓的身分首次出現，名字叫莓莓（Berry）。他的母親黛西帶他以及鼠鬚、榛尾離開馬場──他們出生的地方，如此一來居住在那的兩腳獸便不會帶他們走。雷族巡邏隊發現他們之後，他們便加入雷族，莓莓也得到了他的部族名「小莓(berrykit)」。他是三隻貓當中最大膽的，《日落和平》中，他在溜出營地時被狐狸陷阱夾到尾巴，因此失去了半條尾巴。這個事件使他對於戰士名非常偏執，害怕火星會給他一個滑稽的名字，像是「莓尾(berrytail)」。他在《預視力量》中首次以見習生的身分出現，導師是棘星。他被描寫的狂傲無禮，就像暗紋一樣，尤其是他在《驅逐之戰》中得到戰士名之後。他連見習生犯的小錯誤都要批評，而且拒絕別隻貓批評他。蜜蕨對莓鼻有仰慕之情，在《拂曉之光》中，兩隻貓的感情還是非常好，而且認為他們倆有一天會有小貓。當蜜蕨被蛇咬死時，莓鼻深痛欲絕。後來跟罌粟霜結成伴侶，是櫻桃落和錢鼠鬚的父親。在松鼠飛被假棘星驅逐後，成為下一任副族長，而後因為某次幾隻反抗軍突襲假棘星時，假棘星認為他支援的不夠快而卸下他副族長的職位並遭到放逐，副族長被鬃霜取代，並對此感到十分不滿。在影族、天族以及流亡貓對上雷族、風族、河族的戰爭（假棘星驅使了這場戰爭）中戰死，死後靈魂曾被灰毛囚禁於黑暗森林，灰毛死後回到星族。
榛尾（Hazeltail）
灰白相間的母貓，黛西和小灰的女兒，莓鼻和鼠鬚的手足，蟾蜍步和玫瑰瓣的同母異父手足。她首次以小貓「榛榛（Hazel）」的身分出現在《黃昏戰爭》中，當時她的母親黛西帶著她以及她的手足離開馬場，這麼一來兩腳獸才不會把他們帶走。當雷族巡邏隊發現了他們，他們便被帶到雷族營地，並獲得了部族名「小榛(Hazelkit)」。在《日落和平》中，斑葉拜訪了育兒室，並呈現了一隻蝴蝶給她和鼠鬚，他們並把蝴蝶抓住，而使葉池發現河族巫醫蛾翅的真相。她在《預視力量》中首次以見習生的身分出現，導師是塵皮，並在《驅逐之戰》中和她的手足一同成為戰士。是花落的導師。在《鴿翅的沉默》到《棘星的風暴》之間因得了绿咳症而死。
鼠鬚（Mousewhisker）
灰白間的公貓，黛西和小灰的兒子，莓鼻和榛尾的手足，蟾蜍步和玫瑰瓣的同母異父兄弟。他以小貓「鼠鼠（Mouse）」的身分首次出現在《黃昏戰爭》中，當時黛西帶著他和他的手足離開他們出生的馬場，這樣一來兩腳獸才不會帶走他們。當雷族巡邏隊發現他們後，他們便來到雷族營地，鼠鼠也獲得了部族名「小鼠」。在《日落和平》中，斑葉拜訪了育兒室，並呈現一隻飛蛾給他和榛尾，並叫他們捉住那隻飛蛾，這也使得葉池開始發現河族巫醫蛾翅的真相。他在《預視力量》中首次以見習生鼠掌的身分出現，導師是蛛足，並在《驅逐之戰》中成為戰士鼠鬚。在《天蝕遮月》的戰爭中他弄傷了眼睛，所以冬青葉在戰爭中引導他。在《最後希望》中被黑暗森林訓練，但未背叛部族。是蜂紋和梅石的導師。
煤心（Cinderheart）
蓝眼睛、毛茸茸的灰色虎斑母猫，是煤皮的投胎轉世。由於是煤皮的轉世，所以她還記得一些藥草名稱，但她起初不知道為什麼自己懂這麼多藥草。當学徒時因想救卡在樹上的鼠鬚而從樹上跌落，導致後腿受傷，後來靠松鴉羽的游泳特訓而痊癒，終一圓成為戰士的夢想。煤心一直愛著獅焰，但當松鴉羽告訴她的巫醫前世後，就因此痛苦不已。再加上她知道獅焰身為三力量之一後，認為獅焰背負著很大的使命，自己沒有資格作為獅焰的伴侶，因此在痛苦下離開獅焰。不过最终破镜重圆，他们成为伴侣，并在《棘星的风暴》中有了三个孩子：冬青叢、栗紋和蕨歌。老师是云尾。父亲是蕨毛，母亲是栗尾，和痣掌、蜜蕨、罂粟霜、百合心、及籽掌是手足。有着天族的血统。在六部曲之五生下了第二窩的小貓：拍齒、點毛、飛鬚。
罌粟霜（Poppyfrost）
玳瑁色的母貓，是蕨毛和栗尾的女兒。她是煤心、蜜蕨、痣掌的同窩手足。她以小貓的身分出生於《黃昏戰爭》的尾聲，在《預視力量》中以見習生的身分出現，導師是刺爪。在《預視力量》中，她罹患了綠咳症，當她接近星族領域的邊緣時，松鴉羽在夢中把她帶了回來，在現實世界回復健康。在《天蝕遮月》之前，她一直都是見習生，在《天蝕遮月》中，她與同窩手足蜜蕨一起拿到的戰士名。苺鼻的伴侶，並在四部曲星預兆《第四見習生》中生下小櫻桃（櫻桃落）和小錢鼠（錢鼠鬚）。曾經誤以為莓鼻依然愛著蜜蕨而感到不安，經過蜜蕨對她的解釋後，她才終於放心。見習生是百合心。
是天族的後代，是雲星和鳥飛的後代子孫。
蜜蕨（Honeyfern）
帶有藍色眼睛的淺棕色母虎斑貓，蕨毛和栗尾的女兒，是煤心、罌粟霜、痣掌的同窩手足。她在《黃昏戰爭》尾聲中，以小貓的身分首次出場。在《預視力量》中是見習生，導師是沙暴，沙暴也是她母親栗尾的導師。她在《天蝕遮月》中獲得了自己的戰士名──蜜蕨。她在三力量的故事中，愛上了苺鼻，在《拂曉之光》，苺鼻也回應了他對她的情感，但是蜜蕨卻為了保護當時還是小貓的薔光被蛇咬到而喪命。在罌粟霜懷上莓鼻的小貓時安慰她莓鼻其實愛著罌粟霜。
是天族的後代，是雲星和鳥飛的後代子孫。
狐躍（Foxleap）
红色虎斑公猫，是蕨云和尘皮的兒子，和冰雲是同窩手足。是泼掌、蛛足、小冬青、小叶松、桦落的弟弟，在《預視力量》以小貓的身分首次登場，並於《驅逐之戰》中成為松鼠飛的見習生，於三部曲和四部曲之間成為戰士。是樱桃落的老师。是第三部曲和第四部曲的主要人物。根據《鴿翅的沉默》在大決戰中為了保衛雷族營地而身受重傷，在戰後傷重不治。狐躍也是大決戰中雷族戰死的六隻貓之一。其姓名被松鴉羽以爪痕代替刻在擎天架下方受到後代族貓的敬重。
冰雲（Icecloud）
漂亮聪明的雪白色蓝眼睛母猫，蕨雲和塵皮的女兒，和狐躍是同窩手足。是潑掌、蛛足、小冬青、小葉松、樺落的妹妹，在《預視力量》以小貓的身分首次登場，在《驅逐之戰》中成為白翅的見習生，於三部曲和四部曲之間成為戰士。在《鴿翅的沉默》到《棘星的風暴》之間因得了綠咳症而死。

### 四部曲：星預兆
藤池（Ivypool）
銀白相間虎斑母猫，擁有一雙大大的藍色眼眸，是樺落和白翅的女兒，鴿翅的妹妹，火星的曾孫甥女。是一隻忠誠、美麗、勇敢的貓兒。她出生於《拂曉之光》的尾聲，導師是煤心，見習生是雪灌木和嫩枝杈，伴侶是蕨歌（兩貓有血緣關係—藤池的外祖父是雲尾，而蕨歌的曾祖父是火星）。藤池由於小时候嫉妒姐姐鴿翅而走上了一條不同的道路——黑暗森林。没想到發現了一個驚人的秘密，於是，她為了自己的部族、伙伴，冒著生命危險去殺了焰尾的魂魄，但被虎心阻止，所以和他的關係惡化。因要升級成黑暗森林裡的戰士，殺死蟻皮的靈魂。這樣的勇氣，是她的姐姐—鴿翅，所不及的。她憑自己的努力得到了眾貓的認可，在《月亮蹤跡》中成為戰士。和蕨歌生下鬃霜、竹耳、及唯一的兒子翻爪。是松鼠星的第一任副族長。
花落（Blossomfall）
玳瑁色的母貓，有白色斑紋。灰紋和蜜妮的女兒，是薔光、蜂紋、羽尾和暴毛的手足（羽尾和暴毛為灰紋和銀流所生），刺爪的伴侶，於《天蝕遮月》中由松鴉羽和葉池接生。導師是榛尾，見習生是冬青叢，在黑暗森林受訓，只為了讓母親蜜妮不再只關注姐妹薔光，而忽略她，因此藤池曾在心裡想：「這有點像我在鴿翅身上施的技倆。」但她（花落）仍沒有背叛部族。在6-3生下刺爪的孩子－鷹翼、莖葉、梅石、殼毛。
薔光（Briarlight）
深棕色母貓。灰紋和蜜妮的女兒。羽尾和暴毛的異母妹妹，花落、蜂紋的姊姊。於《天蝕遮月》中由松鴉羽和葉池接生，並於《天蝕遮月》至《拂曉之光》間罹患綠咳症，在《第四見習生》中導師為刺爪。她在《戰聲漸近》中為了救長尾而被山毛櫸壓斷脊椎，永久癱瘓，用前腳走路，部族因她的勇敢而封她為戰士。在《烈焰焚河》感染傳染病病死。
蜂紋（Bumblestripe）
灰色帶有黑色條紋的公虎斑貓。灰紋和蜜妮的兒子。花落、薔光、羽尾和暴毛的手足，於《天蝕遮月》中由松鴉羽和葉池接生，《第四見習生》中他的導師為鼠鬚。見習生是籽掌、葉蔭和殼毛。鴿翅的伴侶，但在外傳《棘星的風暴》末，已和她結束伴侶關係，後來雖曾嘗試跟她復合，但沒有成功，且在知道她跟虎星結為伴侶後對她冷漠。
蟾蜍步（Toadstep）
黑白相間的公貓。黛西和蛛足的兒子，玫瑰瓣的同窩手足。導師是雲尾，傲慢、喜歡說大話。在《鴿翅的沉默》到《棘星的風暴》之間因得了綠咳症而死。
玫瑰瓣（Rosepetal）
奶油色母貓。黛西和蛛足的女兒，蟾蜍步的同窩手足，喜歡狐躍。但是戀愛關係在《戰聲漸近》中結束，因為他們是叔叔和姪女的關係（蛛足是狐躍的哥哥，而玫瑰瓣則是蛛足的女兒）。見習生是錢鼠鬚、蕨歌、雲雀歌、鬃霜和莖葉。導師是松鼠飛。在影族、天族以及流亡貓對上雷族、風族、河族的戰爭（假棘星驅使了這場戰爭）中戰死，死後靈魂曾被灰毛囚禁於黑暗森林，灰毛死後回到星族。
櫻桃落（Cherryfall）
薑黃色母貓，罌粟霜和莓鼻的孩子，錢鼠鬚的手足。導師是狐躍。有着天族血统。見習生是火花皮。似乎喜歡蜂紋。
錢鼠鬚（Molewhisker）
棕色與乳白色相間的公貓，罌粟霜和莓鼻的孩子，櫻桃落的手足。名字是為了紀念痣掌（mole翻譯過來有痣、錢鼠、鼴鼠的意思）導師是玫瑰瓣。有着天族血统。性格沈靜寡言，表情嚴峻，目光嚴肅。蜂蜜毛和赤楊心的導師。
籽掌（Seedpaw）
顏色很淺的金棕色母貓，栗尾和蕨毛的女兒，百合心的同窩手足。導師為蜂紋。為了救百合心而被淹死。

### 五部曲：部族誕生
雷星（Thunderstar）
毛皮像枯葉顏色的橘色公貓，有雙琥珀色眼珠和巨大的白色腳掌。養父是灰翅，養母是鷹衝。母親是風暴，父親是天星，有兩個已死亡的同窩手足。天星因為怕雷星帶來不吉利而拋棄雷星，這也讓雷星沉浸在被父親拋棄的痛苦當中。本名為雷霆（Thunder）。多半時性格較為熱血、衝動。在森林大火後因天星的邀請而加入森林貓的陣容，卻見識到父親的殘酷，包括殺了迷霧及丟下受傷的冰霜，讓他決心返回高地。後在大戰役結束後成為高地貓的首領之一。曾因為被星花迷惑而跟閃電尾冷戰一段時間。在《分裂森林》中先和閃電尾、梟眼、麻雀毛一起到天星的領地居住，後因意見不合，獨立為群，閃電尾、梟星、雲點、葉青、粉紅眼、奶草、三葉草和薊花跟隨一起建立領地。他是雷族的創立者，同時也是雷族的第一代族長。紫曙的伴侶，閃電紋、光滑毛、殼爪和羽耳的父親。在藍鬚加入雷族後撫養她長大。
雲點（Cloud Spots）
黑色長毛公貓，耳朵、胸前和兩隻腳掌是白色的。來自古老急水部落。跟斑皮一樣有著豐富的藥草知識，並在後來傳授給礫心。個性害羞而保守，看似斯文卻很容易被感動。是雷族的第一任巫醫，對藥草的理論相當感興趣，對於照顧生病的小貓則較不熱切。見習生是顫薔。
閃電尾（Lightning Tail）
綠眼睛的黑色公貓。寒鴉哭和鷹衝的兒子，橡毛的手足。是雷星的好朋友，名字由來也是因為小時候的他總跟在雷星後頭。在《最初戰役》中跟著雷星一起去兩腳獸地盤把被湯姆偷走的龜尾的孩子帶回來。曾因為看不慣雷星被星花迷惑而跟他冷戰一段時間。蘋果花的導師。是雷族的第一任副族長，被狗殺死。
梟星（Owlstar）
毛色光滑的暗灰色公貓，有著巨大、不露感情的琥珀色眼珠。是龜尾和湯姆的兒子，麻雀星和礫心的手足，也是雷族的第二任族長，本名叫梟眼（Owl Eyes）。
葉青（Leaf）
琥珀色眼睛、毛色黑白相間的公貓。在《太陽之路》加入天星在森林裡建立的新營地。在《分裂森林》跟隨雷星。伴侶是奶草。榛洞、顫薔、晨火、斑皮和櫸尾的父親。
粉紅眼（Pink Eyes）
粉紅色眼睛的白色老公貓。疑似有白化症。視力雖然不好但聽覺過於常人。在《熾烈之星》到《分裂森林》之間跟花開加入天星的領地，後隨雷星建立領地。
奶草（Milkweed）
黑色和薑黃色相間的虎斑母貓，琥珀色眼睛。是小刺和葉青的伴侶，和小刺生下薊花、三葉草和小棘。和葉青生下榛洞、顫薔、晨火、斑皮和櫸尾。
薊花（Thistle）
綠眼睛的薑黃色公貓。是小刺和奶草的兒子，三葉草和小棘的同窩手足。
三葉草（Clover）
薑黃色和白色相間的母貓，黃眼睛。是小刺和奶草的兒子，薊花和小棘的同胞姊姊。
紫曙（Violet Dawn）
耳尖和腳掌是黑色的深灰色母貓，琥珀色眼睛。原名紫羅蘭（Violet），原是斜疤陣營的貓，受不了斜疤的凌虐後加入雷星的貓營。曾經有個叫天雨的伴侶被怪獸撞死了。後來跟雷星交好，不久後就結為伴侶了。閃電紋、光滑毛、殼爪和羽耳的母親。

### 六部曲：幽暗異象
赤楊心（Alderheart）
琥珀色眼睛的深薑黃色公貓，尾巴末端是白色的。父親是棘星，母親是松鼠飛，火星的外孫，手足是火花皮。性格溫和。原為錢鼠鬚的見習生，因出現在松鴉羽的夢境中，被認為有巫醫的天分而成為松鴉羽的見習生。在探索之旅的途中因無法救治沙暴而自責，並且在旅途最後帶回嫩枝杈和紫羅蘭光，堅信要找回失蹤的天族貓。在《烈焰焚河》中向松鴉羽坦承自己喜歡寵物貓絲絨。
嫩枝杈（Twigbranch）
綠眼睛的灰色母貓。是紫羅蘭光的姊姊。個性率直活潑。在赤楊心的探索之旅被他和針尾找到後被帶回雷族，並交由百合心撫養。對於自己是否屬於雷族有著很大的執著。在《破碎天空》得知天族有可能有自己的血親在後，便隻身離開雷族去找他們，並在夢中得到天星的指示，找到了天族。同時也知道了自己的真實身分是鷹翅和卵石光的女兒。導師是藤池和火花皮，在天族的導師是沙鼻。在天族搬進他們在湖區的新家後追隨父親和妹妹到天族生活，期間則與還是見習生的鰭躍交好。後又在自己的戰士命名大典上表明自己屬於雷族，而和鰭躍一起回雷族。鰭躍的伴侶，導師是藤池、沙鼻和火花皮，見習生是飛鬚。
火花皮（Sparkpelt）
綠眼睛的橘色虎斑母貓。父親是棘星，母親是松鼠飛，火星的外孫，手足是赤楊心，導師是櫻桃落。跟赤楊心相反，不管在戰鬥還是打獵的方面都是高手。在《雷電暗影》中因為救了掉進湖裡的嫩枝杈而獲得了戰士名。有坦承自己喜歡雲雀歌，最後也如願成為一對。見習生是嫩枝杈。
在《松鼠飛的希望》有了自己的小貓，名字分別叫燕雀光、夜心、小爍。因為雲雀歌的祖父是雲尾，火花皮的外祖父是火星，所以火花皮和雲雀歌有血緣關係。
百合心（Lilyheart）
帶有白色斑點、暗棕色的小虎斑母貓，栗尾和蕨毛的女兒，籽掌的同窩手足。導師為罂粟霜。伴侶是雪灌木，葉蔭、蜂蜜毛和雲雀歌的母親。也是嫩枝杈的養母，對嫩枝杈十分友善。
露鼻（Dewnose）
毛色灰白相間的公貓，亮心和雲尾的小孩，琥珀月和雪灌木的同窩手足。《最後希望》中首度以小貓的身分出場。導師為白翅。伴侶是栗紋，香桃綻和月桂光的父親。竹耳的導師。
琥珀月（Ambermoon）
淺薑色母貓，亮心和雲尾的小孩，露鼻和雪灌木的手足。《最後希望》中首度以小貓的身分出場。導師為蛛足，是鷹翼的導師。在《風暴肆虐》到《松鼠飛的希望》之間遭貓頭鷹攻擊而死。
雪灌木（Snowbush）
毛髮柔軟的白色公貓，亮心和雲尾的小孩，露鼻和琥珀月的同窩手足。《最後希望》中首度以小貓的身分出場。導師是藤池。和百合心有葉蔭、蜂蜜毛和雲雀歌三個孩子。在《黯黑之夜》被一場土石流傷到腳，後因感染而死亡。
蕨歌（Fernsong）
淺黃色虎斑公貓。父親是獅焰，母親是煤心，火星的曾孫，手足是冬青叢、栗紋、拍齒、點毛、飛鬚，導師是玫瑰瓣。在6-4跟藤池結為伴侶，甚至還曾提出幫她住進育兒室的點子，鬃霜、竹耳、翻爪的父親。名字是為了紀念蕨雲。
冬青叢（Hollytuft）
黑色母貓。父親是獅焰，母親是煤心，火星的曾孫，手足是蕨歌、栗紋、拍齒、點毛、飛鬚，導師是花落。名字是為了紀念冬青葉。
栗紋（Sorrelstripe）
深棕色母貓。父親是獅焰，母親是煤心，火星的曾孫，手足是冬青叢、蕨歌、拍齒、點毛、飛鬚，導師是蕨毛。名字是為了紀念栗尾，露鼻的伴侶，月桂光和香桃綻的母親，夜心和燕雀光的養母。
葉蔭（Leafshade）
玳瑁色母貓。父親是雪灌木，母親是百合心，手足是蜂蜜毛和雲雀歌，導師是蜂紋，見習生是點毛。
蜂蜜毛（Honeyfur）
綠眼睛、黃色斑點的白色母貓。父親是雪灌木，母親是百合心，手足是葉蔭和雲雀歌，導師是錢鼠鬚。
雲雀歌（Larksong）
黑色公貓。父親是雪灌木，母親是百合心，手足是蜂蜜毛和葉蔭，導師是玫瑰瓣。在《松鼠飛的希望》跟火花皮生下燕雀光、夜心、小爍後不久死於重病。因為雲雀歌的祖父是雲尾，火花皮的外祖父是火星，所以火花皮和雲雀歌有血緣關係。見習生是鰭躍。
鷹翼（Eaglewing）
薑黃色母貓。父親是刺爪，母親是花落，莖葉、梅石、殼毛的手足。導師是琥珀月。
莖葉（Stemleaf）
橘白相間的公貓。父親是刺爪，母親是花落，鷹翼、梅石、殼毛的手足。導師是玫瑰瓣。原本比他小的鬃霜在成為戰士後向他告白，卻被他拒絕(因為他一直把鬃霜當他的妹妹，對她沒有成為伴侶的期待)，最後和點毛成為伴侶。在點毛、莖葉、斑紋叢（河族）、松果足（影族）、鳶撓（天族）突襲假棘星的戰爭中死去。死後他成為灰鬚、莖尾和鬃爪的父親。
梅石（Plumstone）
黑色和薑黃色相間的母貓。父親是刺爪，母親是花落，鷹翼、莖葉、殼毛的手足。導師是鼠鬚。
殼毛 （Shellfur）
玳瑁色公貓。父親是刺爪，母親是花落，鷹翼、莖葉、梅石的手足。導師是蜂紋，和風族的蕨紋結為伴侶
鰭躍（Finleap）
是一隻黃色眼睛、薑黃色四肢的淺棕色公貓。他的毛皮光滑，尾巴因為被倒下的樹壓到，而少了一截。原天族貓，父親是沙鼻，母親是梅子柳，養父是鷹翅，露躍、蘆葦爪的手足，導師是花心、雲雀歌，拍齒和金掌的導師，嫩枝杈的伴侶。

### 七部曲：破滅守則
鬃霜（Bristlefrost）
藍綠色眼睛的淺灰色母貓。藤池和蕨歌的女兒，祖父是獅焰，火星的玄孫。曾喜歡莖葉一段時間(但因為告白莖葉而被拒絕)，現在喜歡根躍。導師為玫瑰瓣。七部曲的三主角之一，曾擔任雷族副族長，深受假棘星信任，也被多數反抗軍懷疑，但其實是間諜。在《迷霧之光》中為救影望而和灰毛一起溺死在黑暗森林的河水裡，靈魂永遠消失。
竹耳（Thriftear）
淺琥珀色眼睛的深灰色母貓。藤池和蕨歌的女兒，祖父是獅焰，火星的玄孫。導師為露鼻，和表弟月桂光結為伴侶，月掌的母親。
翻爪（Flipclaw）
金色眼睛的棕色公虎斑貓。藤池和蕨歌的兒子，祖父是獅焰，火星的玄孫。導師為冬青叢。因為做了一個夢，被假棘星（灰毛）造假成預知夢而被假棘星指派為巫醫，但巫醫技能幾乎為零，在赤楊心和松鴉羽被驅逐出雷族時造成許多困擾。喜歡飛鬚，但遭她拒絕，後和表妹香桃綻結為伴侶，小日、小榛和小橡的父親，見習生是光掌。
點毛（Spotfur）
身上有著斑點的虎斑母貓。是獅焰和煤心的第二窩小貓的其中一隻，火星的曾孫。導師是葉蔭。莖葉的伴侶。是鬃爪、莖尾和灰鬚的母親。
月桂光（Bayshine）
有白色斑點的金色虎斑公貓。父母是露鼻和栗紋，導師是鼠鬚，竹耳的伴侶，月掌的父親。見習生是鬃爪。
香桃綻（Myrtlebloom）
淺棕色母貓。露鼻和栗紋的女兒，鷹翼的見習生，翻爪的伴侶，小日、小榛和小橡的母親。
夜心（Nightheart）
琥珀色眼睛的黑色公貓。火花皮和雲雀歌的兒子，導師是百合心。八部曲的主角之一，因不滿自己的名字是為了紀念火星所以改名叫夜心，本來的戰士名叫焰心，陽照的伴侶，光掌和金掌的父親。
燕雀光（Finchlight）
玳瑁色母貓。火花皮和雲雀歌的女兒，導師是煤心，見習生是灰鬚。

### 八部曲：無星氏族
莖尾（Stemtail)
橙色虎斑公貓，點毛和莖葉的兒子，灰鬚和鬃爪的兄弟，導師是錢鼠鬚。
鬃爪（Bristleclaw)
橙白相間的虎斑母貓，點毛和莖葉的女兒，灰鬚和莖尾的姐妹，導師是月桂光。
灰鬚（Graywhisker)
灰色斑點的白色公貓，點毛和莖葉的兒子，莖尾和鬃爪的兄弟，導師是燕雀光。
鬆餅皮（Wafflepelt）
綠色眼睛、棕灰相間的虎斑公貓，在他還是小貓時，兩腳獸將他放在袋子並扔到河中，公園貓被他的喵聲吸引並將其救出，他也因此成為其中的一員，當河族的霜掌和雷族的夜心拜訪公園時，因為聽聞過河星幫助公園貓祖先的傳說，公園貓們熱情地招呼了部族貓。他和夜心一起捕獵，並被逐漸被族群生活吸引。當族群貓準備離開公園時，他和胡蜂要求一起前往湖區，滿心歡喜地希望能成為河族的一員。然而，河族的新族長水花尾拒絕公園貓的加入，迫使他和胡蜂暫居雷族。他逐漸適應並被雷族的生活所吸引，選擇加入雷族成為見習生鬆餅掌，由夜心指導；而胡蜂則執意加入河族，但在被水花尾驅逐後決定返回公園。之後，鬆餅掌成功得到他的戰士封號鬆餅皮。
月掌（Moonpaw)
綠色和琥珀色異瞳的長毛玳瑁貓，有著薑黃色虎斑半黑色的面部，竹耳和月桂光的女兒，她成為見習生，由陽照指導。
金掌（Goldenpaw）
金色虎斑公猫，夜心和陽照的兒子，光掌的兄弟，由鰭躍指導。
光掌（Shinepaw）
黑色母猫，夜心和陽照的女兒，金掌的姐妹，由翻爪指導。
小日（Sunkit)
橙色虎斑公貓，翻爪和香桃綻的兒子，小榛和小橡的兄弟。
小榛（Hazelkit)
白色斑點的玳瑁色母貓，翻爪和香桃綻的女兒，小日和小橡的姐妹。
小橡（Oakkit)
白色斑點的淡棕色虎斑母貓，翻爪和香桃綻的女兒，小日和小榛的姐妹。

### 外傳：藍星的預言
松星（Pinestar）
綠眼睛，紅棕色虎斑公貓。戰士名是松心（Pineheart）。導師是霧皮。曾在還是見習生時在兩腳獸巢穴被狐狸攻擊，也因此與救了他一命的傑克的母親克莉斯托相遇。後來離開部族，和香緹的兩腳獸一起生活，並帶給了陽星成為族長時的其中一條命。星族最後原諒了他離開部族的行為。橡星和甜薔的兒子，樺臉和斑希同父異母的弟弟，豹足的伴侶，虎星和小霧、小夜的父親。在藍星的族長命名儀式中給了藍星同情心。在住進兩腳獸家時，名字改成了松（Pine）。
九條命分別由牝鹿星、橡星、冬青皮、兔撲、牡鹿躍、梨鼻、鷹足、雷星和晨星所給予。
陽星（Sunstar）
黃眼睛、淺薑黃色公貓，一隻耳朵有裂痕。戰士名是陽落（Sunfall）。原是松星的副族長，在松星離開森林後成為雷族族長。因為松星離開部族時帶走了一條命，使他成為族長時只得到八條命。在石皮受傷後接任藍星的導師。最後遭一隻狗攻擊而死去。在藍星的族長命名儀式中給了藍星勇氣。是焰鼻和雀歌的兒子，羽鬚的弟弟。
鵝羽（Goosefeather）
淺藍色眼睛，有斑點的灰色公貓。是鴉尾和雛菊趾的兒子，月花的同窩手足。導師是雲莓，見習生是羽鬚。從小就可以直接看到星族貓並跟祂們對話，還能看見未來會發生的事。因此在四個月大時在雲莓的提拔下成為巫醫見習生，並在接受三個月的訓練後得到全名。死於腦部的疾病。曾在一段時間發瘋，發現藍星跟橡心的感情。在藍星的族長命名儀式中給了藍星耐心。
羽鬚（Featherwhisker）
淡琥珀色眼睛，有著長鬍鬚、像羽毛彎度尾巴的淡銀色公貓。是焰鼻和雀歌的兒子，陽星的哥哥。斑葉的導師，導師為鵝羽。是一隻很出色的巫醫，卻因為綠咳症而死。他的脾氣很溫和，是一隻非常溫柔的公貓。
月花（Moonflower）
漂亮的銀灰色母貓，眼睛是黃色的。鴉尾和雛菊趾的女兒，鵝羽的同窩手足。導師是風翔。暴尾的伴侶，藍星與雪毛的母親。跟罌曙、鷺翅、兔躍是同期的見習生。是一個很盡責的戰士，但是卻在一場跟風族的戰役中因為試圖毀壞藥草庫而被當時的風族巫醫鷹心拖入窩內以利爪猛刮至死。在藍星的族長命名儀式中給了藍星愛。
暴尾（Stormtail）
藍眼睛，藍灰色公貓。藍星和雪毛的父親，月花的伴侶。沒有跟花尾生小貓。是非常資深的戰士，也是當時雷族裡的重要戰士之一。導師是鴉尾，見習生是斑臉。
豹足（Leopardfoot）
綠眼睛的黑色母貓。松星的伴侶，小霧、小夜、虎星的母親，蛇牙和捷風的女兒，斑皮的同窩手足，紅尾、柳皮和斑葉不同窩的手足。知更翅的見習生。
鶇皮（Thrushpelt）
綠眼睛，胸前有閃電狀白毛的沙灰色公貓。喜歡藍星，在雷族的貓面前配合藍星，假裝是藍星的伴侶。曾短暫地指導斑葉。風翔和雨毛的兒子，褐斑和花尾的同窩手足。
雪毛（Snowfur）
藍色眼睛，擁有一身白毛的母貓。暴尾和月花的女兒，藍星的妹妹。薊爪的伴侶，白風暴的母親。在一次意外追趕影族戰士中不小心在影族邊境轟雷路被怪獸撞死。在藍星的族長命名儀式中給了藍星榮譽感，讓她相信自己的價值並爲族貓效力。
薊爪（Thistleclaw）
灰白色相間，有著長尾巴的公貓。名字是小藍（藍星）取的，因為他灰白相間的毛髮像釘子一樣賁張。是一名強壯的戰士，十分好戰，抓到獵物時習慣大肆炫耀，而遇到紛爭時常常喜歡利用戰鬥來解決。據說虎星會如此殘暴是拜他所賜。曾努力爭取雷族副族長的位置，可是藍毛（藍星）被陽星選為副族長，使他非常不高興。在一次驅逐河族入侵者時戰死。雪毛的伴侶，虎星的導師，白風暴的父親，風翔和罌曙的兒子，玫瑰尾與甜掌的哥哥。在《星夜私语》中有提到他成為黑暗森林的貓。《曲星的承諾》中曾提及薊爪在黑暗森林對破尾說出對雪毛的死不以為然。
雀歌（Larksong）
淺綠色眼睛，玳瑁色母貓。雷族的長老。伴侶是焰鼻，陽星和羽鬚的母親。在藍星的族長命名儀式中給了藍星幽默。
草鬚（Weedwhisker）
黃色眼睛，很貪吃的淺橘色公貓。雷族長老，最後在睡夢中死。
糊足（Mumblefoot）
琥珀色眼睛，有點笨拙的棕色公貓。見習生是兔躍和知更翅。是松星的第一任副族長，後退休成為雷族長老。在藍星的族長命名儀式中給了藍星毅力。
蛇牙（Adderfang）
黄眼睛，雜棕色的虎斑公貓。捷風的伴侶，斑皮、豹足、斑葉、紅尾及柳皮的父親。兔撲的見習生，薊爪的導師。在褐斑生病期間由他擔任代理副族長。在《曲星的承諾》中曾在陽光岩和當時還是戰士的泥毛單挑，但是他(蛇牙)太低估泥毛的能力，因而被打敗。
捷風（Swiftbreeze）
黃色眼睛的白色虎斑貓。閃鼻的女兒，也是鵝羽和月花的表姐。蛇牙的伴侶，斑皮、豹足、班葉、紅尾及柳皮的母親。風翔的見習生，獅心的導師。
石皮（Stonepelt）
灰色公貓。原為藍毛的導師，在風族戰役中肩膀受傷，只好提前退休當長老。
褐斑（Tawnyspots）
琥珀色眼睛、浅灰色虎斑公貓。風翔和雨毛的兒子，鶇皮和花尾的哥哥。玫瑰尾的老師。曾是陽星的第一任副族長，因病而提早退休。
知更翅（Robinwing）
琥珀色眼睛、胸前有薑黃色毛髮、身材嬌小卻精力旺盛的棕色母貓。絨皮和斑皮的伴侶，生下霜毛、斑臉、長尾、塵皮和烏掌。糊足的見習生，豹足的導師。
絨皮（Fuzzypelt）
黃眼睛、毛髮豎立的黑色公貓。知更翅的伴侣，塵皮、烏掌、霜毛、斑臉的父親。糊足的見習生，斑皮的導師。
風翔（Windflight）
淺綠色眼睛、灰色公虎斑貓。是雨毛和罌曙的伴侶，花尾、褐斑、鶇皮、薊爪、甜掌和玫瑰尾的父親。捷風、月花和花尾的導師。母親是松鼠鬚，父親是鷹暴，因為父親鷹暴是風族貓，所以有一半風族血統。所以風翔的後代都帶有風族血統。
罌曙（Poppydawn）
琥珀色眼睛、尾巴上的毛髮濃密、暗紅色長毛母貓。褐鹿歌的女兒，兔躍和鷺翅的姊妹。導師是微步，見習生是柳皮。是風翔的第二個伴侶，薊爪、甜掌和玫瑰尾的母親，死於綠咳症。
甜掌（Sweetpaw）
玳瑁色的白色母貓，有雙綠色的眼珠。風翔和罌曙的女兒，薊爪的妹妹，也是玫瑰尾的姊姊。小耳的見習生。名字源自於松星的母親甜蔷。因為跟藍毛（藍星）和玫瑰尾分食一隻有鼠疫的老鼠而病死。
小霧（Mistkit）
灰色小母貓。松星和豹足的女兒，小夜和虎星的同窩手足。在松星離開雷族不久後因早產的併發症而死。
小夜（Nightkit）
黑色小母貓。松星和豹足的女兒，小霧和虎星的同窩手足。在松星離開雷族不久後因早產的併發症而死。
小苔（Mosskit）
淡灰色和白色相間的小母貓。是橡心和藍星的小女兒，石毛和霧星的妹妹。在藍星準備將她帶往河族時，因受不了秃葉季的嚴寒而死去。

### 外傳：棘星的風暴
暴雲（Stormcloud）
灰色虎斑寵物公貓。本名法蘭奇（Frankie），在《棘星的風暴》中被一種透明物蓋住無法逃出（很顯然的，那不是塑膠就是玻璃），被潔西、棘星、灰紋、罌粟霜、獅焰、煤心所救，後想找被洪水沖走的兄弟班尼，但被潔西阻止，與棘星一起到雷族，起初不被雷族貓接受，但經過一番表現後被雷族認同，後與棘星找到死亡的兄弟班尼，在洪水退了之後主動向棘星表明想加入雷族，是三隻暫時居住在雷族的寵物貓中唯一加入雷族的，後棘星讓他成為見習生暴掌，紀念把他帶到雷族的那場暴風雨及他在暴風雨中逝去的兄弟班尼。導師是松鼠飛。

### 外傳：鵝羽的詛咒
牝鹿星（Doestar）
淡棕色和白色相間的母貓，有著琥珀色的眼睛。是松星的前一任族長，戰士名是牝鹿羽（Doefeather）。有個叫鹿掌的妹妹。見習生是雛菊趾。
雲莓（Cloudberry）
長毛白色母貓，黃眼睛。鵝羽的導師，在烏翅被楓影殺死後從河族到雷族擔任巫醫，導師是回鼻。
霧皮（Mistpelt）
綠眼睛的灰色母貓，松星的導師。
褐鹿歌（Fallowsong）
黃色眼睛的亮棕色母貓。甜薔的妹妹。罌曙、兔躍、鷺翅的母親。
閃鼻（Flashnose）
暗薑黃色的虎斑母貓。雛菊趾的姊姊。導師是蕁麻風。捷風的母親。死於雷族的飢荒。
鴉尾（Rooktail）
黑色公貓，眼睛是藍色的。雛菊趾的伴侶，鵝羽和月花的父親。鵝羽在小時候夢想成為像他一樣的戰士。見習生是暴尾。
雛菊趾（Daisytoe）
黃色眼睛、灰白相間的母貓。導師是牝鹿星。閃鼻的妹妹。鴉尾的伴侶，月花和鵝羽的母親。
兔撲（Harepounce）
黃色眼睛的亮棕色母貓。伴侶是牡鹿躍，獨眼和斑尾的母親。見習生是蛇牙。死於雷族的飢荒。
冬青皮（Hollypelt）
綠色眼睛的黑色母貓。見習生是小耳。死於雷族的飢荒。
雨毛（Rainfur）
琥珀色眼睛、薑色有白色斑點的年長母貓。風翔的另一個伴侶，是褐斑、鶇皮、花尾的母親。曾在獨眼及斑尾的母親兔撲餓死後成為兩隻小貓的養母。
松鼠鬚（Squirrelwhisker）
暗棕色虎斑母貓，有一雙漂亮的琥珀色眼睛及長長的鬍鬚。見習生是微步和岩落。和風族戰士鷹暴生下風翔。
牡鹿躍（Stagleap）
琥珀色眼睛的棕色公貓。伴侶是兔撲，獨眼和斑尾的父親。死於雷族的飢荒。
微步（Littlestep）
藍眼睛的黑白相間公貓。導師是松鼠鬚，見習生是罌曙。
岩落（Rockfall）
藍眼睛的銀色公貓。導師是松鼠鬚，見習生是鷺翅。
兔躍（Rabbitleap）
黃眼睛的亮棕色公貓。手足是罌曙和鷺翅，母親是褐鹿歌，導師是糊足。
鷺翅（Heronwing）
黃眼睛的深棕色虎斑公貓。手足是罌曙和兔躍，母親是褐鹿歌，導師是岩落。
蕁麻風（Nettlebreeze）
薑黃色的公貓。導師是鹿斑，見習生是閃鼻。母親是曙羽。在《楓影的復仇》還是見習生，後來成為長老。死於雷族的飢荒。

### 古代雷族
紅星（Redstar）
黃眼睛、肌肉發達的薑黃色公貓。雷族族長。琥珀爪的哥哥。是賜予現任天族族長葉星九條命之一的四位族長，為了彌補他以前犯下讓天族離開森林的錯誤。副手為籽毛。
籽毛（Seedpelt）
有深色斑點的灰色母貓。紅星的副族長。
隼翅（Kestrelwing）
深褐色的虎斑公貓，紅星的巫醫。
蕁爪（Nettleclaw）
有暗灰色條紋的灰色虎斑公貓。天族離開森林時的雷族戰士之一。
琥珀爪（Amberclaw）
腿長的薑黃色公貓。紅星的弟弟。天族離開森林時的雷族戰士之一。
鳥飛（Birdflight）
美麗的淺棕色虎斑母貓，擁有一身蓬鬆的長毛和一雙琥珀色的眼睛，職位是戰士。在天族被驅離原本的地盤時為了自己的小孩而選擇留在雷族。雲星的伴侶貓，斑葉和虎星的祖先，斑皮跟荊豆爪的母親，後來在葉星的九條命儀式之中給了她信心這條命。

### 外傳：楓影的復仇
橡星（Oakstar）
琥珀色眼睛的暗棕色公貓。是甜薔的伴侶，樺臉、斑希、松星的父親，也是松星的前前任族長。是楓影還是雷族貓時的族長。
楓影（Mapleshade）
琥珀色眼睛、橘白相間的玳瑁色母貓。伴侶是河族的蘋果暮，小斑、小花瓣和小葉松的母親，導師是綻心。因烏翅告訴橡星楓影的小貓有河族血統，導致楓影被放逐，後來帶著小貓過河時，小貓都淹死了，抵達河族後被蘋果暮怒斥並推卸責任，而暗星也不願收留楓影，被迫離開的楓影先去月亮石殺了烏翅報仇，後從蕁麻掌（風）口中得知斑希對小貓落河的事袖手旁觀，於是在蛇岩利用蛇毒殺了斑希，後又去河族領地利用鱸掌設局殺了蘋果暮，反被鱸掌殺死。
蜂尾（Beetail）
暗棕色條紋的公貓，琥珀色眼睛。橡星的副手。
烏翅（Ravenwing）
嬌小的黑色公貓，藍眼睛。導師叫燕麥斑，因告訴橡星楓影的小貓有河族血統，導致楓影被放逐，後在月亮石通道被楓影殺死。
鹿斑（Deerdapple）
銀黑相間的母貓，見習生是蕁麻風。
斑希（Frecklewish）
金色花斑母貓，有雙深琥珀色的眼睛。是橡星的女兒。在楓影懷孕時以為她懷的是已死去的哥哥樺臉的小貓，但知道真相後極為震怒。後來被楓影設計利用蛇岩的蛇毒死，死後加入黑暗森林。
綻心（Bloomheart）
灰色虎斑公貓。楓影的導師。
籽皮（Seedpelt）
淺棕色和白色相間公貓。
鶇爪（Thrushtalon）
淺棕色虎斑公貓。
兔毛（Rabbitfur）
灰色虎斑公貓。
小葉松（Larchkit）
棕色公貓，母親是楓影，在過河時被淹死。
小斑（Patchkit）
橘白相間的綠眼公貓。母親是楓影，在過河時被淹死。
小花瓣（Petalkit）
淺棕色母貓。母親是楓影，在過河時被淹死。

### 外傳：松星的抉擇
甜薔（Sweetbriar）
綠眼睛、亮棕色和白色相間的虎斑母貓，腳掌和胸前是白色的。她是橡星的新伴侶，松星的母親，褐鹿歌的姐姐。
焰鼻（Flamenose）
琥珀色眼睛的薑黃色公貓。伴侶是雀歌，陽星和羽鬚的父親。

### 外傳：雷星的感念
紫杉尾（Yew Tail）
奶油色和棕色相間的公貓。伴侶是鵝莓，蝸殼和蘋果花的父親。在《眾星之路》到《蛾飛的幻象》之間加入雷族。
鵝莓（Gooseberry）
淺黃色虎斑母貓。伴侶是紫杉尾，蝸殼和蘋果花的母親。在《眾星之路》到《蛾飛的幻象》之間加入雷族。
蝸殼（Snail Shell）
灰色花斑公貓。手足是蘋果花，父母是紫杉尾和鵝莓。在《眾星之路》到《蛾飛的幻象》之間加入雷族。
蘋果花（Apple Blossom）
橘白相間的母貓。手足是蝸殼，父母是紫杉尾和鵝莓。在《眾星之路》到《蛾飛的幻象》之間加入雷族。導師是閃電尾。
榛洞（Hazel Burrow）
黑白相間的公貓。同窩手足是晨火和顫薔，父母是葉青和奶草。
晨火（Morning Fire）
琥珀色眼睛的深棕色母貓。同窩手足是榛洞和顫薔，父母是葉青和奶草。
顫薔（Shivering Rose）
琥珀色眼睛的黑白花母貓，一隻耳朵有白色斑點。同窩手足是晨火和榛洞，父母是葉青和奶草。藍鬚的好友。後來成為雲點的見習生。
藍鬚（Blue Whisker）
黃色斑點的白色母貓，綠眼睛。父母是蛾飛和彌迦，手足是蜂蜜皮、蛛掌和泡溪，雷星的養女。是蛾飛最小也最害羞的孩子，但在加入雷族及長大後變得很健談，跟小時候截然不同。後來生了三隻小貓。
斑皮（Patch Pelt）
薑黃色和黑色相間的公貓。葉青和奶草的第二胎的其中一隻。
櫸尾（Beech Tail）
淺薑黃色母貓。葉青和奶草的第二胎的其中一隻。
閃電紋（Lightning Stripe）
琥珀色眼睛的薑黃色虎斑母貓，肚子上有白色閃電花紋。雷星和紫曙的次女。名字是為了紀念閃電尾。
光滑毛（Sleek Fur）
藍眼睛的灰色公貓。雷星和紫曙的次子，亦是他們最小的孩子。
殼爪（Shell Claw）
雷星和紫曙的孩子。
羽耳（Feather Ear）
雷星和紫曙的孩子。

## 河族（Riverclan）
由河星創立。
領地被一條河流所貫穿，是個臨水為居的部族。河族貓是四個貓族中，唯一會游泳並且捕魚的貓族。因為以魚為主食，所以河族貓的毛皮不僅十分光滑、柔軟，還有著極佳的防水性。有時也會把水鼠之類的哺乳動物作為食物。和雷族有著嚴重的領土紛爭（“陽光岩，因為在很久以前，“陽光岩”曾是一座島嶼，為河族的領地，但後來被雷族所佔領，故河族開始用激烈的手段來嘗試奪回“陽光岩”）。雖然在故事中並非邪惡的一方，但也曾和當時被虎星統治的部族——影族——結盟過一段時間，因為豹星認為自己不能管理好河族（當時兩部族結合，虎星命名為「虎族（Tigerclan）」，不久後潰散）。
河族以及其他部族的領土在二部曲《新預言》中產生了極大的變化。當暴毛、羽尾及其他三個部族的四隻貓兒一起聆聽預言後，河裡的水因兩腳獸將河水改道而食物短缺。後來與其他部族跋山涉水，到達新的居住地：一片湖泊之後，選了一片有小溪通過的沼澤地作為營地。在新的領土上，河族與影族以轟雷路為邊界，至於和風族的高地則沒有明顯的界定物。河族在新的領土中，距離大集會的地點最為接近。河族的新領土常在春天、夏天時，被在湖邊戲水的「兩腳獸」騷擾。
河族目前已知的族長（依順序）：1.河星 2.夜星 3.燼星 4.黑星 5.斑心（未證實有族長名） 6.鱒星 7.蘆葦星 8.藤星 9.爪星 10.柳星 11.樺星 12.暗星 13.田鼠星 14.霰星 15.曲星 16.豹星 17.霧星 18.捲羽(後被狗群殺死) 19.鶚鼻(後被虎星架空退位) 20.冰翅&苜蓿足(由虎星命令共同暫代河族族長一職) 21.暮毛(暫代) 22.水花尾 23.冰星（現任）

### 首部曲
曲星（Crookedstar）
綠眼睛的淺棕色大虎斑公貓，下顎彎曲。河族族長，柳風的伴侶，銀流、小柳和小鯉的父親。為暴毛和羽尾的祖父，橡心的弟弟，《曲星的承諾》中記載母親為雨花，父親是貝心。因為在風暴中出生，所以原名為小風暴（Stormkit）。對雷族搶奪陽光岩一事深深不滿，私自與橡心走出營地卻不慎撞上了河中踏腳石，導致下顎嚴重扭傷，險些送命，因而晚一點才當上戰士。也是因為那場意外，讓他遇見了黑暗森林的貓-楓影。其後被母親雨花疏遠及要求當時族長霰星以面容改名為小曲。事後曾為了要找星族而去找月亮石，在中間有遇到一群獨行貓並跟他們居住了一段時間，最後在楓影的提醒下回到河族，並給了她「願意效忠自己的部族」的承諾，之後還開始接受楓影的訓練。在發現楓影是邪惡的後，便不再去過黑暗森林，但是他所關心的貓卻不斷死去，在柳風、小鯉、小柳都死了後，楓影才告訴他這一切都是為了報復他的曾祖父蘋果暮，並說這個承諾的意義是要讓他願意犧牲掉他所愛的每一隻貓。因為認為自己沒資格當父親而在一開始不願意跟銀流有所接觸，但在橡心點醒他後，才願意面對自己的女兒。戰士名為曲顎（Crookedjaw），是一隻幽默的貓，在見習生時期與藍星為好友，於《危險小徑》中感染綠咳症病死。導師是杉皮，見習生是莎草溪。
九條命分别由霰星、暮水、鱒爪、苔葉、百合花、閃電掌、亮天、麻雀羽和貝心给予。
豹星（Leopardstar）
金色虎斑母貓，身上有像豹的暗棕色斑點，琥珀色眼睛。泥毛和亮天唯一倖存的女兒，有三個已死的同窩手足，養母是爍皮。河族族長，戰士名為豹毛（Leopardfur），在火星以及灰紋接风族回家时与其交战，火星、灰紋与沙暴害白爪不慎掉入峡谷，所以与火星不和，可能是因為這樣而与影族結盟成為「虎族」，但对虎星命令黑足（後黑星）殺了石毛（霧星的哥哥，當時的副族長）而表示不满，后来加入火星组織的獅族抗击鞭子的血族。因糖尿病病死於外傳《說不完的故事1》。導師是白牙，見習生是白爪和鷹霜。在大戰役中以靈魂的姿態出現並協助部族貓。
九條命分别由河星、白爪、霰星、蛙跳、橡心、銀流、白牙、陽魚和亮天给予。
霧星（Mistystar）
有雙藍色眼睛的藍灰色母貓。藍星和橡心的女兒，石毛與小苔的手足，是目前自出版為止壽命可能最長的一隻貓（大概15.75歲）。戰士名是霧足（Mistyfoot）。伴侶是黑爪，蘆葦鬚、矛掌（已故）、小鱸（已故）及櫻草掌（已故）的母親。是河族族長。長得和藍星幾乎一模一樣，常被火星認錯。是隻溫和而公正的貓。因為從小在河族長大，和石毛一直以為自己的母親是灰池。虎星以混血貓為藉口殺死了石毛，之後火星在邊界處救下她，及當時還是見習生的暴毛和羽尾，並把他們帶回雷族。最後豹星邀請霧足回歸河族，霧足決定不辜負石毛的英魂，回到河族後擔任副族長。是羽尾和蛾翅的導師。豹星死後變成族長──霧星。在8-1和族貓討論改變的戰士守則時，一時怒火攻心，經巫醫搶救後宣布無效。
九條命分别由灰池、石毛、羽尾、曲星、橡心、藍星、銀流、漣尾和小鱸給予。
銀流（Silverstream）
一隻銀灰色的漂亮虎斑貓，有著淺藍色的眼珠。灰紋的伴侶，曾救過他。在《 秘密之森》生小貓時因早產失血過多死亡，是羽尾、暴毛的母親，小鯉和小柳的手足（因綠咳症病死），曲星和柳風的女兒，養母是陽魚。
灰池（Graypool）
纖細的灰色母貓，有雙淡黃色的眼睛。是河族貓后，憩尾和風族副族長蘆葦羽的女兒，柳風的手足，波爪的伴侶，小水花、小晨和一隻未知名的小貓的母親。導師是亮天和矛牙。霧星、石毛的養母。在《危險小徑》中在斜坡遭虎星推倒並被誤認為是失足摔死。
沉步（Heavystep）
黃眼睛、強壯的淺棕色虎斑公貓。在《日落和平》中因綠咳症死去。是白莖的兒子，影皮的手足。見習生為石流和曙花，導師為黑爪。在大戰役中以靈魂的姿態出現並協助部族貓。
黑爪（Blackclaw）
結實的煙黑色公貓，橘色眼睛。矛牙和爍皮的兒子，天心的手足。霧星的伴侶，蘆葦鬚、矛掌、小鱸及櫻草掌的父親。導師是霰星，見習生是沉步、鼠牙和櫸毛。河族長老。其中一隻支持鷹霜的貓，個性十分暴躁。在《戰聲漸近》中餓死。在大戰役中以靈魂的姿態出現並協助部族貓。
苔皮（Mosspelt）
藍色眼睛，玳瑁色的母貓。以貓后的角色初次出現在《風暴將臨》中。燼曙的手足，蛙跳的伴侶，曙花、小木、小知更、柳光的母親。幫灰紋照顧他的孩子，是少數關心灰紋的河族貓之一。卵石足和鱸翅的導師。後成為長老。
泥毛（Mudfur）
淺褐色的公貓，有一雙琥珀色眼睛。在《曲星的承諾》中是名戰士，在與蛇牙單挑後因不想再傷害貓兒，自願退戰士職位，變成河族巫醫棘莓的見習生。出現在《荒野新生》中。是所有巫醫中，經驗最豐富的貓兒。在第七集《午夜追蹤》時，因為相信星族的預兆（預兆是鷹霜假造的），收蛾翅為見習生。在第九集《重現家園》，河族準備要離開森林時死去。在不久後的書中，再次出現在葉池的夢中，告訴了她蛾翅未來的学徒為柳光，並要她將訊息轉告給蛾翅。曾當過河族戰士，和亮天生下三隻小貓和豹星，但亮天不幸難產死亡，其中三個孩子也死了，因此非常溺愛失去母親的豹星。他也是花瓣塵的導師。在大戰役中以靈魂的姿態出現並協助部族貓。
橡心（Oakheart）
琥珀色眼睛，棕色和棕紅色相間的公貓，在第一集《荒野新生》中出現時為副族長，第三集《秘密之森》序章中有他過去的故事。在第一集火星剛加入雷族時，橡心早在與雷族的一場領土衝突中意外被落石砸死（但據虎星所說，橡心是先殺了紅尾後再被他所殺。事後證明，虎星說的全是謊話，其實他是被落石砸死）。父親是貝心，母親是雨花，曲星的哥哥。伴侶是雷族族長藍星，也是霧星、石毛及小苔的父親。導師是貝心，見習生是大肚。
影皮（Shadepelt）
深灰色的母貓。白莖的女兒，沉步的手足。在第五集《危險小徑》中初次出現時為戰士，後來成為長老。在第九集《重現家園》時，選擇留在原先的森林中，在不久後死亡。導師是石毛。
石毛（Stonefur）
藍眼睛的淺藍灰色公貓。霧星和小苔的哥哥，藍星和橡心的孩子，影皮的導師，也是豹星的副族長，在《黑暗時刻》死在黑星（黑足）與暗紋爪下。但其依然出現在黑星的九條命儀式並賜給他正直。
白爪（Whiteclaw）
深棕色的公貓，有白色的前腳掌和一雙琥珀色眼睛。是甲蟲鼻和陽魚的兒子，狐躍和草鬚的弟弟。在第二集《烈火寒冰》中出現時為戰士。在河谷邊和灰紋戰鬥時，失足掉下懸崖。而跌落懸崖後溺水身亡。原導師是白牙，後換成豹星。
綠花（Greenflower）
綠眼睛的褐色母貓，有棕色的斑紋。以貓后的身分出現在第三集《秘密之森》。有兩隻已死的小貓。是銀流的好朋友。在灰紋的孩子初次到河族時負責照顧他們，後來將他們交給苔皮照顧。
大肚（Loudbelly）
暗棕色公貓。父親是木毛，母親是獺潑，蘆葦尾和莎草溪的弟弟。在《重現家園》時選擇留在森林裡，在不久之後死亡。導師是橡心，見習生為銀掌和矛掌。
銀掌（Silverpaw）
外貌不明的貓。大肚的見習生。

### 二部曲：新預言
羽尾（Feathertail）
藍眼銀灰色的美麗虎斑貓，暴毛的妹妹，銀流和灰紋的女兒。導師是霧星。因為母親難產，所以羽尾和暴毛剛生下來時體型比一般小貓還要小。母親銀流因為難產而死後，幼小的兄妹便被帶往雷族，原本會是生活在雷族的貓兒，後來卻因為豹星的要求而被送往河族。父親灰紋也因為這樣而一同前往河族，但灰紋不久後便又回到雷族。因為有著雷族、河族和風族的血統（因為他們的媽媽（銀流）的媽媽（柳風）是河族的憩尾和當時的風族副族長蘆葦羽產下的）。總是會因為這樣而被懷疑忠誠度，所以在族裡沒有雙親的暴毛和羽尾從小感情就比一般兄妹還要好。羽尾也是去尋找午夜的六貓之一，在旅途中愛上鴉羽。彼此相愛，後來在急水部落為了殺死尖牙而摔下岩石死亡。羽尾死後便在銀毛星群與殺無盡部落間遊走。有時候還會去葉池的夢中。羽尾曾在葉池的夢中託葉池轉告鴉羽不要對其他貓兒視若無睹，並說她仍愛著他，但她希望他快樂。似乎對於葉池和鴉羽後來相愛不太在乎，還說葉池會是她最好的朋友。
鷹霜（Hawkfrost）
肩膀很寬的藍眼深棕色公貓。虎星和莎夏的兒子，蛾翅的哥哥，蝌蚪的弟弟，棘星和褐皮同父異母的弟弟。本名老鷹（Hawk）。曾經在《重現家園》時，因為霧星被兩腳獸抓走而當了暫時的副族長，在《日落和平》被棘星殺死，死後加入黑暗森林，後來靈魂於《最後希望》中的大決戰再次被棘星殺死而永遠消失。導師是豹星。
蛾翅（Mothwing）
有斑紋的琥珀眼金色母貓。虎星和莎夏的女兒，蝌蚪和鷹霜的妹妹，棘星和褐皮同父異母的妹妹。本名飛蛾（Moth）。鷹霜為了利用巫醫製造假預言，於是在泥毛窩外放了一片飛蛾的翅膀，讓蛾翅當上巫醫，之後鷹霜開始逼蛾翅為他製造假預言，他的舉動不僅傷害了蛾翅，也粉碎了蛾翅對星族的信仰。（蛾翅認為，如果星族真的存在，祂們就可以阻止鷹霜，不會讓她受著這麼多苦。）在七部曲中重新相信星族，不過認為星族並非萬能，後來因為父母的過錯而被霧星逐出河族，後來霧星請她回來，不過蛾翅拒絕了霧星，待在影族。後在灰毛消失後因柳光死去以及霧星願意讓被放逐的貓回去的關係而回到河族。柳光和霜曙的導師，葉池的好朋友，導師是霧星和泥毛。
曙花（Dawnflower）
淡灰色母貓。長時間待在育兒室。是蛙跳和苔皮的女兒，小木和小知更的同窩手足，柳光同母異父的姊姊。鯉尾、卵石足和小滾的母親。導師是沉步，河族的長老。在《戰聲漸近》中餓死。在大戰役中以靈魂的姿態出現並協助部族貓。
蘆葦鬚（Reedwhisker）
黑色公貓，眼睛是深灰色的。霧星和黑爪的兒子，小鱸、矛掌、櫻草掌的手足。在《新月危機》時失足摔進河裡，結果被葉池救起來，在《星夜私語》中得知他為河族的新副族長。漣尾、撲尾、穴飛、蜥蜴尾的導師。在《群龍無首》遭水花尾謀殺。
春藤尾（Ivytail）
棕色虎斑母猫。出現在《黃昏戰爭》裡，但沒有提到她多少。因喝下兩腳獸的綠色物體中毒而亡。
斑掌（Splashpaw）
外貌和性別不明的貓。導师是燕尾，只出现在《重現家園》的介紹中。

### 三部曲：三力量
柳光（Willowshine）
柳光是一隻淺灰色綠眼母虎斑貓。苔皮的女兒，小木、小知更、曙花同母異父的妹妹。在重現家園時，首次以小柳的身份出現，和大家一起出發前往找尋新家園。在《黃昏戰爭》時以小柳的身分第二次出現。當河族受害於兩腳獸留下的毒液時，小柳救了見習生櫸掌（櫸毛）的命，她將嚼了一半的耆草從櫸毛喉中取出，除此之外她還幫了蛾翅和葉池不少忙。之後，她夢到她成為巫醫的樣子。她常常在三部曲書中提及，是冬青葉最好的朋友之一，且和松鴉羽一同接受巫醫訓練。她的導師是蛾翅，在《天蝕遮月》中得到巫醫名。此外，她還知道蛾翅的祕密：蛾翅不相信星族。無論如何，她答應不將這個祕密告訴全族，因為她認同蛾翅是隻很好的巫醫。柳光和松鴉羽在三力量中，並沒有很深的關係，當他們互相不認同對方時，便屢次地爭吵辯論。一開始柳光嘗試對葉池的新見習生友善些，儘管她十分想念冬青葉，但卻被松鴉羽的乖戾和否定態度回絕，她開始以一樣不友善的態度對待他。但當松鴉羽成為一隻巫醫且得到巫醫名時，柳光表現得彬彬有禮，使人驚訝，而且對於松鴉羽成為一隻訓練有素的巫醫感到興奮。為了救出被困在黑暗森林的松鼠飛，在《無星之地》被灰毛殺害，並且將她的靈魂囚禁於黑暗森林，在灰毛死後回到星族。
漣尾（Rippletail）
暗灰色虎斑公貓。在四部曲《第四見習生》中與鴿翅、獅焰、蟾蜍足、虎心、花瓣毛、白尾、莎草鬚一同前往河流上游尋找河水堵塞的原因，在與河狸戰鬥時不幸身亡。導師是蘆葦鬚，見習生是錦葵鼻。
櫸毛（Beechfur）
淺棕色公猫。導師是黑爪。在《黃昏戰爭》中被當時還是小貓的柳光救活。伴侶是風族的金雀尾，女兒是莎草鬚、燕尾和薊心。
鼠（Voletooth）
體型嬌小的棕色虎班公貓。黑爪的見習生，鯉尾的老师。河族的長老。在《戰聲漸近》中餓死。在大戰役中以靈魂的姿態出現並協助部族貓。
灰霧（Graymist）
淺灰色虎斑母貓。見習生是鱒流，錦葵鼻和噴嚏雲的母親。
薄荷毛（Mintfur）
淺灰色虎斑公貓。是蕁麻掌的導師。冰星的伴侶，甲蟲鬚、花瓣毛、草皮、小刺、夜天和風心的父親。
冰星（Icestar）
藍眼睛的白色母貓。本名冰翅（Icewing），伴侶是薄荷毛，甲蟲鬚、小刺、花瓣毛、草皮、夜天、風心的母親。曾被黑暗森林訓練。於七部曲被霧星放逐而短暫地加入影族，但最後回歸河族。於八部曲末成為族長。
九條命分别由松鴉爪、蘆葦鬚、兔光、豹星、泥毛、柳光、河星、曲星和霧星给予。
獺心（Otterheart）
暗棕色母貓。見習生是噴嚏雲。
松毛（Pinefur）
毛髮非常短的栗色虎斑母貓。見習生是知更翅。
雨暴（Rainstorm）
長毛的深藍灰色公貓。在《第四見習生》中陷進了泥裡，被雷族貓用棍子拉了上来。
暮毛（Duskfur）
棕色虎斑母猫，貓后。兒子是豆莢光，女兒是捲羽，見習生是銅掌和蔭皮。
斑鼻（Dapplenose）
藍眼睛，灰色带有斑點的母猫。霧星的見習生。原本和冬青葉及松鴉羽是同梯的見習生，但已經不知何故成为長老。在《最後希望》的大決戰中被鷹霜殺死。
撲尾（Pouncetail）
薑黄色虎斑公貓，短尾巴。導師是蘆葦鬚，短壽的貓，原本和冬青葉及松鴉羽是同梯的見習生，但已经不知何故成为长老。
鯉尾（Minnowtail）
琥珀色眼睛、暗灰色和白色相間的母貓。曙花的女兒，卵石足和小滾的同窩手足。在還是小貓（小鰷）時，曾和其他小貓一起在營地裡探險，喝了兩腳獸的綠色物體，因而造成全族中毒，在《星夜私語》中提到她被黑暗森林訓練。導師是鼠牙。苔足和風心的導師。
卵石足（Pebblefoot）
雜灰色公貓。是曙花的兒子，鯉尾和小滾的哥哥。河族長老。見習生為急尾，導師是苔皮。在《棘星的風暴》中死於洪水。
石流（Stonestream）
灰色公貓。導師是沉步。河族的長老。
燕尾（Swallowtail）
綠眼睛的暗棕色虎斑母貓。見習生是斑掌。河族的長老。曾在四族大遷移的過程中跟雨鬚成為好朋友。
蕁麻掌（Nettlepaw）
暗棕色虎斑公猫。導師是薄荷毛。
銅掌（Copperpaw）
暗薑黃色母貓。塵毛的見習生。
小刺（Pricklekit）
綠眼睛、頭和背有棕色虎斑紋的白色小公貓。薄荷毛和冰星的孩子，草皮、花瓣毛、甲蟲鬚的同窩手足。死於綠咳症。

### 四部曲：星預兆
錦葵鼻（Mallownose）
淺棕色虎斑公貓。灰霧的兒子，手足是噴嚏雲。導師是漣尾，見習生是黑文皮。和花瓣毛生下蕨皮、松鴉爪、鶚鼻。
知更翅（Robinwing）
玳瑁色和白色相間的公貓。導師是松毛。在《最後希望》中的河族營地防衛戰中陣亡。
甲蟲鬚（Beetlewhisker）
毛色棕白相間的虎斑公貓。薄荷毛和冰星的兒子，小刺、花瓣毛、草皮、風心、夜天的手足。在《最後希望》中想離開黑暗森林，但遭到碎星暗殺身亡，靈魂永遠消失。
雖然已死亡，但在六部曲的角色列表中卻一直出現他的名字，甚至還被寫成是兔光的導師。
花瓣毛（Petalfur）
毛色灰白相間的母貓，眼睛是琥珀色的。薄荷毛和冰星的長女，小刺、草皮、甲蟲鬚、風心、夜天的姐妹。在四部曲《第四見習生》中與鴿翅、獅焰、蟾足、虎心、漣尾、白尾、莎草鬚一同前往河流上游尋找河水堵塞的原因。和錦葵鼻生下蕨皮、松鴉爪、和鶚鼻。在《破碎天空》戰死於暗尾突襲河族營地的戰役。
草皮（Grasspelt）
淺棕色公貓。薄荷毛和冰星的兒子，小刺、花瓣毛、甲蟲鬚、風心、夜天的手足。在《棘星的風暴》中死於洪水。
急尾（Rushtail）
浅棕色虎斑公猫。導師是卵石足。於大戰役後退休成為長老。
穴飛（Hollowflight）
暗棕色虎斑公猫。導师是蘆葦鬚，也在黑暗森林訓練，是一隻比較友好的貓。在《星夜私语》中偷偷帮助藤池打败了暗紋。在《最後希望》中的河族營地防衛戰中陣亡。
鱒流（Troutstream）
蒼白的灰色虎斑母猫。灰霧的見習生，是穴飛最討厭的貓。在《最後希望》中的河族營地防衛戰中陣亡。
苔足（Mossyfoot）
棕白相間的母猫。鲤尾的見習生，是穴飛最討厭的第二隻猫。
噴嚏雲（Sneezecloud）
灰白相間的公猫。灰雾的儿子，導師是獺心，手足是锦葵鼻。黑文皮的伴侶，霧鼻和水花尾的父親。
豆莢光（Podlight）
灰白相間的公猫。暮毛的兒子，捲羽的哥哥。
捲羽（Curlfeather）
淺棕色的母猫。暮毛的女兒，豆莢光的妹妹。松鴉爪的伴侶。是霜掌、灰掌和靄掌的母親。在8-1要去月池領取九條命時被狗咬死。

### 五部曲：部族誕生
河星（Riverstar）
毛色光滑的銀灰色公貓，淺綠色眼睛。本名波紋（Ripple），後來改名為河波（River Ripple），名字由來是因為河水救了他的性命。首次以惡棍貓的身分出現在《迅雷崛起》並跟著高地貓一起分食一隻鴿子，表示自己是一隻充滿驚喜的貓。在那之後就一直跟他們維持良好的關係，即使他從未加入任何一個陣容，但在高山貓有麻煩時他必定幫忙。他的睿智、友善及善解人意讓他在大戰役中得到貓靈的認可，也擁有了領袖的身份。他是河族的創立者，同時也是河族的第一代族長。在外傳《河星的家》與燕雀歌有了自己的孩子：波光、弧影和暮煙。
九條命分別由灰翅、靜雨、月影、風暴、寒鴉哭、鷹衝、雨掃花、冰霜、翩翩所給予。
斑皮（Dappled Pelt）
優雅的玳瑁色母貓，金色眼睛。是離開山區尋找新家園的其中一隻貓。在還沒離開山裡時就擁有淵博的藥草知識，也有著不輸任何貓的游泳和抓魚技巧。在《分裂森林》加入河星的貓營。受到星族指派成為河族的第一任巫醫。
碎冰（Shattered Ice）
灰白相間的公貓，綠眼睛。是離開山區尋找新家園的其中一隻貓。在《分裂森林》加入河星的貓營。
露珠（Dew）
毛色光滑的灰色母貓，有雙淺藍色眼睛。多次被寫成公貓。原在《最初戰役》跟荊棘加入天星的貓營，後期在《熾烈之星》加入河星的貓營。
夜星（Nightstar）
黑白相間的母貓。本名夜兒（Night）。河星的第一任副手，也是河族第二任族長。
苔尾（Moss Tail）
金色眼睛的深棕色公貓。原名苔蘚（Moss），原是斜疤陣營的貓，受不了斜疤的行為後，跟隨河星。伴侶是曙霧，松針和小雨的父親。
曙霧（Dawn Mist）
綠眼睛的橘白相間母貓。原名晨曦（Dawn），原是斜疤陣營的貓，受不了斜疤的行為後，跟隨河星。伴侶是苔尾，松針和小雨的母親。
松針（Pine Needle）
黃眼睛的黑色公貓。原名小松（Pine），手足是小雨，父母是苔尾和曙霧。
小雨（Drizzle）
淺藍色眼睛的灰白相間母貓。手足是松針，父母是苔尾和曙霧。

### 六部曲：幽暗異象
鷺翅（Heronwing）
深黑灰相間的公貓。在《破碎天空》戰死於暗尾突襲河族營地的戰役。
閃皮（Shimmerpelt）
黑色母貓，夜天的導師。
蜥蜴尾（Lizardtail）
淺棕色虎斑公貓。導師是蘆葦鬚，見習生是狐鼻。是湖心的伴侶，金雀花爪、斑紋叢、兔光、溫柔皮的父親。
黑文皮（Heavenpelt）
黑白相間的母貓。導師是錦葵鼻。在7-1有了噴嚏雲的孩子：霧鼻和水花尾，後又生下鱒光、浮熒和湍斑。
鱸翅（Perchwing）
灰白相間的母貓。導師是苔皮。在《破碎天空》開頭戰死於收復影族領土的戰役。
湖心（Lakeheart）
灰色虎斑母貓。是蜥蜴尾的伴侶，金雀花爪、斑紋叢、兔光、溫柔皮的母親。
蕨皮（Brackenpelt）
玳瑁色母貓。錦葵鼻和花瓣毛的女兒。見習生是金雀花爪。
松鴉爪（Jayclaw）
灰色公貓。錦葵鼻和花瓣毛的兒子。捲羽的伴侶。是霜曙、灰天和靄池的父親，在他的孩子還很小的時候，他因不明原因去世。
鶚鼻（Owlnose）
棕色虎斑公貓。錦葵鼻和花瓣毛的兒子。
狐鼻（Foxnose）
薑黃色虎斑公貓。蜥蜴尾的見習生。在《破碎天空》戰死於暗尾突襲河族營地的戰役。
蔭皮（Shadepelt）
深棕色母貓。暮毛的見習生。在《破碎天空》戰死於暗尾突襲河族營地的戰役。
夜天（Nightsky）
藍眼睛的深灰色母貓。薄荷毛和冰星的第二胎的其中一隻。
風心（Breezeheart）
棕白相間的母貓。薄荷毛和冰星的第二胎的其中一隻，在水花尾被殺後仍對他表現出狂熱的忠誠，因而被驅逐出河族。目前，她的歸屬未知。
斑紋叢（Dappletuft）
灰白相間的公貓。蜥蜴尾和湖心的兒子。導師是塵毛。在突襲冒牌棘星的戰爭中陣亡，靈魂被囚禁於黑暗森林。
金雀花爪（Gorseclaw）
白色的公貓，耳朵是灰色的。蜥蜴尾和湖心的兒子。導師是蕨皮。
兔光（Harelight）
白色的公貓。蜥蜴尾和湖心的兒子，河族前副族長，因提出異議被水花尾殺死。
溫柔皮（Softpelt）
深灰色母貓，腳掌是淺灰色的。蜥蜴尾和湖心的女兒。導師是薄荷毛。死於反抗軍之戰，靈魂被囚禁於黑暗森林，灰毛死後回到星族。
波掌（Wavepaw）
長尾巴的銀白相間母貓，綠眼睛。絲柏掌的姐姐。作者在創作時原本將她設定為蜥蜴尾和湖心的孩子，但從《破碎天空》開始就被編輯移除且估計不會再出現了。
絲柏掌（Cypresspaw）
榛色眼睛的棕白相間母貓。波掌的妹妹。作者在創作時原本將她設定為蜥蜴尾和湖心的孩子，但從《破碎天空》開始就被編輯移除且估計不會再出現了。

### 七部曲：破滅守則
水花尾（Splashtail）
棕色虎斑公貓。父母是噴嚏雲和黑文皮，霧鼻的手足。原為溫柔皮的見習生，但在她死亡後的導師變成鯉尾，河族前族長，最後被霜掌殺死。
霧鼻（Fognose）
灰白相間母貓。噴嚏雲和黑文皮的女兒，導師是蜥蜴尾，對水花尾表現出狂熱的忠誠被放逐。
霜曙（Frostdawn）
藍眼睛的淺灰色母貓。松鴉爪和捲羽的女兒。巫醫見習生，八部曲的主角之一。
靄池（Mistpool）
玳瑁色和白色相間的虎斑母貓。松鴉爪和捲羽的女兒。
灰天（Graysky）
銀色虎斑公貓。松鴉爪和捲羽的兒子，浮熒的伴侶，小鰻和小鷺的父親。

### 八部曲：無星氏族
浮熒（Floatshimmer）
黄褐色母猫，噴嚏雲和黑文皮的女兒，湍斑和鱒光的姐妹。
鱒光（Troutshine）
棕白相間的斑點公貓，噴嚏雲和黑文皮的兒子，浮熒和湍斑的兄弟。
湍斑（Rapidsplash）
灰白相間的母貓，噴嚏雲和黑文皮的女兒，浮熒和鱒光的姐妹。
小鰻（Eelkit）
黑色公猫，浮熒和灰天的兒子，小鷺的兄弟。
小鷺（Heronkit）
銀色母貓，浮熒和灰天的女兒，小鰻的姐妹。

### 外傳：曲星的承諾
霰星（Hailstar）
黃眼睛、毛髮豐厚的灰色大公貓，河族族長。戰士名是霰步（Hailstep）。是迴霧的伴侶，也是甲蟲鼻、田鼠爪和花瓣塵的父親，見習生是黑爪。跟曲星、花瓣塵、豹星、莎草溪去穀倉取乾草時遭大老鼠群攻擊而喪失了最後一條命。在曲星和豹星的九條命儀式中賜給他們勇氣。
貝心（Shellheart）
花斑的灰色公貓，霰星的副族長，橡心和曲星的父親，因為雨花在曲星（小風暴）破相之後，對他非常冷漠而斷絕了伴侶貓的關係，橡心的導師。後來因癌症而死。
棘莓（Brambleberry）
漂亮的白色母貓，擁有一雙藍色眼睛和醒目的粉紅色鼻子，身上帶著黑色的斑點。河族的巫醫，泥毛的導師，導師是奶毛。曾在夢裡看到曲星與楓影為伍而質疑他，但在他成爲族長前對她解釋過後，就不再追究了。
奶毛（Milkfur）
灰色和白色相間的虎斑母貓。河族巫醫，棘莓的導師。在《黃牙的祕密》裡名字被寫成鱒鰭。後因不明原因死亡。
雨花（Rainflower） 
淺灰色的母貓，眼睛是琥珀色的，河族的貓后。她的小貓是曲星和橡心，在曲星破相（撞到石頭）後就對他非常冷漠，變得只疼愛橡心。貝心因為這點跟她斷絕了伴侶貓的關係，曾經安排贝心當上橡心的導師（一般來說，父親或母親不能擔任自己孩子的導師）。頭被一隻狗撞到石頭而死，曲星爲這點很自責，因爲那時他有機會去找棘莓，卻跟著巡邏隊去追狗。
亮天（Brightsky）
毛色白色和薑黃色相間的母貓，動作很敏捷。她是豹星（豹毛）的母親，在生下小貓時不幸的因為難產而死，泥毛的伴侶貓，除了豹星（豹毛）之外還有三隻剛出生就死掉的小貓。在懷了小貓、搬進育兒室之前，她是灰池的導師。
憩尾（Fallowtail ）
淺棕色的母貓，擁有一雙藍色的眼睛和一襲輕柔的毛髮。杉皮和沼雲的姐妹。柔翅的導師。她是河族的貓后，和風族副族長蘆葦羽生下了灰池和柳風。是銀流、小鯉、小柳的外祖母，也是暴毛和羽尾的曾外祖母。
波爪（Rippleclaw）
銀色和黑色相間的虎斑公貓。是灰池的伴侶貓，他是小水花和小晨的父親，但是他們卻在出生不久之後就死了。見習生是田鼠爪。
迴霧（Echomist） 
灰色的長毛母貓，髮尾是白色的，看起來就猶如雲一般既柔軟又蓬鬆。她是霰星的伴侶貓，也是花瓣塵、田鼠爪和甲蟲鼻的母親。在雨花因為小風暴（曲星）撞斷下巴而把他的名字改成小曲時，曾經溫柔的安慰過他。
木毛（Timberfur） 
棕色公貓，毛髮有灰色光澤。資深戰士之一。白牙和蛙跳的導師。跟獺潑生下蘆葦尾、莎草溪和大肚。曲星在成為族長後選他當副族長，不過後來是橡心接下了他（木毛）的位置。在《豹星的榮耀》成為長老。
獺潑（Ottersplash） 
薑黃色母貓，身上有白色斑點。資深戰士之一。木毛的伴侶，蘆葦尾、莎草溪和大肚的母親。
湖光（Lakeshine） 
漂亮的長毛灰白相間母貓。杉皮的伴侶，蛙跳和陽魚的母親。
杉皮（Cedarpelt） 
雜棕色虎斑公貓，短尾。資深戰士之一。手足是憩尾和沼雲。湖光的伴侶，蛙跳和陽魚的父親。是曲星的導師，跟他之間的師徒關係並不好，但曲星成為戰士後他倆之間的關係似乎改善了很多。在《豹星的榮耀》成為長老。
矛牙（Piketooth） 
精瘦的暗棕色虎斑公貓，有著寬臉及突出的犬齒。資深戰士之一。伴侶是爍皮，黑爪和天心的父親。在亮天搬進育兒室後成為灰池的導師。在《豹星的榮耀》成為長老。
爍皮（Shimmerpelt） 
黑色母貓。伴侶是矛牙，黑爪和天心的母親。在亮天死後幫忙撫養豹星。
鶚毛（Owlfur） 
棕白相間的公貓。資深戰士之一。柔翅的伴侶，曙亮和錦葵尾的父親。見習生是柳風。
白莖（Lilystem） 
淺灰色虎斑母貓。是沉步、影皮和一隻姓名未知的灰色小公貓的母親。
泥荊（Mudthorn） 
棕色公貓，有黑色耳朵。只出現在《高星的復仇》的人物表。
沼雲（Marshcloud） 
雜棕色虎斑公貓，短尾。杉皮和憩尾的兄弟。只出現在《高星的復仇》的人物表。
柔翅（Softwing） 
身體柔軟的白色母貓，身上有綠棕色虎斑。鶚毛的伴侶，曙亮和錦葵尾的母親。憩尾的見習生。天心的導師。
白牙（Whitefang） 
腳掌是棕色的純白色公貓，尾巴有虎斑紋。是木毛的見習生，豹星和白爪的導師。在《豹星的榮耀》一場爭奪陽光岩的戰役中被獅心殺死。
田鼠爪（Voleclaw） 
灰色的長毛公猫，迴霧和霰星的儿子，甲蟲鼻的弟弟，也是花瓣塵的哥哥。導師是波爪，見習生是陽魚。很會講冷笑話。
甲蟲鼻（Beetlenose） 
黑色公猫。迴霧和霰星的兒子，田鼠爪和花瓣塵的哥哥。伴侣是陽魚，狐躍、草鬚和白爪的父親。導師是獺潑，見習生是蘆葦尾，小時候與曲星常常吵架，但在他們當上戰士後緩和，曲星十分器重的戰士之一。
花瓣塵（Petaldust） 
玳瑁色的母猫。迴霧和霰星的女儿，田鼠爪和甲蟲鼻的妹妹。導師是泥毛。
柳風（Willowbreeze）
琥珀色眼睛、淺銀灰色的長毛母貓，身上的毛髮很柔軟、很蓬鬆。蘆葦羽和憩尾的女兒，灰池的姊妹。她是曲星的伴侶貓，生下了小柳、小鯉和銀流，產後因綠咳症而死。剛在《曲星的承諾》裡出現時還是小母貓小柳，後來成為了見習生，然後獲得了自己的戰士名，鶚毛的見習生。
陽魚（Sunfish） 
淺灰色母貓，琥珀色眼睛。杉皮和湖光的女兒，蛙跳的手足。甲蟲鼻的伴侶，狐躍、草鬚和白爪的母親，在柳風病死時撫養銀流。是豹星最好的朋友。導師是田鼠爪。在《豹星的榮耀》一場爭奪陽光岩的戰役中遭紅尾重傷感染死亡。
蛙跳（Frogleap） 
琥珀色眼睛的灰色公貓，尾巴有斑紋。杉皮和湖光的兒子，陽魚的手足。苔皮的伴侶，曙花、小木和小知更的父親。導師是木毛。在《豹星的榮耀》中提到其曾與豹星相愛，但在知道她想當族長後認為他們無法在一起而放棄了這段感情。為了抓魚給孩子吃被漂流木砸死，且屍體在營地淹水時被沖走。
天心（Skyheart） 
綠眼睛的淺棕色虎斑母貓。矛牙和爍皮的女兒，黑爪的手足。蘆葦尾的伴侶。導師是柔翅。
蘆葦尾（Reedtail） 
淺灰色虎斑公貓，有條像蘆葦一樣又細又長的暗色尾巴。木毛和獺潑的兒子，莎草溪和大肚的哥哥。天心的伴侶。導師是甲蟲鼻。
莎草溪（Sedgecreek） 
棕色虎斑母貓。木毛和獺潑的女兒，蘆葦尾和大肚的姐妹。導師是曲星。
錦葵尾（Mallowtail） 
玳瑁色虎斑和白色相間的母貓，有雙綠眼睛。柔翅和鶚毛的女兒，曙亮的手足。
曙亮（Dawnbright） 
薑黃色和白色相間的母貓。柔翅和鶚毛的女兒，錦葵尾的手足。
鱒爪（Troutclaw） 
長毛的灰色虎斑公貓，頭上的毛髮糾結。河族長老。
亂鬚（Tanglewhisker） 
毛皮粗糙的長毛虎斑公貓，背部偏灰，腳掌斑白。是鳥歌的伴侶。河族長老。在《豹星的榮耀》中病死。
鳥歌（Birdsong） 
琥珀色眼睛，虎斑和白色相間的母貓，口鼻周圍有薑黃色斑駁。伴侶是亂鬚。河族長老。在《豹星的榮耀》中吃了遭下毒的魚死去。
暮水（Duskwater） 
外貌不明的母貓。在暴風雨時、也就是橡心和曲星誕生的那天失蹤，死在暴風雨之中。她是河族的長老。曾經在曲星的九條命儀式中給過他母愛這條命。
小水花（Splashkit） 
波爪和灰池的兒子，小晨的兄弟。在出生後因體弱多病而死。
小晨（Morningkit） 
波爪和灰池的女兒，小水花的姐妹。在出生後因體弱多病而死。
小鯉（Minnowkit） 
暗灰色小母貓。柳風和曲星的女兒，小柳和銀流的手足，死於綠咳症。
小柳（Willowkit） 
煙黑色小母貓。柳風和曲星的女兒，小鯉和銀流的手足，死於綠咳症。
狐躍（Vixenleap） 
黑色母貓。甲蟲鼻和陽魚的女兒，草鬚和白爪的手足。
草鬚（Grasswhisker） 
棕色虎斑母貓。甲蟲鼻和陽魚的女兒，狐躍和白爪的手足。

### 外傳：蛾飛的幻象
蛛掌（Spider Paw）
綠眼睛的白色公貓。父母是彌迦和蛾飛，蜂蜜皮的弟弟，藍鬚和泡溪的小哥。

### 外傳：豹星的榮耀
燼曙（Emberdawn）
暗薑黃色母貓。苔皮的手足。
小木（Woodkit）
灰色虎斑公貓。蛙跳和苔皮的兒子。在營地淹水時遭沖走而溺死。
小知更（Robinkit）
薑黃色和棕色相間公貓。蛙跳和苔皮的兒子。在營地淹水時遭沖走而溺死。

### 古代河族
樺星（Birchstar）
藍眼睛的亮棕色虎斑母貓。天族離開森林時的河族族長。
李毛（Sloefur）
藍眼睛的黑色母貓，樺星的副手。
冰鬚（Icewhisker）
藍眼睛的銀灰色公貓。樺星的巫醫。
狐爪（Foxclaw）
薑黃色公貓。

## 影族（Shadowclan）
由影星創立。
影族的領土是一片廣大的沼澤地，沼澤地上遍布著矮小的松樹叢，所以無論何處光線都十分的昏暗。影族貓擅長在黑夜時進行捕食及掠奪，以蜥蜴、青蛙，還有一些小型的森林哺乳動物為食，如果食物來源並不怎麼充足的話，影族貓還會到領土上的「腐肉場（垃圾場）」捕捉老鼠，但有些老鼠會帶有疾病，所以影族在此方面也特別的小心。在故事中，影族通常為其他三族最主要的敵人。影族的貓兒對族長十分的忠心，甚至到了有些盲目跟隨的地步。
影族以及其他部族的領土在二部曲《新預言》中產生了極大的變化。當褐皮和其他三個部族的五隻貓兒一起出外聆聽預言時，影族的大部份領土因為「兩腳獸」的森林砍伐行為而被破壞殆盡。後來與其他部族跋山涉水，到達新的居住地：一片湖泊之後，在一片密集的松樹林中建立起新營地。雖說和之前所住的沼澤地有很大的不同，但因為松樹林的密集度極高，昏暗的光線仍適合影族的隱密行動。只是在新的領土中，因爲獵物的掩蔽物多了，所以影族的獵物量減少了許多。在影族領土的北邊，住著兩隻寵物貓，可能因為懼怕影族貓會去找麻煩，他們在影族貓過於接近領土時便會不分青紅皂白的攻擊。這兩隻寵物貓已經在第十一集《黃昏戰爭》中被雷族和影族反擊，不再去找影族貓的麻煩，直到在6-5《烈焰焚河》被光滑鬚勾結，還間接導致花楸爪的死亡。
影族目前已知族長（依順序）：1.影星 2.鴉星 3.冬青星 4.斑星 5.百合星 6.雪暴星 7.雪星 8.花星 9.漣星 10.沼疤（未證實有族長名） 11.黃星 12.莎草星 13.晨星 14.犬星 15.杉星 16.鋸星 17.碎星 18.夜星 （沒拿到九條命）19.虎星 20.黑星 21.花楸星（後來退位） 22.虎星（現任）

### 首部曲
虎星（Tigerstar）
琥珀色眼睛的暗棕色虎斑公猫，擁有兩隻修長的前爪，戰士名為虎爪（Tigerclaw）。是《貓戰士》首部曲中的主要反派角色。為了完成當上族長的野心，他殺害了許多無辜的貓兒。在《荒野新生》的開頭，他就殺掉了原雷族副族長紅尾，甚至還想殺死自己的見習生烏掌未果。在《秘密之森》中，曾想召集無賴貓（包括過去跟碎星離開的影族貓）殺死藍星，還好被火星阻止，虎星被放逐。放逐後找到了在那場戰役中逃走的貓兒，開始利用他們來接近自己跟影族的距離。在獲得影族貓的信任後，更開始接管巡邏、狩獵這方面的事，並在一次的巡邏時殺死追風。又在幾乎所有影族貓的期望及一個假的預兆之下成為影族族長，殺死斑臉，並將狗群引進雷族，企圖殺死全雷族未果，只害死了藍星。在《黑暗時刻》中，虎星說服豹星讓河族與影族結盟，稱為虎族，與風族和雷族對抗。最後，他為了強迫雷族和風族加入虎族，不但殺了風族的見習生金雀掌以及有雷族血統的河族副族長石毛，還找了可怕的血族來威嚇他們。當血族族長鞭子聽完火星的勸告，決定暫時按兵不動時，憤怒的虎星撲向鞭子想殺死他，但被鞭子殺死，一次失去九條命，加入黑暗森林。虎星仍然不放棄找火星報仇的希望。第二部曲《新預言》，他開始訓練兒子棘星和鷹霜殺害火星。在棘星不再相信虎星以及鷹霜死亡後，他又在第三部曲看中三力量之中的獅焰，開始在獅焰的夢中教導他。當獅焰的戰技勝於虎星而不再聽命於他後，虎星又看上了風族的風皮，甚至廣招各族戰士，迷惑他們背叛自己的部族。靈魂於第四部曲最終《最後希望》中被雷族族長火星殺死。是金花及莎夏的伴侣，棘星、褐皮、鷹霜、蛾翅及小蝌蚪的父親。父親是松星，母親是豹足。同窩手足是小霧和小夜。和他的老敵人火星有血緣關係(虎星的兒子棘星和松鼠飛是伴侶，而松鼠飛的父親就是火星)。有著天族的血统。導師是薊爪（這也是讓他如此兇殘的原因），見習生是暗紋和烏掌。
九條命分别由微鳥、獾牙、松星、白尾、莎草星、花星、紅疤、苔心、杉星所給予。
夜星（Nightstar）
黑色的公貓。在碎星死後接任族長。據說並沒有得到九條命，因為星族不同意同時有兩隻同族貓擁有九條命（指碎星,他被放逐時身上還有兩條命），在《風暴將臨》因為患鼠疫死亡。蟾蜍躍的兒子，爪面的同胞弟弟，狐心、狼步、雲皮同父異母的兄弟。狐心的見習生，碎星和曙雲的導師。在《黃牙的祕密》裡提到他總是不停的咳嗽，黃牙和賢鬚無論用什麼藥草都治不好他，最後他只好提早搬進長老窩。是被碎星放逐的長老之一。
灰毛（Ashfur）
灰色的公貓。以戰士的身分出現在第一集《荒野新生》中，不久後成為長老。是少數在黃牙被逐出影族後，仍支持她的影族貓。曾和雷族的巡邏隊聯手將碎星逐出影族。
亮花（Brightflower）
琥珀色眼睛的橙色虎斑母猫（在《荒野新生》中为黑白相間），出現在第一集《荒野新生》中時為貓后。她的孩子在剛滿三個月大時，就被碎星訓練成戰士（小貓滿六個月以上才可成為見習生），他們在訓練時被碎星殺害。曾經和黃牙、火星、灰紋及其他的雷族巡邏隊一起將碎星逐出影族。黃牙、果鬚、花楸莓、小金盞花和小薄荷的母親，碎星、煤毛、胖尾和小願、小希望的祖母。她是銀焰的女兒，蕨足的伴侶。見習生是狼步。在自己的兩個孩子被碎星殘忍殺害並誣陷给黄牙後懷疑過她。
煤毛（Cinderfur）
琥珀色眼睛的灰色公貓，在第一集《荒野新生》中出現時為戰士。在碎星被逐出影族，夜星成為族長之後成為了副族長。在第四集《風暴將臨》時感染鼠疫而亡，是影族中最早病故的一批。導師是果鬚，爪面和花楸莓的兒子，胖尾的兄弟，母親花楸莓是黃牙的妹妹，亮花是他的祖母，銀焰則是他的曾祖母。
曙雲（Dawncloud）
體型嬌小、黃眼睛的淺薑黃色母虎班貓。暴翅和羽暴的女兒，青苔掌和田鼠語的同胞手足，鋸星、焦風、黑星、燧牙、蕨影的妹妹。以貓—{后}-的身份出現在第一集《荒野新生》中。她的兩個孩子都在參與碎星攻打風族的戰役中陣亡，而且他們的年齡都不到六個月。是將碎星逐出影族的貓兒之一。黑星的見習生。首部曲的其中一個疑點是，黃牙在第一集表示曙雲與她相識很久，又稱她為「老貓—{后}-」；但外傳《黃牙的秘密》中黃牙離開影族時曙雲還只是個年輕的見習生。兩個時間點相距不到一個月。
小雲（Littlecloud）
嬌小的褐色公虎斑貓，有雙淺藍色的雙眼。在第一集《荒野新生》以見習生身份登場。在第四集《風暴將臨》時，原先還是戰士，但後來因為身體過於嬌弱不適合當戰士，所以成為影族巫醫──鼻涕蟲的見習生。曾在影族鼠疫大流行時跑到雷族求助。在鼻涕蟲退休後成為正式的巫醫。導師是爪面和鼻涕蟲。焰尾是他的見習生，母親是蠑螈斑，兄弟是濕足和棕掌。在焰尾死後一直沒收到見習生，所以即使年紀很大了仍然沒退休。最終老死於《雷電暗影》。
白喉（Whitethroat）
胸口和腳掌是白色的黑色公貓。在影族鼠疫大流行時跟著小雲到雷族求助。後來在巡邏時目睹虎星殺了追風，被火心(火星)質問而嚇壞了，想逃跑，卻被兩腳獸的怪獸撞死。虎星後來告訴影族白喉是被火星殺死的。
鼻涕蟲（Runningnose）
矮小的灰白相間的公貓，眼睛是深橘色的。泥爪和蜥蜴紋的兒子，鹿足和糾刺的手足。在首部曲時為影族的巫醫。會有這樣的名字是因為他的鼻子總是流著鼻涕。在第十集《星光指路》到第十一集《黃昏戰爭》之間去世的。往後幾集後曾和鋸星將作假的星族訊息告知松鴉羽、獅焰及虎心。是黃牙的見習生，也是小雲的導師。
枯毛（Russetfur）
深綠色眼睛的暗薑黃色母貓。原本是隻叫小紅（Red）的寵物貓，後來跟圓石一起加入影族。個性暴躁，以無賴貓的身份出現在第三集《秘密之森》中。原先是影族的戰士，直到虎星成為影族族長後才回歸影族（但在《虎爪的憤怒》出現時還留在影族）。在與血族的戰爭結束，黑星成為新的族長後成為副族長。在《戰聲漸近》雷族與影族的戰爭中奪走火星的一條命，卻被獅焰攻擊而身亡。蕨影、杉心的導師。在《黄牙的秘密》中得知她由鋸星的母親羽暴所指導。是霍爾的女兒，鋸星和焦風同父異母的妹妹。
圓石（Boulder）
很瘦的灰色公貓，有雙藍色的眼珠。虎星忠心的部屬，曾經是血族的戰士。原本是無賴貓，後來和影族交戰後，想要在森林裡生活，於是和小紅（枯毛）決定加入影族。圓石是鼠翅的見習生，濕足的導師。
黑星（Blackstar）
琥珀色眼睛的白色大公貓，腳爪巨大黑亮，一隻前掌有六隻腳趾。《荒野新生》中被黃牙形容成『光長身體，不長腦袋』。在碎星掌權之時是副族長，戰士名是黑足（Blackfoot），後來同碎星被驅逐出境，成為無賴貓，直到虎星成為影族族長才又復任副族長。曾殺死石毛和玫瑰尾，在虎星死後成了影族族長。在《最後希望》大決戰中，黑暗森林戰士攻擊影族營地時損失一條命。在外傳《棘星的風暴》中死於洪水。暴翅和冬青花的兒子，燧牙和蕨影的兄弟，青苔掌、田鼠語、曙雲同父異母的哥哥。見習生是曙雲。
九條命分別由暴翅、鋸星、獾牙、灰翅、玫瑰尾、藍星、石毛、夜星和影星所給予。
胖尾（Stumpytail）
棕色的公虎斑貓，見習生是棕掌。煤毛的兄弟，爪面和花楸莓的兒子。導師是碎星。在《秘密之森》協助虎星和碎星攻打雷族，再次出現在《虎爪的憤怒》時已經是無賴貓了。虎星成為影族族長後便回歸影族。
濕足（Wetfoot）
藍眼睛、灰色的公虎斑貓，圓石的見習生，橡毛的導師。小雲和棕掌的兄弟，蠑螈斑的兒子。
高罌粟（Tallpoppy）
有雙長腿的淡棕色母虎斑貓，眼睛是綠色的。影族的長老，小沼澤、蘋果毛和蟾蜍足的母親。在外傳《棘星的風暴》中得知她在《最後希望》的大決戰中戰死。
暗花（Darkflower）
黑色母猫。影族貓后。
棕掌（Brownpaw）
外貌不明的公貓。小雲和濕足的兄弟，蠑螈斑的兒子。導師是胖尾。

### 二部曲：新預言
褐皮（Tawnypelt）
綠色眼睛的玳瑁色母貓。虎星（虎爪）和金花的女兒，是棘星的姐姐，前往尋找午夜的六隻貓之一。在《黑暗時刻》因為受不了小耳的冷嘲熱諷而加入影族。在雷族的導師是蕨毛，在影族則是橡毛。虎星（虎心）、曦皮和焰尾的母親，花楸星的伴侶，歐掠翅、草心、針尾、蛇牙、松果足的導師。撲步、光躍和影望的祖母，也是刺柏爪、光滑鬚和爆發石的外婆。《雷電暗影》中在暗尾及其他影族貓的威脅下跟著花楸星和虎心到雷族借住。在虎心離開影族後成為副族長，但花楸星放棄族長身份的時候，她沒有得到族長的位置。並且在花楸星死後放棄掌權，認為沒有花楸星影族也不復存在。
花楸爪（Rowanclaw）
綠眼的薑黃色的公貓。以見習生身分出現在第一集《荒野新生》中。後來在三部曲時成為褐皮的伴侶，虎星、曦皮和焰尾的父親。曾在第十集《星光指路》時和棘星對決過。導師是鋸齒，也是爪掌和藤尾的導師（爪掌後來在影族領土北邊被寵物貓攻擊而身亡），在《星夜私语》中得知他成為影族的新副族長。在外傳《棘星的風暴》成為新任影族族長-花楸星。在《雷電暗影》中，對於見習生的行為感到憤怒，並且讓他們去追隨惡棍貓，接著染上黃咳症，在生病期間由鴉霜代理族長職務，在暗尾及其他影族貓的威脅下跟著虎心和褐皮到雷族借住。雖然暗尾已被打倒，但他早已被公認根本不配有族長身份，再加上族裡的事幾乎都由虎心處理，也讓他漸漸沒有想領導的意思，虎心離開影族後，他還把影族的領土交給葉星，而族貓們也都變成了天族貓。在《黯黑之夜》末甚至還放棄了自己族長的身分，名字也變回原來的花楸爪，星族賜給他的九條命，他也還給了祂們。在《烈焰焚河》為救回褐皮和蓍草葉的小貓和蕁麻同歸於盡。撲步、光躍和影望的祖父，也是刺柏爪、光滑鬚和爆發石的外公。
夜翅（Nightwing）
綠眼睛的黑色母猫。是煙掌的母親。
橡毛（Oakfur）
嬌小的虎斑公貓。是濕足的見習生，褐皮、煙掌、虎星及雪貂爪的導師。在《棘星的風暴》中成为长老。
杉心（Cedarheart）
琥珀色眼睛的暗灰色公貓。枯毛的見習生，影族的長老。在外傳《棘星的風暴》中得知杉心在《最後希望》的大決戰中戰死於影族營地的保衛戰。
雪鳥（Snowbird）
體態輕盈、肌肉結實的白色母貓，綠眼睛。長時間待在育兒室。是鼠疤的妹妹，焦毛的伴侶，苜蓿足、莓心、漣漪尾、小藍鈴、蜂鼻、蓍草葉、松果足、鷗撲、蕨葉鬚的母親，苜蓿足、莓心、漣漪尾是她的第一胎，小藍鈴、蜂鼻、蓍草葉是第二胎，松果足、鷗撲、蕨葉鬚則是第三胎。於《靜默融雪》中因被木頭絆倒而前腿骨折，導致跛腳。
煙掌（Smokepaw）
暗灰色公貓。夜翅的兒子。首次出現在二部曲《新預言》中。在前往新的居住地的旅程中，不小心跌落山谷死亡。
爪掌（Talonpaw）
外貌不明的公貓。導師是花楸爪。在《黃昏戰爭》被寵物貓襲擊而死去。
小沼澤（Marshkit）
外貌不明小公貓。初次出現在二部曲《新預言》中。在前往新居住地的旅程中，和小白樺（也就是樺落）成為了好朋友。是蘋果毛和蟾蜍足的兄弟，也是高罌粟的兒子。

### 三部曲：三力量
煙足（Smokefoot）
綠眼睛的黑色公貓，鶚爪的老师。在《棘星的風暴》成為長老。
藤尾（Ivytail）
黑色、白色、和玳瑁色相間的母貓。是影族貓后。導師是花楸爪，見習生是曦皮。在《棘星的風暴》中成為長老。
鴉霜（Crowfrost）
黑白相間的公貓，眼睛是琥珀色的。橄欖鼻的導師。在《棘星的風暴》中成为影族的新副族長。和曦皮生下刺柏爪、光滑鬚和爆發石。在《雷電暗影》中花楸星罹患黃咳症的期間暫代族長職務領導影族，並且為了兜蘚綁架嫩枝杈，但最後也是他選擇放她走。在扭毛死後也跟著罹患黃咳症後病死，曾被穗毛嗆說不適合當一名族長。
扭毛（Kinkfur）
黃眼睛的暗灰色長毛虎斑母貓，毛髮突出。麻雀尾、霧雲、小露的母親。是少數認同紫羅蘭光的貓之一。在《雷電暗影》中罹患黃咳症病死。
鶚爪（Owlclaw）
淡棕色虎斑公貓。導師是煙足。自《棘星的風暴》後從角色列表中消失。
蛇尾（Snaketail）
琥珀色眼睛、有一根虎斑條紋尾巴的暗棕色公貓，影族的長老。見習生是焦毛。
白水（Whitewater）
橘色眼睛的長毛白色母貓，有一隻眼睛是瞎的。紅柳的老師。
鼠疤（Ratscar）
棕色公貓，後背上有一條很長的疤。是松鼻和鼩鼱足的導師，雪鳥的哥哥。曾被黑暗森林訓練，在《棘星的風暴》中成為長老。
蟾蜍足（Toadfoot）
琥珀色眼睛、暗棕色公貓。初次出現在二部曲。是蘋果毛和小沼澤的兄弟，也是高罌粟的兒子。在前往新居住地的旅程中，和小白樺（也就是樺落）成為了好朋友。在第十五集《驅逐之戰》時成為戰士。戰士名為蟾蜍足，當雷族為了解救急水部落的危機而進入影族營地邀請褐皮一同旅行時，雷族提起了樺落，基於對部族的忠誠，蟾蜍足態度並非友善。在外傳《棘星的風暴》中得知他在《最後希望》的大決戰中在影族營地保衛戰中戰死。
蘋果毛（Applefur）
亮綠色眼睛、雜棕色的母貓。初次出現在二部曲《新預言》中。在前往新居住地的旅程中，和小白樺（也就是樺落）成為了好朋友。是蟾蜍足和小沼澤的姊妹，也是高罌粟的女兒，但在《星預兆》中的《第四見習生》才出現她的戰士名。曾被黑暗森林訓練，在外傳《棘星的風暴》中得知她在《最後希望》的大決戰中在影族營地保衛戰中戰死。

### 四部曲：星預兆
虎星（Tigerstar）
一隻擁有琥珀色眼睛、英俊的暗棕色虎斑公貓。戰士名是虎心（Tigerheart）。伴侶是鴿翅，影望、光躍、撲步、小花楸和樺羽的父親，花楸爪和褐皮的兒子，曦皮和焰尾的哥哥，也是虎星（虎爪）的孫子，在《洶湧暗河》中以小貓的身分首次登場，並在《暗夜長影》中當上見習生。與獅焰有著不錯的關係，是同窩手足當中最會狩獵的。虎心在《暗夜長影》中，影族失去對於星族的忠誠後，暫時與母親褐皮和同窩手足一起離開了影族，來到了雷族。他也幫助獅焰、冬青葉以及松鴉羽，說服黑星，讓他認為星族依舊在保佑著他們。虎心的導師跟他母親褐皮在雷族與影族時一樣，當他暫留在雷族時，導師是蕨毛，在影族的導師則是橡毛。見習生是光滑鬚。在四部曲時，對鴿翅有愛慕之情，受黑暗森林訓練，因此認識了鴿翅的妹妹：藤池。在《雷電暗影》中接替鴉霜成為影族副手，並在暗尾及其他影族貓的威脅下跟著花楸爪和褐皮到雷族借住。在《烈焰焚河》成為族長。
九條命分別由花楸爪、扭毛、松鼻、曦皮、黃牙、賢鬚、小雲、鋸星和焰尾所給予。
鴿翅 （Dovewing）
綠色眼睛的灰色母猫，是樺落和白翅的女兒，藤池的姐姐，火星的曾孫甥女。曾是雷族貓。是一隻活潑率直的母猫。她出生於《拂曉之光》的尾聲，是三力量預言中的第三隻貓，她的能力是看到及聽到遠方的事物。她的老師是獅焰，前世是鴿羽。曾經喜歡過虎心，好幾次與虎心在夜晚私會，最後因認為虎心出賣她而分開，不過對他仍舊有感情。蜂紋的伴侶，不過在《棘星的風暴》末以和他結束伴侶關係。在與黑暗森林的戰爭後失去異能。在《虎心的陰影》離開部族生產，成為獨行貓，影望、撲步、光躍、小花楸和樺羽的母親，伴侶為虎心，最後決定加入影族。
曦皮（Dawnpelt）
擁有一身奶油色的毛髮的母貓。褐皮和花楸爪唯一的女兒，虎星和焰尾的妹妹。有和她母親一樣易怒的個性，與冬青葉的關係比對松鴉羽或獅焰來得緊密，也是同窩手足中最勇猛的。在《驅逐之戰》中首次以小貓「小曦」的身分出場。在《暗夜長影》當上見習生。她與母親以及手足，在影族失去對於星族的忠誠後，離開了影族，是協助製造偽造星族徵兆的貓。當她在雷族的時候，導師是蛛足，在《拂曉之光》中，回到影族之後，導師是藤尾。見習生是蜂鼻和紫羅蘭光。在《棘星的風暴》中成貓后。是鴉霜的伴侶，刺柏爪、光滑鬚和爆發石的母親。在《雷電暗影》中原本要和父母離開影族，但被光滑鬚和刺柏爪說服後留在惡棍貓身邊。在《破碎天空》想離開暗尾身邊卻反遭淹死。
焰尾（Flametail）
一隻有雙綠眼睛的薑黃色公貓。是花楸爪和褐皮的次子，曦皮和虎星的兄弟。可能是因為松鴉羽和本身好奇心的驅使，使他夢想成為一隻像小雲一樣的巫醫，而不是成為戰士。他在《驅逐之戰》中首次以小貓「小焰」的身分露面，並在《暗夜長影》當上見習生。《暗夜長影》中，在影族失去對於星族的忠誠後，暫時與母親褐皮和同窩手足一起離開影族，來到了雷族。是協助製造偽造星族徵兆的貓。當他在雷族的時候，導師是雲尾。在《拂曉之光》中，由小雲當他的導師，開始進行巫醫見習生的訓練。在《星夜私語》中因秃葉季河水結冰，和影族貓在冰上玩時，不小心掉進河裡而淹死，本來松鴉羽有意救他，但被古代貓磐石阻止了，最後氣松鴉羽不救他而企圖將他淹死，被斑葉阻止，聽完斑葉和松鴉羽的解釋後，在各族巫醫面前解釋松鴉羽是無辜的。
橄欖鼻（Olivenose）
玳瑁色母貓。導師是鴉霜。在外傳《棘星的風暴》中得知，她在《最後希望》中為了守護影族營地傷重戰死。
紅柳（Redwillow）
雜棕色和薑黃色相間的公貓。導師是白水。在《最後希望》大決戰中，為黑暗森林效力而遭黑星一掌劃破頸部而死。在《迷霧之光》為阻止灰毛毀滅黑暗森林短暫幫助鬃霜等對抗灰毛，過程中掉入黑水導致靈魂永遠消失。
鼩鼱足（Shrewfoot）
灰色母貓，腳是黑色的。導師是鼠疤。在《棘星的風暴》中因傷勢過重而死。
焦毛（Scorchfur）
暗灰色公貓，一隻耳朵有裂痕。雪鳥的伴侶，苜蓿足、莓心、漣漪尾、小藍鈴、蜂鼻、蓍草葉、松果足、鷗撲、蕨葉鬚的父親。對於花楸爪做為族長的表現感到不滿意。
歐掠翅（Starlingwing）
薑黃色公貓。導師是褐皮。在外傳《棘星的風暴》中得知歐掠翅在《最後希望》的大決戰中為了保護影族領土而身受重傷而不治。
雪貂（Ferretclaw）
奶油色和灰色相間的公貓。導師是橡毛，見習生是穗毛。
松鼻（Pinenose）
黑色母貓，影族貓后，導師是鼠疤。伴侶是穗毛，是小鼬、樺樹皮、板岩毛、獅眼、水塘光的母親。雖然是紫羅蘭光的養母，但她並沒有像關心自己孩子般的關心她。戰死於暗尾突襲河族營地的戰役。
鼬毛（Stoatfur）
纖細的薑黃色公貓。
撲尾（Pouncetail）
暗棕色虎斑公貓。
小鼬（Weaselkit）
松鼻的小貓，樺樹皮、板岩毛、獅眼、水塘光同母異父的手足。在《最後希望》的大決戰中死亡。

### 五部曲：部族誕生
影星（Shadowstar）
綠眼睛，毛髮豐厚，肌肉結實的黑色母貓。是月影的姐姐，來自古老急水部落，本名是高影（Tall Shadow）。擅長在夜間獵食及使用詐術。生性多疑、謹慎，對外來的貓總是不太信任。在蔭苔死後接下了領袖的位置，並帶領部落貓到高地上定居。一開始貓兒認為她很有威嚴，但從《迅雷崛起》開始，大部分的貓就對她的行為感到不滿，像是一再地拒絕外來的貓兒，還有堅守坑地這件事也讓多數貓認為她根本沒有領導能力。她也因為這些聲浪而開始力不從心，尤其是月影死後更讓她無心領導，於是便將領袖的位置交給灰翅，然而在灰翅的體力漸漸不支後，就由他們共同領導。在《影星的最後一條命》和快水自相殘殺而死。是第一個失去九條命的族長。
礫心（Pebble Heart）
暗灰色虎斑公貓，胸口有白色印記，琥珀色眼睛。是龜尾和寵物貓湯姆的兒子，梟星和麻雀星的弟弟。從小就像半月一樣可以做不平凡的夢境及預知即將發生的事。跟雲點的感情很好，並跟他學了許多藥草的知識。在《蛾飛的幻象》受到星族指派而成為影族第一任巫醫。
鼠耳（Mouse Ear）
體型龐大的棕色虎斑公貓，耳朵卻像老鼠一樣小。在大戰役結束後高地貓返回營地的路上加入了他們。
泥（Mud Paws）
淺棕色公貓，黑色腳掌周圍有環狀的黑毛。在大戰役結束後高地貓返回營地的路上加入了他們。
陽影（Sun Shadow）
琥珀色眼睛的黑色公貓。是月影和露葉的兒子，也是影星的姪子。為了尋找自己的父親而跟靜雨離開了部落，並在《分裂森林》抵達了探險隊的新家。在得知月影的死亡和靜雨去世後，加入了影星的貓營。影星的第一任副手。在《影星的最後一條命》為了救影星而遭狗群殺害（實為快水所設計）。
鴉星（Ravenstar）
黃眼睛的黑色公貓。原名渡鴉（Raven），原為斜疤陣營的貓，受不了斜疤的凌虐後追隨影星，並將名字改為鴉皮（Raven Pelt）。伴侶是柏枝，懸葉、暮鼻和影皮的父親。在陽影死後成了副手，亦是影族的第二任族長。
柏枝（Juniper Branch）
綠眼睛的長毛玳瑁色母貓。原名杜松（Juniper），原為斜疤陣營的貓，受不了斜疤的凌虐後，追隨影星。伴侶是鴉星(鴉皮)，懸葉、暮鼻和影皮的母親。

### 六部曲：幽暗異象
針尾（Needletail）
白色胸口的銀灰色母貓，綠眼睛。是麻雀尾和莓心的長女，亦是尖塔爪、穴躍、陽照的大姊。喜歡惡棍貓－雨，把紫羅蘭光當成自己的妹妹照顧。為了救紫羅蘭光被暗尾、光滑鬚和蟑螂淹死。死後並沒有去星族，而是變成幽靈徘徊在活著的世界（但之後仍去到星族，並在《烈焰焚河》給過赤楊心預言）。
石翅（Stonewing）
白色公貓。是草心的伴侶，也是蛇牙、花莖、螺紋皮的父親。刺柏爪的導師。
黃蜂尾（Wasptail）
綠眼睛的黃色虎斑母貓。見習生是爆發石。在《雷電暗影》病死於黃咳症。
莓心（Berryheart）
黑白相間母貓。是焦毛和雪鳥的第一胎的其中一隻。麻雀尾的伴侶，是針尾、尖塔爪、穴躍、陽照的母親。是其中一隻加入惡棍貓陣營的影族貓。在《破碎天空》遭暗尾謀害但幸運逃過死劫，並從「大家庭」逃走，在後來跟同樣逃走的麻雀尾、苜蓿足、板岩毛會合，最後回到影族。
苜蓿足（Cloverfoot）
灰色虎斑母貓。焦毛和雪鳥的第一胎的其中一隻。是其中一隻加入惡棍貓陣營的影族貓，後與莓心、麻雀尾、板岩毛會合。最後回到影族。在《風暴肆虐》後面接替刺柏爪成為新任副族長。
麻雀尾（Sparrowtail）
龐大的棕色虎斑公貓。扭毛的兒子。手足是霧雲和小露。莓心的伴侶，是針尾、尖塔爪、穴躍、陽照的父親。
霧雲（Mistcloud）
毛髮倒豎的淺灰色母貓。扭毛的女兒。手足是麻雀尾和小露。在《破碎天空》中提到她離開了「大家庭」，從此下落不明，一直到《黯黑之夜》末才得知其已死亡。死後並沒有去星族，而是變成幽靈徘徊在活著的世界。
草心（Grassheart）
淺棕色虎斑母貓。導師是褐皮。於《雷電暗影》生下蛇牙、花莖、螺紋皮，伴侶是石翅。
刺柏爪（Juniperclaw）
綠眼睛的黑色公貓。鴉霜和曦皮的兒子。手足是光滑鬚和爆發石，導師是石翅。性格約介於爆發石和光滑鬚之間。是其中一隻加入惡棍貓陣營的影族貓，戰士名也是自己取的。在《破碎天空》跟爆發石投奔雷族，卻一直沒有等到曦皮來跟他們會合。在《風暴肆虐》成為副族長，卻又因為在一次進攻中，在天族的獵物中放入死莓，導致不再是副族長，但為了救小影和紫羅蘭光而死亡，靈魂到黑暗森林。《迷霧之光》中想彌補生前所犯的錯與貓群一起對抗灰毛，後來成了看守黑暗森林與星族邊界的貓（灰毛原先在此建了樹牆，後被破壞變成可以直通兩邊的道路）。
爆發石（Strikestone）
白色肚子和腳掌的深棕色虎斑公貓，琥珀色眼睛。鴉霜和曦皮的兒子。手足是刺柏爪和光滑鬚，導師是黃蜂尾。在《破碎天空》跟刺柏爪投奔雷族，卻一直沒有等到曦皮來跟他們會合。戰死於反抗軍之戰，靈魂被囚禁於黑暗森林。
蓍草葉（Yarrowleaf）
黃眼睛的薑黃色母貓。父親是焦毛，母親是雪鳥，手足是小藍鈴和蜂鼻，導師是穗毛。在部族跟暗尾的最後一場戰鬥結束後就跟著惡棍貓的黨羽逃走了。蕁蔴的伴侶，跳鬚和亞麻足的母親，在《烈焰焚河》回歸影族。
蜂鼻（Beenose）
黑色耳朵的白色母貓。父親是焦毛，母親是雪鳥，同窩手足是小藍鈴和蓍草葉，導師是曦皮。在影族襲擊惡棍貓後加入惡棍貓的陣營，戰士名也是自己取的。死後並沒有去星族，而是變成幽靈徘徊在活著的世界。
樺樹皮（Birchbark）
米色公貓。父親是穗毛，母親是松鼻，手足是獅眼、水塘光和板岩毛。在《破碎天空》中提到他離開了「大家庭」，從此下落不明，一直到《黯黑之夜》末才得知其已死亡。死後並沒有去星族，而是變成幽靈徘徊在活著的世界。
獅眼（Lioneye）
琥珀色眼睛的黃色母貓。父親是穗毛，母親是松鼻，手足是樺樹皮、水塘光和板岩毛。在《破碎天空》中提到她離開了「大家庭」，從此下落不明，一直到《黯黑之夜》末才得知其已死亡。死後並沒有去星族，而是變成幽靈徘徊在活著的世界（但之後還是有到星族，並在《烈焰焚河》給隼翔預言）。
水塘光（Puddleshine）
白色斑點的棕色公貓，淺藍色眼睛。父親是穗毛，母親是松鼻，手足是獅眼、樺樹皮和板岩毛。在小雲死後，因為花楸爪和鴉霜的決定而勉強成為巫醫見習生，並由葉池指導了兩個月後獲得全名，亦是繼鵝羽後第二個訓練不滿六個月的巫醫。在影族流行黃咳症時不眠不休的照顧族貓，並且在被鼻涕蟲託夢後得知解藥為兜蘚，但是去風族採集卻被一星阻止，後來在隼翔和兔星的幫助下順利取得兜蘚救治族貓。在《風暴肆虐》不小心受傷於兩腳獸的武器，赤楊心曾在影族利用死莓救了他。赤楊心的好朋友。
板岩毛（Slatefur）
灰色公貓。父親是穗毛，母親是松鼻，手足是獅眼、水塘光和樺樹皮。伴侶是肉桂尾，杉樹皮、喃風、綻瓣和溪漪的父親。
螺紋皮（Whorlpelt）
灰白相間的公貓。石翅和草心的兒子。導師是刺柏爪。
花莖（Flowerstem）
銀色母貓。石翅和草心的女兒。導師是焦毛。
蛇牙（Snaketooth）
蜜褐色虎斑母貓。石翅和草心的女兒。導師是褐皮，紅掌的導師。
松果足（Conefoot）
灰白相間的公貓。焦毛和雪鳥的第三胎的其中一隻，亦是他們的次子。導師是褐皮。死於突襲棘星的戰爭。
鷗撲（Gullswoop）
白色母貓。焦毛和雪鳥的第三胎的其中一隻。導師是草心。
蕨葉鬚（Frondwhisker）
灰色虎斑母貓。焦毛和雪鳥的第三胎的其中一隻。導師是板岩毛。戰死於反抗軍之戰，靈魂被囚禁於黑暗森林。

### 七部曲：破滅守則
影望（Shadowsight）
琥珀色眼睛的深灰色公虎斑貓。鴿翅和虎星（虎心）的兒子，光躍和撲步的兄弟，小花楸和樺羽的哥哥。七部曲的三主角之一。導師為水塘光，是影族巫醫。在《迷失群星》中聽信星族（實際上為不知名的貓，直到《靜默融雪》中才發現）所捎來可以解救棘星的方法。星族消失時被認為是與其溝通的唯一橋樑。在《暗影之蔽》中，差點被假棘星（灰毛）殺死，後來短暫成為幽靈並找出星族失聯的原因。在《迷霧之光》中葉池告訴他無法與星族溝通，一直以來看到的異像都來自於灰毛而不是星族。
撲步（Pouncestep）
深琥珀色眼睛的灰色虎斑母貓，鴿翅和虎星的女兒，影望、光躍、小花楸、樺羽的姊姊，亞麻足的伴侶，紅掌和雲杉掌的母親。
光躍（Lightleap）
琥珀色眼睛的深棕色虎斑母貓，鴿翅和虎星的女兒，撲步和影望的妹妹，小花楸、樺羽的姊姊，熾火的伴侶，小迅、小櫸和小池的母親。
亞麻足（Flaxfoot）
棕色虎斑公貓。蕁麻和蓍草葉的長子，焦毛的見習生，撲步的伴侶，紅掌和雲杉掌的父親。
跳鬚（Hopwhisker）
花斑母貓。蕁麻和蓍草葉的女兒，螺紋皮的見習生。
尖塔爪（Spireclaw）
黑白相間公貓。麻雀尾和莓心的兒子。伴侶是流蘇鬚。導師是蓍草葉。名字是為了紀念尖塔望，和天族的流蘇鬚結為伴侶。
穴躍（Hollowspring）
黑色公貓。麻雀尾和莓心的兒子。導師是草心。
陽照（Sunbeam）
琥珀色眼睛，棕白相間的虎斑母貓。麻雀尾和莓心的次女。導師是蛇牙，夜心的伴侶，金掌和輝掌的母親，雷族戰士，月掌的導師。

### 八部曲：無星氏族
喃風（Whisperbreeze）
灰色公貓，板岩毛和肉桂尾的兒子，杉樹皮、綻瓣和溪漪的兄弟。
杉樹皮（Firbark）
棕色虎斑公猫，板岩毛和肉桂尾的兒子，喃風、綻瓣和溪漪的兄弟。
綻瓣（Bloompetal）
黑色母猫，板岩毛和肉桂尾的女兒，杉樹皮、喃風和溪漪的姊妹。
溪漪（Streamripple）
灰色虎斑母猫，板岩毛和肉桂尾的女兒，杉樹皮、綻瓣和喃風的姐妹。
雲杉掌（Sprucepaw）
銀白相間的虎斑母貓，亞麻足和撲步的女兒，紅掌的姐妹，流蘇鬚的見習生。
紅掌（Redpaw）
紅棕色公貓，亞麻足和撲步的兒子，雲杉掌的兄弟，蛇牙的見習生。
樺羽（Birchfeather）
淺棕色虎斑公貓，虎星和鴿翅的兒子，撲步、光躍和影望的弟弟，導師是板岩毛，加入天族和嶺明結為伴侶。
小迅（Quickkit）
姜黄虎斑公猫，熾火和光躍的兒子，小櫸和小池的兄弟。
小櫸（Beechkit）
淡棕色公猫，熾火和光躍的兒子，小迅和小池的兄弟。
小池（Poolkit）
白色母猫，熾火和光躍的女兒，小櫸和小迅的姐妹。

### 外傳：黃牙的秘密
杉星（Cedarstar）
琥珀色眼睛，毛色很暗的灰色公貓，肚子是白色的。戰士名是杉皮（Cedarpelt），是鋸星的前任族長，因不明原因失去了最後一條命。
石齒（Stonetooth）
藍眼睛的灰色虎斑公貓，牙齒很長。杉星的副族長，後來退休變成長老，並由鋸星繼任。最後老死。
賢鬚（Sagewhisker）
毛髮雪白的母貓，藍眼睛清晰，鬍鬚很長。影族巫醫，導師叫紅薊。是族裡唯一知道黃牙的能力的貓，因此她才極力推薦她當巫醫見習生。死於心臟病。
蕨足（Brackenfoot）
淺薑黃色公貓，腿部是暗薑黃色的。亮花的伴侶，黃牙、果鬚、花揪莓、小金盞花和小薄荷的父親，暴翅和鋸星的導師。
羽暴（Featherstorm）
棕色的虎斑母貓，是寵物猫霍爾和族内戰士暴翅的伴侣。鋸星、焦風、曙雲、青苔掌、田鼠語的母親。影族的貓，後來成為被碎星放逐的長老之一。她是枯毛的導師。
池雲（Poolcloud）
灰白色的母貓。她是蟾蜍躍的伴侶，也是狐心和狼步的母親。影族的貓，後來成為被碎星放逐的長老之一。後遭狐狸攻擊死亡。
鴉尾（Crowtail）
黑色虎斑母貓。影族資深戰士，是焦風和爪面的導師。來成為被碎星放逐的長老之一。
拱眼（Archeye）
暗色條紋的灰色虎斑公貓。影族資深戰士，是蛙尾的導師。後來成為被碎星放逐的長老之一。
冬青花（Hollyflower）
暗灰色和白色相間的母貓，有雙長腿。暴翅的伴侶，燧牙、黑星和蕨影的母親，獾牙的祖母。影族資深戰士，後來成為被碎星放逐的長老之一。是蠑螈斑的導師。
鹿躍（Deerleap）
有著白腿的灰色虎斑母貓。黃牙戰士訓練的導師。影族的資深戰士，後來成為被碎星放逐的長老之一。
泥爪（Mudclaw）
有棕色腿的灰色公貓。蜥蜴紋的伴侶，鼻涕蟲、鹿足和糾刺的父親。
蟾蜍躍（Toadskip）
有著白腿、白色斑點的藍眼暗棕色虎斑公貓。池雲和蕁斑的伴侶，狐心、狼步、爪面、夜星和雲皮、小微（蕁斑所生）的父親。灰心的導師。
鼠翅（Mousewing）
擁有厚毛皮的黑色公貓。圓石的導師。
琥珀葉（Amberleaf）
有著棕色的腿和耳朵，暗橘色母貓。是影族的資深戰士，果鬚的導師。
雀飛（Finchflight）
毛色黑白相間的公貓。花楸莓的導師。
暴翅（Blizzardwing）
白色斑駁的公貓，狐心的導師。冬青花和羽暴的伴侶，黑星、燧牙、蕨影、青苔掌、田鼠語和曙雲的父親。
蜥蜴紋（Lizardstripe）
黃眼睛、淡褐色的虎斑紋母貓，四條腿是白色的。職位是戰士，她是泥爪的伴侶，也是碎星的養母，她同時也是鼻涕蟲、鹿足和糾刺的母親，在她懷孕時，曾經和冬青花說過，她不喜歡被小貓困在育兒室裡的感覺。對於鋸皮（鋸星）和黃牙把還是小貓的碎星（小碎）丟給她照顧感到很不高興。
蕁斑（Nettlespot）
藍眼睛、有薑色斑點的白色母貓。蟾蜍躍的伴侶，雲皮和小微（病死的小母貓）的母親。
灰心（Ashheart）
藍眼睛的淡灰色母貓。蟾蜍躍的見習生。蛙尾和蠑螈斑的妹妹。
蛙尾（Frogtail）
暗灰色公貓。拱眼的見習生。灰心和蠑螈斑的哥哥。對碎星的生母是誰不感興趣。
蠑螈斑（Newtspeck）
黃色眼睛，黑色和薑色相間的母貓。小雲、濕足和棕掌的母親，蛙尾的妹妹，也是灰心的姐姐。冬青花的見習生。
鋸星（Raggedstar）
深褐色的虎斑紋公貓，長得很英俊，擁有一雙琥珀色的眼睛。曾經在第一集《荒野新生》中提及過在被碎星殺害前是影族的族長。戰士名是鋸皮（Raggedpelt）。伴侶是黃牙，也是碎星的父親，有兩個已經死去的小女兒小願、小希望。是蕨足的見習生，雲皮的導師。霍爾和羽暴的兒子，焦風的手足，青苔掌、田鼠語跟曙雲同母異父的哥哥，枯毛同父異母的哥哥。在《黃牙的祕密》裡出現的時候，和黃牙相愛，但是後來黃牙決定成為賢鬚的見習生之後，鋸皮（鋸星）對這件事感到十分憤怒。後來他和黃牙的感情分裂後，開始跟狐心走得很近，但是其實他依然愛著黃牙，就像鴉羽仍然愛著葉池一樣。在一場寵物貓入侵影族營地的戰爭中，因為霍爾一直在嘲笑他有一部分寵物貓血統而感到非常憤怒，親手殺死了自己的父親，並對此不以為然。
焦風（Scorchwind）
薑黃色虎斑公貓。鋸星的弟弟，父親是霍爾，母親是羽暴，田鼠語、青苔掌和曙雲同母異父的哥哥，枯毛同父異母的哥哥。對自己的生父是誰這件事並不感興趣。
花楸莓（Rowanberry）
奶油色加棕色的母貓，有一雙琥珀色眼珠。是亮花和蕨足的女兒，黃牙的同胞妹妹。導師是雀飛，見習生是燧牙。爪面的伴侶，煤毛和胖尾的母親。
果鬚（Nutwhisker）
琥珀色眼睛的棕色公貓。蕨足和亮花的兒子，黃牙的同胞弟弟。導師是琥珀葉，見習生是煤毛。
狐心（Foxheart）
薑黃色的母貓，身上的毛髮很光滑。剛出現在《黃牙的祕密》裡時還是小母貓小狐，後來成為了暴翅的見習生狐掌，最後得到了自己的戰士名。蟾蜍躍和池雲的女兒，狼步的同胞姊姊，爪面、夜星、雲皮和小微同父異母的姊姊（雲皮的母親是蕁斑），脾氣毛毛躁躁的，和黃牙互相看對方不順眼，喜歡鋸皮（鋸星），但是鋸星卻喜歡黃牙，讓她感到很生氣，後來在黃牙跟鋸星的感情分裂後，開始跟鋸星走得很近，後來被鋸星任命為副族長，不過許多影族的貓並不服氣，可見她在影族並不是很受歡迎，最後在攻擊大老鼠的戰役中被大老鼠咬死，她的靈魂曾經出現在焰尾的面前，並且被焰尾認出來。在外傳《藍星的預言》角色列表中被寫成毛色鮮豔的公貓。
狼步（Wolfstep）
灰色公貓。蟾蜍躍和池雲的兒子，狐心的同胞弟弟，爪面、夜星、雲皮和小微同父異母的哥哥。蕨影的伴侶，獾牙的父親，導師是亮花，見習生是糾刺。
雲皮（Cloudpelt）
藍眼睛的白色公貓。蟾蜍躍和蕁斑的兒子，小微的同胞弟弟，狐心、狼步、爪面、夜星同父異母的弟弟。導師是鋸星，見習生是鹿足。是鋸星的第二任副族長，但碎星為了當副族長而偽造風族盜獵的假證據，結果雲皮在派巡邏隊去教訓風族的戰爭中死去。
蕨影（Fernshade）
玳瑁色的母貓。是暴翅和冬青花的女兒，黑星和燧牙的姐姐。狼步的伴侶，獾牙的母親。在《星夜私語》裡和賢鬚責備黃牙。
燧牙（Flintfang）
灰色公貓，腳掌的毛很厚。暴翅和冬青花的兒子，手足是蕨影和黑星，花楸莓的見習生，獾牙的舅舅兼導師。在獾牙死前給了他戰士名。
鹿足（Deerfoot）
淺棕色公貓。蜥蜴紋和泥爪的兒子，手足是糾刺和鼻涕蟲，雲皮的見習生。在《黃牙的秘密》有寫到他很支持碎星，但在《虎爪的憤怒》他卻對碎星及他的爪牙感到不屑。
糾刺（Tangleburr）
棕灰相間的母貓。蜥蜴紋和泥爪的女兒，手足是鹿足和鼻涕蟲，狼步的見習生。是其中一隻跟著碎星離開的貓，在虎星企圖謀殺藍星的戰爭中也有幫忙攻擊雷族。後來在虎星被影族接納時又回去當影族貓。
獾牙（Badgerfang）
黑白相間的小公貓，臉上的條紋像獾。蕨影和狼步的兒子。燧牙的見習生，三個月大就開始受訓，死於影族驅逐風族的戰役。根據《守則解密》，「獾牙」這個名字是是獾牙一直想要的，因為他想跟燧牙一樣。
銀焰（Silverflame）
琥珀色眼睛，灰色和薑黃色相間的母貓。影族的長老，亮花的母親，黃牙、花楸莓、果鬚、小金盞花和小薄荷的祖母，碎星、煤毛、胖尾、小願、小希望的曾祖母，最後因為年紀太大而死了，連賢鬚都救不了她。
微鳥（Littlebird）
體型嬌小的薑黃色虎斑母貓。影族長老。後來成為被碎星放逐的長老之一。
蜥蜴牙（Lizardfang）
有一根勾狀牙齒的淺棕色公貓。影族長老。賜予碎星代表判斷的生命。
青苔掌（Mosspaw）
藍眼睛的棕白相間公貓。暴翅和羽暴的兒子，手足是田鼠掌和曙雲。碎星的見習生，是第一隻在碎星的強迫下成為見習生的小貓。在跟還是小貓的濕足和棕掌扭打時死去。
田鼠語（Volewhisper）
棕色小公貓。暴翅和羽暴的兒子，手足是青苔掌和曙雲。碎星的見習生。雖然《黃牙的秘密》記載其在一場跟大老鼠的戰鬥中死去，但於漫畫《Exile from ShadowClan》證實實際上是因為在跟大老鼠搏鬥時傷勢過重且碎星命令不幫他療傷，因此被鼻涕蟲暗中送到營地外長老們待的地方並謊稱其已死亡，在碎星被放逐後回歸影族。其戰士名於貓戰士官網譜族公佈。
小金盞花（Marigoldkit）
玳瑁色小母貓。亮花和蕨足的女兒，手足是小薄荷、黃牙、果鬚和花楸莓。在成為見習生前神秘的死亡，也導致黃牙被碎星驅逐。
小薄荷（Mintkit）
灰色小公貓。亮花和蕨足的兒子，手足是小金盞花、黃牙、果鬚和花楸莓，在成為見習生前神秘的死亡，也導致黃牙被碎星驅逐。

### 外傳：虎爪的憤怒
夜颯（Nightwhisper）
綠眼睛的棕色公貓。無賴貓時名叫莫格利（Mowgli），成為影族戰士後獲得戰士名-夜颯。
蘋果毛（Applefur）
有雙淡綠色眼睛的淺棕色母貓。

### 外傳：蛾飛的幻象
懸葉（Dangling Leaf）
橘色尾巴的黑色公貓。手足是暮鼻和影皮，父母是鴉星和柏枝。
暮鼻（Dusk Nose）
橘黑相間的玳瑁母貓。是懸葉和影皮的妹妹，鴉星和柏枝的女兒。在出生時因為腹腔內有水的關係而差點死掉，所幸蛾飛用斑皮救活小雨的方法將她救活。
影皮（Shade Pelt）
琥珀色眼睛，棕色花斑公貓。手足是暮鼻和懸葉，父母是鴉星和柏枝。
泡溪（Bubbling Stream）
藍眼睛，有黃色斑點的白色母貓。是藍鬚的姐姐，蛛掌和蜂蜜皮的妹妹，父母是彌迦和蛾飛。

### 外傳：虎心的陰影
尖塔望（Spiresight）
黃色眼睛，體型嬌小，骨瘦如柴的黑色公貓，以前是獨行貓。原名尖塔（Spire）。在《虎心的陰影》中原本打算加入影族，後來為了救出差點掉進河裡的小撲而掉進河裡淹死，死後由虎心（虎星）幫忙取戰士名。
熾火（Blazefire）
體型嬌小、琥珀色眼珠的黃白相間公貓。原名熾燄（Blaze）。導師是爆發石。在《虎心的陰影》中加入影族，以前是獨行貓。在《群龍無首》因光躍的鼓動而受傷斷腿
肉桂尾（Cinnamontail）
白色腳掌的棕色虎斑母貓。原名肉桂（Cinnamon）。在《虎心的陰影》中加入影族，以前是獨行貓。伴侶是板岩毛，生下四隻小貓。
蟻毛（Antfur）
棕黑相間斑點的公貓。原名螞蟻（Ant）。在《虎心的陰影》中加入影族，以前是獨行貓。在《靜默融雪》摔下樹死亡。

## 風族（Windclan）
由風星創立。
在首部曲時，風族的營地是位於森林邊緣的一個平坦草原。因為生活環境的關係，風族貓的速度和耐力居五大族之冠，所以當他們在獵捕主食—兔子時較另外三族有利。在火星剛加入雷族時，風族便因為影族的突襲而被逐出營地，但不久後便因為火星及灰紋的協助而順利返回營地。風族常常和影族及河族發生戰鬥，但經常落敗。雖然聽起來像是個虛弱的部族，但和雷族結盟後，風族便會發揮出讓人意想不到的戰力。
風族以及其他部族的領土在二部曲《新預言》中產生了極大的變化。當鴉羽其他三個部族的五隻貓兒一起出外聆聽預言時，風族的大部份領土因為「兩腳獸」的森林砍伐行為而被破壞殆盡。後來與其他部族跋山涉水，到達新的居住地：一片湖泊之後，選了一個和老家十分相似的環境—一片帶著少許沼澤的平坦山丘。由於兩腳獸的馬場距離他們的營地十分近，有時便會有狗兒迷路在原野中，甚至還會追逐風族的戰士。另外，因為地勢遼闊並且居於高處的原因，風族的視野相較以前進步了許多，同時也容易監視邊界的動靜。風族最具爭議的族長便為高星，雖說他帶領風族走過許多黑暗的時期，但他竟然在彌留之際，將風族原先的副族長—泥爪替換成自己的心腹—一星，差點引發了風族的內亂。
在三部曲《三力量》後，因為風族認為自己要自立自強，不再當雷族的傀儡，所以和雷族的裂縫逐漸加深。雖說一星和火星以前有著極深的友情，但一星在當上族長後，便和火星斷絕了友情。在第十六集《天蝕遮月》時，兩族間的衝突達到了最高峰。
風族目前已知的族長（依順序）：1.風星 2.金雀星 3.塵星 4.石星 5.榛星 6.羽星 7.鴿星 8.閑星 9.樺星 10.兔星 11.鴿星 12.燕星 13.楠星 14.高星 15.一星 16.兔星（現任）

### 首部曲
高星（Tallstar）
琥珀色眼睛的黑白花公貓，尾巴很長。是淺鳥和沙雀的兒子，小雀的哥哥，鷦飛、兔耳、鬃樹皮和飛尾同母異父的哥哥（羊毛尾的小貓）。從小就對地面上的事物而非地道有興趣，因此沙雀希望他當地道工的這件事給了他很大的壓力。老师是曙紋，見習生是晨花和死足。和尖鼠爪曾经是死对头。在沙雀因地道坍塌而死後，認為自己應該成為地道工以完成沙雀的心願，但卻因為楠星下令封鎖地道而再次受到打擊，並認為這一切都是麻雀的錯（因為他認為是麻雀要求沙雀一起進入危險的地道，但只有麻雀活著逃出）。想替父親報仇的意念再加上覺得自己不屬於風族，便離開去找麻雀報仇，也表示不會回來了。在旅途中遇到了寵物貓傑克，並跟他培養出深厚的友誼。後來想殺了麻雀，卻得知沙雀是為了救麻雀才死，而非麻雀丟下沙雀，才讓他放下了仇恨。後來在回去的路上發現風族才是自己的歸屬，並正式回到自己的家。在死前將副族長從泥爪換成一星，因而引起泥爪的不滿，導致泥爪在《星光指路》中發動叛變。戰士名是高尾（Talltail）。因为火星和灰紋曾把被影族赶跑的他们带了回来，对雷族非常感激，在位时间两族关系非常好。刚到新家湖区的时候已经虚弱不堪，不久便死去了，寿命很长。担心好斗的泥爪继位后会把雷风两族拉进战争中，死前撤除了他的副族長职位，改立一星为副族長。一星成为族長后担心将风族看出软弱的象征，也没有把握住和平，硬化了与雷族之间的关系，曾两次发动战争。高星希望边界和平的心声仍旧是难以实现的。
九條命分別由鼴鼠、淺鳥、小雀、蛾飛、楠星、羊毛尾、曙紋、尖鼠爪和沙雀給予。
吠臉（Barkface）
暗棕色的公猫，黃色眼睛，尾巴奇短。個性非常溫柔。母亲是蕨翅，父亲是红爪，同窝手足是尖鼠爪，鹰心的見習生，高星的朋友，隼翔的导师。年紀比高星還大，是最年長的巫醫。在第二集《烈火寒冰》中以巫医的身分出场，在火星和灰紋带领风族回营时，曾预知当天将发生不必要的死亡事件，后来成真——被河族巡逻队误解为雷风联盟偷袭在峡谷处发生了战斗，河族戰士白爪不慎掉入了深谷，死了。但是不管发生什么事情，吠臉总是坚守着自己身为巫医的责任及职责。也是一只很长寿的猫。在《拂晓之光》和《第四見習生》之间因年紀太大而去世的，一星曾在《第四見習生》初提到。
灰足（Ashfoot）
灰色的母猫，眼睛清澈无瑕。小鷹、鴉羽的母亲，死足的伴侶，她是晨花的同窩手足，高星同母異父妹妹鷦飛和雄鹿躍的女兒。是風族第一任族長風星的後代。以猫后的身分首次出现在第二集《烈火寒冰》中，抱怨老鼠像腐肉一般难吃。直到高星去世而一星继承其位后，成为新的副族長。即便风族和雷族关系不再如前，她依然对雷族猫比较友好。在外傳《棘星的風暴》中得知灰足在《最後希望》的大決戰中，戰死於風族營地保衛戰，而灰足也是四族當中唯一陣亡的副族長。死後靈魂並沒有馬上去星族，而是變成幽靈在活著的世界徘徊。
鴉毛（Crowfur）
黑色的公猫。以长老的身份出现在第三集《祕密之森》的大集会上抱怨年轻猫不知好歹。对火星的身世（宠物猫出身）也有着诸多抱怨。不过就斑皮所说，鸦毛是个“连星族也可以挑毛病”的苛薄鬼。
金雀掌（Gorsepaw）
薑色及白色相間的公貓，有雙琥珀色的眼睛。以小貓的身份初次出現在第二集《烈火寒冰》中，不久後晉升為見習生，是晨花的孩子。曾在小時候一起和族貓們已起加入返回風族營地的旅程，並且在旅程中和火星共處過大多數的時間。不久後成為一星的見習生，並和火星建立了良好的友誼。但在第六集《黑暗時刻》中，金雀掌被虎星做為警告風族的手段而慘遭殺害。在他死後，一星(一鬚)曾和火星(火心)悲傷的傾訴，懊惱自己無法讓金雀掌成為一名真正的戰士。
晨花（Morningflower）
琥珀色眼睛、玳瑁色的母貓。最先以戰士及貓后的身分出現在第二集《寒冰烈火》中。在風族回到營地的旅程中，因為火星主動照顧她的兒子—金雀掌的緣故，故和火星建立起良好的關係。在戰鬥時，亦不曾傷害過火星。在第六集《黑暗時刻》中，由於金雀掌的死，使她在對抗血族的戰役時，變的凶猛異常。在二部曲開始不久後成為長老。是高星的見習生，金雀掌的母親。灰足和一星的姐姐，母親鷦飛是高星同母異父的妹妹，父親是雄鹿躍。
裂耳（Tornear）
黃眼睛、結實的灰色虎斑公貓。以戰士的身份初次出現在第四集《風暴將臨》中。常常和泥爪一起結伴巡邏，並毫不猶豫的攻擊侵入領土的其他族貓，特別是和風族關係良好的雷族貓。在《風暴將臨》中，便是因為阻擋藍星去高岩山，所以成為藍星不再信任星族，還對星族宣戰的罪魁禍首之一。在第六集《黑暗時刻》中，曾當面在火星面前說過，火星將成為一位好族長，但在其後的書中，裂耳卻對火星卻展現了充分的厭惡。是流溪、褐毛、鶚鬚及兔星的導師，風族的長老。在《最後希望》中保護風族營地而戰死。他和泥爪是兄弟，父母是尖鼠爪和麥桿。
網足（Webfoot）
黃眼睛的暗灰色虎斑公猫。以見習生“網掌”的身分首次出现在第四集《風暴將臨》中。曾阻止火星一行办完事从高沼地回去，被火星的見習生雲尾痛打一顿。是泥爪的見習生，常常和泥爪及裂耳同巡逻。和導師一樣，常常攻击侵入风族领土的其他族猫，对泥爪唯命是从。他是鼬毛的导师，风族的长老，还是个挺讨厌的刺儿头。高星死后反对一星当族长，泥爪被倒下的树打死后又反驳族猫的戏弄，说他已经忠于一星。在《最後希望》的大決戰中死亡。
死足（Deadfoot）
綠眼睛、一隻腳扭曲的黑色公貓。高星的副族長，因不明原因死亡。是胡桃鼻和草滑的兒子，鴿飛和栗光的兄弟，原本叫小跳（Hopkit），因為腳受傷，所以楠星把他的名字改叫死掌，但他表示不介意。與灰足生下鴉羽和三隻小貓。高星的見習生，一星的導師。
一星（Onestar）
淺棕色公虎斑猫，眼睛是琥珀色的。是鷦飛和雄鹿躍的儿子，灰足和晨花不同窩的弟弟，白尾和金雀掌的導師。與白尾生下石楠尾和小颶兩個女兒。戰士名是一鬚（Onewhisker）。曾经是一隻非常友好、温和的猫，年轻又活力盎然，火星有难必帮，但當上族長後卻對火星十分冷淡。高星死前毫无征兆地任命他为下一任族长的时候吓得不轻，在火星的帮助下将他扶持上风族族长的位置。这时候的一星还没有领取九命，仍然显得脆弱淡薄，泥爪的势力还在，而且族里的反对的声音也没有断过。这时泥爪欲图篡位，他勾结在风族的党羽，甚至还有河族的鹰霜和一些影族的猫，雷族误撞上了这只袭击队伍，赶跑了他们，泥爪也被大树砸死。这时候吠臉才放心地带一星去月池——但是他非常不安，他担心得不到星族的认可。然而他成功领取九命回来后却变得自负起来，为了表示风族已经足够强大，不再需要其他族群的帮助而斩断了和雷族友好的關係，和火星的友谊也愈渐消失。曾在《黄昏战争》派出队伍抱着“还人情”的心理以及对曾经朋友的最后牵挂帮雷族赶走了獾群。在《雷電暗影》中因暗尾的襲擊導致喪失一條命及荊豆皮戰死，所以拒絕給影族兜蘚，間接導致惡棍貓掌權和無辜病貓病死。在《破碎天空》開頭跟著四大族攻擊“大家庭”，卻因為暗尾的恐嚇而撤退，也導致那場戰役大失敗，甚至在事後封鎖風族邊界。後來他才提到曾喜歡寵物貓煙兒並且和她生下暗尾，但因為拒絕他們加入風族而讓煙兒開始恨他，並讓暗尾憎恨部族貓。那場戰役中他沒有殺了暗尾也是因爲怕自己要是這麼做就會在死後加入黑暗森林。最後為了挽救錯誤而和暗尾一起淹死於湖中。
九條命分別由高星、雄鹿躍、鷦飛、栗光、灌木掌、風星、金雀星、金雀掌和泥爪給予。
泥爪（Mudclaw）
结实、轻盈，斑驳棕色皮毛的公猫，牙齿锋利且有些泛黄，眼睛是琥珀色的。是尖鼠爪和麥桿的兒子，裂耳的手足，與一星為表兄弟的關係。曾经是风族的副族長，是灌木掌、網足和鴉羽的導師。冲动又好战，脾气暴躁，十分傲慢。被高星突然莫名其妙地取消职位后十分不满，勾结党羽想篡位，不料撞上了一群雷族猫，逃跑的过程中被雷电劈倒在地的大树砸死了。但是星族似乎原谅了泥爪的行为，也能理解他为什么如此疯狂，他死後仍然行走在星族的天空。
白尾（Whitetail）
嬌小的白色母貓。栗光的女兒，導師為自己的伴侶一星，育有石楠尾和小颶兩個女兒。風皮的導師。第四部曲時跟著鴿翅、獅焰、虎心、蟾蜍足、花瓣毛、漣尾和莎草鬚一起去探討上流河川堵塞的原因。後來成為長老，因不明原因死亡。
流溪（Runningbrook）
淡灰色的虎斑母貓。導師是裂耳。在兩腳獸入侵森林的期間誤食有毒的兔子而死。
褐毛（Tawnyfur）
金棕色母貓。導師是裂耳。

### 二部曲：新預言
鴉羽（Crowfeather）
有著藍色雙眼的黑灰色公貓，身材纖細。是在《午夜追蹤》時一同去尋找午夜的六貓之一。一開始是以鴉掌的身分出現，原本脾氣暴躁，後來和羽尾相愛，稍微敞開了心胸。在《新月危機》裡，羽尾不幸去世，鴉羽便悲痛萬分，往後一直因為這個原因而對其他貓兒視若無睹。「鴉羽」這個名字便是在自己的戰士命名儀式時，他主動要求高星，為了紀念羽尾所取的。後來在 星光指路 中愛上葉池，彼此相愛，還曾經私奔。結果卻因為雷族被獾群襲擊，與葉池一同返回雷族營地。葉池後來發現自己懷了鴉羽的孩子，但由於她選擇不告訴鴉羽，所以鴉羽一直不知道冬青葉、松鴉羽、獅焰是他的孩子。返回各自部族後的大集會，他和葉池說過最好不要再見面，雖然鴉羽一直表現的很冷靜，但是彼此都因為愛著對方而都悲痛萬分。後來他回到風族，為了表示效忠風族而和夜雲成了伴侶，但他對夜雲卻是沒有任何感情的。他和葉池現在對彼此都表現得非常冷淡，但其實兩隻貓兒仍然深愛著對方。在《拂曉之光》時得知冬青葉、松鴉羽和獅焰是他的小孩，當冬青葉在大集會時當著眾貓面前說出他們是鴉羽的孩子時，否定與葉池和他們三姊弟的關係。他和夜雲育有一個孩子風皮，但鴉羽卻因愛著葉池的關係而排斥風皮。在《鴉羽的試煉》中跟風皮、夜雲和獅焰和好。葉池和夜雲的伴侶，冬青葉、獅焰、松鴉羽和風皮的父親。導師是泥爪，見習生是石楠尾、羽皮和蕨紋。父母是死足和灰足。小鷹不同窩的弟弟，有兩個同窩手足。在《火星的追尋》出生。是兔星的第一任副族長。
是風族第一任族長風星的後代。
夜雲（Nightcloud）
琥珀色眼睛的黑色母貓。鴉羽的伴侶，風皮的母親。在《預視力量》中和她的孩子風皮一起出現。她和鴉羽的關係有些疏遠冷淡，她愛著鴉羽，但鴉羽對她幾乎沒有任何感情。夜雲十分明白鴉羽過去和葉池的關係，且對鴉羽對葉池不間斷的感情十分嫉妒，即便葉池是別族的巫醫，永遠無法和鴉羽在一起。鴉羽將伴侶夜雲視為一個必需品，用來證明自己對風族的忠誠。夜雲十分疼愛自己的兒子風皮，且對鴉羽缺少對風皮的關愛而感到生氣。《拂曉之光》時，當冬青葉說出鴉羽和葉池的關係與他們三姊弟是鴉羽的孩子時，夜雲感到非常憤怒。見習生是呼鬚和斑翅。於九部曲退休成為長老。
金雀尾（Gorsetail）
褐色公貓。跟三部曲後出現的金雀尾不是同一隻。在第九集《重現家園》時，曾被兩腳獸囚禁過。
知更翅（Robinwing）
藍眼睛的淺棕色母貓。只出現在《重現家園》的人物表。見習生是薊掌。
橡鬚（Oatwhisker）
乳棕色公猫。風族長老。只出現在《重現家園》的人物表。
燈芯草尾（Rushtail）
乳棕色公猫。風族長老。
暗足（Darkfoot）
暗灰色公猫，一隻腳掌是棕色的。風族長老。葉池曾經來幫他看病。
薊（Thistlepaw）
外貌和性別不明的見習生。導師是知更翅。只出現在《重現家園》的人物表。

### 三部曲：三力量
風皮（Breezepelt）
琥珀色眼睛的黑色公貓。鴉羽和夜雲的兒子，有兩個死去的同窩手足。導師是白尾，見習生是礫毛。他是隻強壯的風族戰士，首次以見習生的身份出現在《預視力量》中。他時常做出不機智的評論，而且會毫不畏懼地表達自己的反面意見，他曾在危機發生時顯露出自己的恐慌，然後又開始為自己爭辯。儘管他性情乖戾，他也懂得在些許重要場合配合別人，拋棄他那不友善的態度，並在被指派任務時表示善意。在《驅逐之戰》中，他和他的父親鴉羽以及其他族的貓到急水部落去幫助他們打敗入侵者。鴉羽在風皮有了好表現後小小稱讚了他一下，從這件事可以發現風皮誤入歧途的舉止起源於缺少鴉羽的支持；而鴉羽之所以會排斥風皮，是因為他仍然愛著葉池。風皮是冬青葉、松鴉羽和獅焰的同父異母手足。但他和鴉羽不喜歡彼此，貌似很呵护自己的母亲-夜雲，在《星夜私语》中为了一只死獵物和狮焰打了起来，同时他父亲鴉羽和葉池也杠上了，夜雲想阻止鴉羽和葉池的时候，鴉羽吼了夜云，但是风皮反而吼向他的父亲：“别想动我母亲一根汗毛！”後來與石楠尾成為一對，有了煙雲霧、斑翅、木歌和蘋果光四個女兒。在《第四見習生》中他被黑暗森林所吸收訓練。在《最後希望》被父親鴉羽驅逐。在《鴉羽的試煉》中和鴉羽及獅焰和好，並重新獲得族貓的信任。
因為其祖父死足和石楠尾的外祖母栗光是手足的關係，所以風皮和石楠尾有血緣關係。
石楠尾（Heathertail）
漂亮、舉止優雅的淺棕色風族母貓，有著令人驚嘆的石楠色的藍眼睛。一星和白尾的女兒，有個死去的同胞姊妹小颶。在《預視力量》和《洶湧暗河》中，石楠尾和獅焰有著十分親密的關係，兩隻貓甚至有著在長大後成為伴侶的構想。石楠尾曾經發現一條在雷族和風族領域之間的隧道，並將這個訊息告訴獅焰，兩隻貓便開始在隧道中祕密約會，假裝他們是虛構貓族「暗族（DarkClan）」的成員，石楠尾更是暗族族長石楠星(Heatherstar)。這些祕密約會對兩隻貓的族群生活造成損害，而且當獅焰告訴石楠尾彼此應該將各自的部族擺在第一位，他們倆的姻緣不會長久時，讓石楠尾甚為悲傷。《天蝕遮月》時，她和獅焰的關係進一步地緊張起來，因為當雷風兩族交戰時，石楠尾並沒有將隧道的事洩露給其他風族貓，是金雀尾的小貓小莎草（莎草鬚）洩漏了祕密，但卻受到了獅焰的誤會和譴責。石楠尾否認自己洩露祕密，但獅焰絲毫不相信她，並誓言永遠做她的敵人，粉碎了兩隻貓曾有的情誼。獅焰似乎意識到了自己的過錯，但當他企圖向石楠尾道歉時，石楠尾十分唐突並草率地表示，自己不希望接近獅焰。後來她跟風皮成為伴侶，生下了煙雲霧、斑翅、木歌和蘋果光四個女兒，很巧的是，木歌和蘋果光導師都是她們的姊姊。導師是鴉羽，見習生是荊豆皮。而在《天蝕遮月》時發生的事件前，鴉羽似乎一直嘗試阻止石楠尾步入自己的後塵。在《暗影之蔽》失去了長女煙雲霧。
因為其外祖母栗光和風皮的祖父死足是手足的關係，所以風皮和石楠尾有血緣關係。
金雀尾（Gorsetail）
藍眼睛，淺灰色和白色相間的母貓。跟《重現家園》裡被囚禁的金雀尾不是同一隻。以戰士及貓后的身分出現在第十三集《預視力量》中，名字被寫成豆尾。伴侶是河族的櫸毛，莎草鬚、燕尾、薊心的母親。在夜雲失蹤期間擔任呼鬚的導師。於七部曲退休成為長老。
鼬毛（Weaselfur）
腳爪白色的薑黃色公貓。導師是網足。鶚鬚的手足。
隼翔（Kestrelflight） 
帶有像隼鳥羽毛的白色斑點的雜灰色公貓，在四部曲《第四見習生》中成為風族的正式巫醫。導師為吠臉。在《雷電暗影》中很想給水塘光兜蘚，但礙於一星的命令作罷，在兔星的計畫及星族的同意下給予水塘光兜蘚。於《迷霧之光》末收了哨風當見習生。
兔星（Harestar）
棕白相間的公貓，裂耳的見習生，微足的導師。戰士名是兔躍（Harespring）。曾經被黑暗森林訓練，但並沒有背叛部族，並且在戰後成為了風族的副族長。在《雷電暗影》中和隼翔違抗一星的命令，給予水塘光兜蘚，並且認為不該拿疾病懲罰影族。在《暗影之蔽》被獅焰殺死，失去了一條命。
鶚鬚（Owlwhisker）
淺棕色的公虎班貓。鼬毛的手足。裂耳的見習生，鬚鼻的導師。在《最後希望》中的風族營地防衛戰中陣亡。
葉尾（Leaftail）
琥珀色眼睛的暗薑黃色虎斑公貓。薊心和燕麥爪的導師。
燼足（Emberfoot）
琥珀色眼睛、有兩隻暗灰色腳掌的灰色公貓。莎草鬚的伴侶，雲雀翅、羽皮的父親。陽擊和煙雲霧的導師。
蟻皮（Antpelt）
琥珀色眼睛、一隻耳朵是黑色的棕色公貓。被黑暗森林訓練。在《月亮蹤跡》因薊爪挑釁他而跟他打起來，卻被薊爪打到重傷，幾天後就死了。死後成為黑暗森林的戰士，後來在《失落戰士》跟藤池打鬥，魂魄毀於她的爪下。藤池相信自己幫了他，因為她不希望蟻皮被逼著去攻擊前族貓。
柳爪（Willowclaw）
灰色母貓。燕尾的導師。
露珠（Dewspots）
身上有斑駁的灰色虎斑母貓。莎草鬚的導師。

### 四部曲：星預兆
莎草鬚（Sedgewhisker）
淺棕色虎斑母貓。手足是燕尾和薊心，母親是金雀尾，父親是櫸毛，所以有河族血統。在《洶湧暗河》時，曾和薊心和燕尾跑進下水道，最後被冬青葉、獅焰、松鴉羽、石楠尾和風皮救起。在四部曲《第四見習生》中跟著鴿翅、獅焰、虎心、蟾蜍足、花瓣毛、漣尾和白尾一起去尋找河流堵塞的原因。鴿翅曾來風族找過她。導師是露珠。燼足的伴侶，雲雀翅、羽皮、絲掌、茸掌的母親。
燕尾（Swallowtail）
暗灰色母貓。手足是莎草鬚和薊心，母親是金雀尾，父親是櫸毛，所以有河族血統。在《洶湧暗河》時，曾和莎草鬚和薊心跑進下水道，最後被冬青葉、獅焰、松鴉羽、石楠尾和風皮救起。導師是柳爪。已在《最後希望》的大決戰中陣亡。
陽擊（Sunstrike）
玳瑁色母貓，額頭有一大塊白色印記。導師是燼足。曾被黑暗森林訓練。已在《最後希望》的大決戰中陣亡。
鬚鼻（Whiskernose）
淺棕色公貓。鶚鬚的見習生。在《鴉羽的試煉》證實其也曾在黑暗森林受訓，且因為在大戰役中受了傷而成為長老。
荊豆皮（Furzepelt）
灰白相間的母貓。石楠尾的見習生。曾被黑暗森林訓練，但並沒有背叛部族。雲雀翅的導師。在《雷電暗影》巡邏時被暗尾的惡棍貓群襲擊，頭撞到一顆尖銳的石頭而死。
礫毛（Boulderfur）
體型龐大的淺灰色公貓。風皮的見習生。已在《最後希望》的大決戰中陣亡。
薊心（Thistleheart）
白色的長毛母貓。媽媽是金雀尾，爸爸是櫸毛，手足是莎草鬚和燕尾，有河族血統。在《洶湧暗河》時，曾和莎草鬚和燕尾跑進下水道，最後被冬青葉、獅焰、松鴉羽、石楠尾和風皮救起。導師是葉尾。已在《最後希望》的大決戰中陣亡。

### 五部曲：部族誕生
灰翅（Gray Wing）
毛色光滑的深灰色公貓，金黃色眼睛。是靜雨的二兒子，天星、鋸峰和翩鳥的兄弟。是離開山區尋找新家園的其中一隻貓。一開始並不打算離開山區，但後來為了去找擅自去追探險隊的鋸鋒也離開了。一直到《分裂森林》都還隸屬影星的貓營，但在後來考量到自己的身體狀況及認為自己在松樹林裡已不被需要，所以加入風星的貓營。曾經喜歡獨行貓風暴，在天星拋棄自己與風暴的兒子雷星時幫忙撫養雷星長大，也曾經幫龜尾撫養梟星、礫心、麻雀星長大。伴侶是龜尾和灰板岩，和灰板岩生下銀紋、黑耳和白尾。死於肺部感染。死前想出“部族”這個名稱，並為風星的貓營和天星的貓營命名為風族和天族。
風星（Windstar）
體態輕盈，身形修長，黃眼睛的棕色虎斑母貓，速度很快。金雀星的伴侶，小燼、晨鬚、蛾飛、塵鼻的母親。本名風兒（Wind）。個性急躁、易怒，對自己人一向很嚴格。在高山貓來到舊森林時對他們的態度並非友善，不過卻漸漸跟他們產生良好的關係，有時也會互相幫助。在《迅雷崛起》加入了高地貓的陣容，並改名叫風奔（Wind Runner）。儘管她積極且勇敢，她在將自己的地位提升的很高時的行為卻讓灰翅及某些貓不是很滿意。曾在小燼死亡時哀傷了一陣子，且在晨鬚死後離開了高地貓營，在四喬木附近建立了屬於自己的貓營。
八條命分別由灰翅、花瓣、龜尾、枝葉、柳尾、晨鬚、小燼和半月所給予。
金雀星（Gorsestar）
綠眼睛，很瘦的灰色虎斑公貓，尾巴長，頭上的毛髮突出。風族第二代族長，也是風星的伴侶，小燼、晨鬚、蛾飛、塵鼻的父親。本名金雀花（Gorse），後改名為金雀毛（Gorse Fur）。總是對自己的伴侶忠心，有時也會因此做出不明智判斷。
鋸峰（Jagged Peak）
體型嬌小的灰色虎斑公貓，藍眼睛。靜雨的小兒子，天星、灰翅和翩鳥的弟弟。是離開山區尋找新家園的其中一隻貓。原本靜雨因為他年紀還小而不希望他離開，但在後卻擅自去追探險隊。在《太陽之路》中跟天星一起去了森林住，沒想到卻在不久後從樹上摔下來，導致跛腳，跛腳後一直很自卑，但有了伴侶後逐漸走出陰霾甚至驕傲自大了起來。伴侶是冬青，暴皮、露鼻和鷹羽的父親。
冬青（Holly）
綠眼睛的黑色母貓，有濃密且倒豎的毛髮。在大戰役結束後高地貓回家的路上加入了他們。隨後跟鋸峰結為伴侶，並懷了他的孩子。也因為她，鋸峰才能找回自己的自信。暴皮、露鼻和鷹羽的母親。
灰板岩（Slate）
厚毛、琥珀色眼睛的暗灰色母貓。是第一隻加入風星的新陣容的貓。灰翅的新伴侶，銀紋、黑耳和白尾的母親。
蛾飛（Moth Flight）
毛髮雪白的母貓，淺綠色眼睛。金雀星和風星的女兒，小燼、晨鬚、塵鼻的姐姐。因為有「注意力缺失症」的緣故，使她在很多重要場合都無法有好表現，讓很多貓對她有反感，就連灰翅也對她發飆過。風族第一任巫醫，發現月亮石。伴侶是彌迦，蜂蜜皮、藍鬚、泡溪和蛛掌的母親。
塵鼻（Dust Muzzle）
琥珀色眼睛的灰色虎斑公貓。金雀星和風星的兒子，蛾飛的弟弟，也是小燼、晨鬚的哥哥。
暴皮（Storm Pelt）
藍眼睛的雜灰色公貓。手足是鷹羽和露鼻，父母是鋸峰和冬青。
鷹羽（Eagle Feather）
黃眼睛的棕色公貓。是暴皮和露鼻的哥哥，父母是鋸峰和冬青。
露鼻（Dew Nose）
黃眼睛的棕色虎斑母貓，有黑色斑紋，白色鼻頭和尾端。哥哥是鷹羽和暴皮，父母是鋸峰和冬青。
蘆尾（Reed Tail）
銀色虎斑公貓。原名蘆葦（Reed），伴侶是迅鯉，有著淵博的藥草知識。
迅鯉（Swift Minnow）
灰白相間的母貓。原名曉鯉（Minnow），伴侶是蘆尾。
蕨葉草（Fern Leaf）
綠眼睛的黑色母貓，身上有多處傷疤。原名蕨葉（Fern），原是斜疤陣營的貓，被指派去監視影星貓營的舉動，被灰翅說服後決定幫忙灰翅反抗斜疤。是山毛櫸的姐姐。
斑毛（Spotted Fur）
琥珀色眼睛的金棕色花斑公貓。灰板岩還是惡棍貓的時候，其母親曾跟她一起狩獵過，後來當斑毛的母親和手足移居時因想要加入高地貓而留了下來。喜歡蛾飛。
柳尾（Willow Tail）
藍眼睛的淺棕色虎斑母貓。青蛙的姐姐。山毛櫸的朋友。原名柳樹（Willow），原是斜疤陣營的貓，受不了斜疤的行為後加入風星的貓營，卻因狗群事件對紅爪懷恨在心，利用風星報私仇，被天星抓瞎雙眼後死去。
銀紋（Silver Stripe）
藍眼睛的淺灰色虎斑母貓。白尾和黑耳的姐姐，父母是灰翅和灰板岩。是雷族的命名者。
白尾（White Tail）
琥珀色眼睛的深灰色公貓，有白色斑塊。手足是銀紋和黑耳，父母是灰翅和灰板岩。是影族的命名者。
黑耳（Black Ear）
琥珀色眼睛的黑白花公貓。哥哥姐姐是白尾和銀紋，父母是灰翅和灰板岩。是河族的命名者。後來似乎成為了蛾飛的見習生。

### 六部曲：幽暗異象
雲雀翅（Larkwing）
淺棕色虎斑母貓。是燼足和莎草鬚的女兒，羽皮、茸掌和絲掌的姐姐。曾在黑暗森林訓練。導師是荊豆皮，伴侶不明，澗漪和紋心的母親。
伏足（Crouchfoot）
薑黃色公貓。跟雲雀翅是同期的見習生。導師是金雀尾。
微足（Slightfoot）
黑色公貓，胸口有一撮白毛。兔星的見習生。
羽皮（Featherpelt）
灰色虎斑母貓。是燼足和莎草鬚的女兒，雲雀翅的妹妹。導師是鴉羽。燕麥爪的伴侶，歌躍、振足和哨風的母親，後又生下枝躍、草毛和葉捲。
燕麥爪（Oatclaw）
淺棕色虎斑公貓。導師是葉尾。羽皮的伴侶，歌躍、振足、哨風、枝躍、草毛和葉捲的父親。
呼鬚（Hootwhisker）
深灰色公貓。導師是夜雲和金雀尾。
蕨紋（Fernstripe）
灰色虎斑母貓。導師是鴉羽。後加入雷族和殼毛結為伴侶。
煙雲霧（Smokehaze）
灰色母貓。風皮和石楠尾的女兒，斑翅的手足。導師是燼足。見習生是木歌，在木歌還沒晉升為戰士前便戰死，靈魂被灰毛囚禁於黑暗森林。
斑翅（Brindlewing）
雜棕色母貓。風皮和石楠尾的女兒，煙雲霧的手足。導師是夜雲。

### 七部曲：破滅守則
木歌（Woodsong）
棕色母貓。風皮和石楠尾的第二胎的其中一隻。導師原是煙雲霧，但在她死亡後導師變成葉尾。
蘋果光（Appleshine）
黃色虎斑母貓。風皮和石楠尾的第二胎的其中一隻。導師是斑翅，振足的伴侶，生下小窸窣和小抻。
歌躍（Songleap）
玳瑁色母貓。燕麥爪和羽皮的孩子。導師是伏足。
振足（Flutterfoot）
棕白相間的公貓。燕麥爪和羽皮的孩子。導師是莎草鬚，蘋果光的伴侶，小窸窣和小抻的父親。
哨風（Whistlebreeze）
灰色虎斑母貓。燕麥爪和羽皮的孩子。原導師是呼鬚，後來改當巫醫見習生。霜曙的好朋友。

### 八部曲：無星氏族
澗漪（Brookripple）
黑白相間的公貓。雲雀翅的兒子，紋心的哥哥。
紋心（Stripeheart）
灰色虎斑公貓。雲雀翅的兒子，澗漪的弟弟。
枝躍（Branchleap）
白色公貓。燕麥爪和羽皮的兒子，哨風、振足和歌躍的弟弟，草毛和葉捲的兄弟。
草毛（Grassfur）
紅褐色母貓。燕麥爪和羽皮的女兒，哨風、振足和歌躍的妹妹，枝躍和葉捲的姐妹。
葉捲（Leafcurl）
幾乎全白的母貓，身側和一耳上帶有些許暗灰色斑點。燕麥爪和羽皮的女兒，哨風、振足和歌躍的妹妹，草毛和枝躍的姐妹。
絲掌（Silkypaw）
灰色長毛公貓，燼足和莎草鬚的兒子，雲雀翅和羽皮的弟弟，茸掌的兄弟，歌躍的見習生。
茸掌（Fluffpaw）
皮毛蓬松的淺棕色公貓。燼足和莎草鬚的兒子，雲雀翅和羽皮的弟弟，絲掌的兄弟，呼鬚的見習生。
小抻（Stretchkit）
棕色虎斑母貓，臉上有著白色印記。振足和蘋果光的女兒，小窸窣的姐妹。
小窸窣（Rustlekit）
棕色尾巴的白色公貓。振足和蘋果光的兒子，小抻的兄弟。

### 外傳：高星的復仇
楠星（Heatherstar）
蓝色眼睛的粉灰色母猫。是風族族長，副族長是荊豆足、蘆葦羽、高星。在領取九條命時被風族的第一任巫醫蛾飛告知日後一名戰士的出走，即使在那時她並不相信有戰士會離開，但在後來才了解到那隻貓就是高星。她表示會讓高星離開的用意就是要讓他暸解自己的歸屬，而他也做到了。最後因綠咳症而喪失了最後一條命。
蘆葦羽（Reedfeather）
淺棕色虎斑公貓，有雙琥珀色的眼睛。風族副族長，和河族的憩尾生下灰池和柳風。在外傳《曲星的承諾》中，曾想把灰池和柳風帶回風族，之後被河族搶回。在《高星的復仇》提到他肩膀受傷，似乎是這樣才讓高星成為副族長。
鷹心（Hawkheart）
黃眼睛的灰色公貓，身上有些暗棕色的毛。風族巫醫，導師叫蔥爪。吠臉的導師。以前是戰士，後來轉任巫醫。在雷族偷襲風族的戰役中為了保護藥草庫而殺死月花，讓藍星對他有很深的恨。對鵝羽才四個月大就成為巫醫見習生這件事很不滿意。
紅爪（Redclaw）
暗薑黃色公貓。是高地跑者。蕨翅的伴侶，尖鼠爪和吠臉的父親。
羊毛尾（Woollytail）
毛色灰白相間的公貓，眼睛是亮黃色的。曾經是地道工，淺鳥的第二個伴侶，是鷦飛、鬃樹皮、兔耳和飛尾的父親。
沙雀（Sandgorse）
琥珀色眼睛的淺薑黃色公貓。曾是地道工，在一次地道坍塌時死去，淺鳥的第一個伴侶，高星和小雀的父親。
霧鼠（Mistmouse）
淺棕色的虎斑母貓。兔飛的伴侶，是地道工，母鹿春、雄鹿躍和麥桿的母親。
兔飛（Hareflight）
淺棕色公貓。尖鼠爪的導師。霧鼠的伴侶，是高地跑者，母鹿春、雄鹿躍和麥桿的父親。
雲跑（Cloudrunner）
淺灰色公貓，有雙藍眼睛。是高地跑者，見習生為雄鹿躍。
雲雀點（Larksplash）
玳瑁色和白色相間的母貓。是高地跑者，見習生為麥桿和灰足。
蘋果曙（Appledawn）
毛色玫瑰白的母貓。是高地跑者。
曙紋（Dawnstripe）
淺金色虎斑母貓，有奶油色的條紋。是高地跑者，也是高星的導師。
楊秋（Aspenfall）
毛色灰白相間的公貓。是高地跑者，見習生為母鹿躍。
胡桃鼻（Hickorynose）
棕色公貓。是地道工，草滑的伴侶，死足、鴿飛、栗光的父親。
梅爪（Plumclaw）
深灰色母貓，是地道工。
淺鳥（Palebird）
黑白相間的母貓。以前是地道工。沙雀和羊毛尾的伴侶，高星、小雀、飛尾、兔耳、鬃樹皮和鷦飛的母親，晨花、灰足、一星的祖母。
草滑（Meadowslip）
琥珀色眼睛的灰色母貓。胡桃鼻的伴侶，死足、栗光、鴿飛的母親。
蕨翅（Brackenwing）
淺薑黃色母貓。紅爪的伴侶，尖鼠爪和吠臉的母親。在一場影族攻擊風族的戰役中死去。
雄鹿躍（Stagleap）
深棕色公貓，琥珀色眼睛。兔飛和霧鼠的兒子，母鹿春和麥桿的哥哥。導師是雲跑，見習生為栗光。鷦飛的伴侶，一星、灰足和晨花的父親。在兩腳獸入侵森林的期間遭大老鼠毀容，後感染死亡。
母鹿春（Doespring）
淺棕色母貓。兔飛和霧鼠的女兒，雄鹿躍和麥桿的姊妹。導師是楊秋，見習生為鴿飛。
麥桿（Ryestalk）
灰色虎斑母貓，有柔軟的毛和琥珀色眼睛。兔飛和霧鼠的女兒，雄鹿躍和母鹿春的姊妹。導師是雲雀點。尖鼠爪的伴侶，泥爪和裂耳的母親，在懷孕時受到無微不至的照顧。
尖鼠爪（Shrewclaw）
暗棕色公貓，黃眼睛。紅爪和蕨翅的兒子，吠臉的哥哥。導師是兔飛。是高星從小的死對頭，因爲他的父母都是地道工的關係而瞧不起他，還會用有「蟲」字的名字稱呼他，尤其是在蕨翅死後更厭惡他。不過在高星成為戰士後他們之間的關係有稍微改善。後來在一場影族攻打風族的戰役中重傷死去。是麥桿的伴侶，亦是泥爪和裂耳的父親。
白莓（Whiteberry）
體型嬌小的純白色公貓。風族長老，以前是地道工。
燄皮（Flamepelt）
暗薑黃色公貓。風族長老，以前是地道工。
百合鬚（Lilywhisker）
琥珀色眼睛的淺棕色母貓。以前是地道工，但後來因被倒塌的隧道壓斷一條後腿而提前退休成為長老。
亂足（Flailfoot）
黃眼睛、有口臭的黑色公貓。風族長老，以前是地道工。
鴿飛（Pigeonflight）
暗灰色公貓，身上有白色斑駁。胡桃鼻和草滑的兒子，死足和栗光的兄弟。導師是母鹿春。
栗光（Sorrelshine）
棕灰相間的母貓。胡桃鼻和草滑的女兒，死足和鴿飛的姐妹。導師是雄鹿躍。是白尾的母親。在兩腳獸入侵森林的期間誤食有毒的兔子而死。
小雀（Finchkit）
薑黃色小母貓。是沙雀和淺鳥的女兒，高星的妹妹，鷦飛、飛尾、鬃樹皮和兔耳同母異父的姐姐。在出生不久後就死了，高星也對她沒多少印象。高星曾多次認為淺鳥因為小雀的死而不愛他，甚至會希望死的是自己而非小雀，直到他在星族見到她才明白自己的錯誤。
鷦飛（Wrenflight）
琥珀色眼睛的棕色母貓。羊毛尾和淺鳥的女兒，飛尾、鬃樹皮、兔耳的同窩手足，高星和小雀同母異父的妹妹。是雄鹿躍的伴侶，晨花、灰足、一星的母親。導師是兔飛。
飛尾（Flytail）
毛色雪白的公貓。羊毛尾和淺鳥的兒子，鷦飛、鬃樹皮、兔耳的同窩手足，高星和小雀同母異父的弟弟。導師是胡桃鼻。
鬃樹皮（Bristlebark）
黑色公貓。羊毛尾和淺鳥的兒子，鷦飛、飛尾、兔耳的同窩手足，高星和小雀同母異父的弟弟。導師是霧鼠。
兔耳（Rabbitear）
淺褐色母貓，有白色肚子和黃眼睛。羊毛尾和淺鳥的女兒，鷦飛、鬃樹皮、飛尾的同窩手足，高星和小雀同母異父的妹妹。導師是梅爪。

### 外傳：蛾飛的幻象
石頭佬（Rocky）
橘白相間的老公貓，綠眼睛。以前是隻寵物貓，根據故事內容，他是在灰翅為各大貓營命名為「部族」後不久加入了風族。很喜歡吃貓薄荷。

## 天族（Skyclan）
由天星創立。
是森林裡的第五部族，後來因為兩腳獸侵占地盤而離開領土。當時的天族族長：雲星向四族族長求救，但四族族長均拒絕讓出領地，所以天族便被放逐出森林。後來轉移到峽谷又被一群老鼠攻擊並輸了，天族便分散成獨行貓、無賴貓和寵物貓。特徵是可以跳得很高。
後來火星受到天族的請託，與沙暴一起幫助重建已散落的天族。
由於雲星的伴侶-鳥飛當時懷孕，不能跟天族一起移居到峽谷，便在雷族的巫醫幫助下留在雷族。因此雷族有很多貓也是雲星和鳥飛的後代子孫。斑葉和虎星便是其中的例子。
在《鷹翅的旅程》被暗尾的惡棍貓群趕出峽谷，便開始出發前往湖邊。在這趟旅程中有貓死亡，有貓失蹤，甚至有的則是選擇離開。剩下的仍然在尋找著其他四族，一直到《破碎天空》被嫩枝杈找到並抵達了四大貓族居住的湖邊。
一開始天族沒有什麼領地可以住而暫時借住在雷族，後來在他們參加的第一場大集會上，由影族的虎星（虎心）分給了他們一些土地，就位於雷族和影族的營地之間。
天族目前已知的族長（依順序）：1.天星 2.麻雀星 3.樺星 4.櫸星 5.楓星 6.露星 7.鷹星 8.知更星 9.花楸星 10.暗星 11.茴香星 12.飛星 13.雲星 14.鳩星 15.蛛星 16.葉星（現任） 

### 五部曲：部族誕生
天星（Skystar）
厚毛、有寬闊的肩膀及藍眼睛的淺灰色公貓。靜雨的長子，灰翅、翩鳥和鋸峰的哥哥。是離開山區尋找新家園的其中一隻貓。本名清天（Clear Sky）。在部落貓於高地上定居了一段時間後，因爲想住在森林裡而跟影星分道揚鑣，其後的所做所為卻令其他貓更加不齒。因領地問題而引發戰爭，造成兩貓營地死傷慘重，這才悔悟自己錯的多離譜。伴侶是亮川、風暴和星花，雷星、微枝、露瓣和花足的父親，養子為蜂蜜皮。被狗群奪走最後一條命。
橡毛（Acorn Fur）
栗褐色母貓，琥珀色眼睛。寒鴉哭和鷹衝的女兒，閃電尾的手足。在大戰役過後加入天星的貓營。天族第二任巫醫。曾經和紅爪走的很近，但被蛾飛阻止。
麻雀星（Sparrowstar）
玳瑁色母貓，有白色的肚子和腳掌，綠眼睛。本名麻雀毛（Sparrow Fur）。是龜尾和寵物貓湯姆的女兒，梟星和礫心的姐妹。天星的第一任副手，亦是天族第二任族長。
快水（Quick Water）
灰白相間的母貓，琥珀色眼睛。是離開山區尋找新家園的其中一隻貓。很討厭水，就連一點點水沾到身上都覺得不舒服。在外傳《影星的最後一條命》中和影星自相殘殺而死。
蕁麻（Nettle）
厚毛的灰色公貓。在《迅雷崛起》和杉毬果加入天星的陣容。
荊棘（Thorn）
毛髮髒亂，滿身疥癬的棕色公貓，淡藍色眼睛，有凹口耳。
星花（Star Flower）
翠綠色眼睛的金色虎斑母貓，有白色的胸口和腳掌。伴侶是天星。微枝、露瓣和花足的母親。在《影星的最後一條命》已懷了第二胎小貓。是一眼的女兒，曾經為了幫助父親而欺騙雷星(雷霆)。
白樺（Birch）
體態輕盈的薑黃色公貓，眼睛周圍有白毛。母親是迷霧，赤楊的弟弟。在迷霧死後加入天星的貓營並由花瓣撫養。
赤楊（Alder）
棕、灰和白色相間的母貓。迷霧的女兒，白樺的姊姊。在迷霧死後加入天星的貓營並由花瓣撫養。
花開（Blossom）
玳瑁色和白色相間的母貓，黃眼睛。在《熾烈之星》到《分裂森林》之間跟粉紅眼加入天星的貓營。
微枝（Tiny Branch）
棕銀相間的公貓。是花足和露瓣的弟弟，父母是天星和星花。在《蛾飛的幻象》被狐狸殺死。
花足（Flower Foot）
棕色條紋母貓。手足是微枝和露瓣，父母是天星和星花。
露瓣（Dew Petal）
銀白相間母貓。手足是花足和微枝，父母是天星和星花。後在天星的指派下訓練蜂蜜皮。
紅爪（Red Claw）
紅棕色公貓。原名小赤（Red），原為斜疤陣營的貓，在一次狩獵誤將狗群引到營地結果害山毛櫸、青蛙、石頭喪命，因而引發柳尾報復的念頭。後加入天星的陣營。在一開始因爲向天星隱瞞自己的過去而遭他質疑，後來在一次蕁麻向他套話，才知道他是真心效忠天星。在柳尾原諒他之後，變得比較溫柔。

### 六部曲：幽暗異象
紫羅蘭光（Violetshine）
黑色斑點的白色母貓，黃色眼睛。父親是鷹翅，母親是卵石光，養母是松鼻，是嫩枝杈的妹妹。在赤楊心的探索之旅中被他和針尾找到，便被帶回雷族。後來在大集會上因為花楸爪的堅持而被帶進影族。在《雷電暗影》被針尾帶到暗尾營地，過不久逃回影族營地，在《黯黑之夜》決定跟隨父親加入天族，在影族導師是曦皮，在天族導師是兔跳，被葉星派遣去尋回其它天族貓回湖邊後成為戰士。在尋找的旅途中為了尋找針尾而遇見樹。是樹的伴侶貓，和樹有一子根躍和一女針爪。
樹（Tree）
琥珀色眼睛的黃色公貓，一隻後腳有六個腳趾。月光和阿根的兒子，因為出生於姊妹幫的關係，所以擁有看見死者的能力。本名為大地（Earth），在離開了姊妹幫後才給自己取名為樹。是紫羅蘭光的伴侶貓，根躍和針爪的父親。
礫石鼻（Gravelnose）
棕色公貓。蕁水花和薄荷皮的兒子。導師是鼠尾草鼻，鷦飛的伴侶，知更掌的導師。
灰白天（Palesky）
琥珀色眼睛的黑白相間母貓。蕁水花和薄荷皮的女兒。導師是兔跳。
花蜜歌（Nectarsong）
棕色母貓。蕁水花和薄荷皮的女兒。導師是雀皮。露躍的伴侶，於《黑暗湧動》生下蜜蜂螫和甲蟲光，歐掠掌的導師。
流蘇鬚（Fringewhisker）
有棕色斑點的白色母貓。蕁水花和薄荷皮的女兒。導師是哈利溪。後加入影族和尖塔爪在一起，雲杉掌的導師。
鵪鶉羽（Quailfeather）
白色公貓，耳朵是黑色的。雀皮和微雲的次子。導師是沙鼻。與蘆葦爪生下鳶撓和龜爬。
鴿足（Pigeonfoot）
灰白相間母貓。雀皮和微雲的女兒。導師是花心。
陽光皮（Sunnypelt）
薑黃色母貓。雀皮和微雲的女兒。導師是梅子柳，蜜蜂螫的導師。

### 七部曲：破滅守則
根躍（Rootspring）
藍眼睛的黃色公貓。紫羅蘭光和樹的兒子，針爪的哥哥。導師是露躍。跟鬃霜彼此相愛，但不是伴侶，曾想在解決灰毛後搬到雷族與鬃霜在一起，可惜已無法實現。七部曲的主角之一，和樹一樣擁有召喚死者的能力。在七部曲《無星之地》中，被柳光拖下月池，並跟他說只有根躍能把當時被灰毛囚禁在黑暗森林裡的棘星救回來。
針爪（Needleclaw）
黑白相間的母貓。根躍的妹妹。導師是蘆葦爪，和鳶撓生下歐掠掌和知更掌。
鳶撓（Kitescratch）
紅棕色公貓。蘆葦爪的兒子。導師是鼠尾草鼻，針爪的伴侶，歐掠掌和知更掌的父親。一次天族和獾的戰鬥中，歐掠掌闖入並被視力不佳的葉星當成獾攻擊，鳶撓即時阻止她，但也因為分心被獾殺死。
龜爬（Turtlecrawl）
玳瑁色母貓。蘆葦爪的女兒。導師是花心。
鷦飛（Wrenflight）
金色虎斑母貓。母親是貝拉葉，兔跳是她的父親兼導師，有兩個已死去的同窩手足。礫石鼻的伴侶。
甲蟲光（Beetleshine）
灰色虎斑公猫，露躍和花蜜歌的兒子，蜜蜂螫的哥哥，蘆葦爪的見習生。
蜜蜂螫（Beesting）
棕白相間的虎斑母貓，露躍和花蜜歌的女兒，甲蟲光的妹妹，陽光皮的見習生。

### 八部曲：無星氏族
嶺光（Ridgeglow）
紅褐色母貓。哈利溪和花心的女兒。與影族的樺羽結為伴侶。
暮光（Duskshine）
白色公貓，有棕色耳朵和腳掌。哈利溪和花心的兒子。
歐掠掌（Starlingpaw）
黑白相間的公貓，綠眼睛。鳶撓和針爪的兒子，知更掌的兄弟，花蜜歌的見習生。
知更掌（Robinpaw）
紅棕色母貓。鳶撓和針爪的女兒，歐椋掌的姐妹，礫石鼻的見習生。

### 外傳：火星的追尋
葉星（Leafstar）
奶油色和棕色混雜的母虎斑貓，琥珀色眼睛，在來到天族前名字是「葉子（Leaf）」。在她加入之後，火星給予她一個戰士名，叫作「葉斑（Leafdapple）」，負責訓練雀皮。星族之後基於她深思的個性與對戰士守則的了解，選她為天族族長。火星最初對於她當族長一事頗有微詞，但他在聽她說明自己對天族的第一忠誠後，火星的顧慮就消失了。在她的族長儀式中，森林四族的古代貓族族長各分別給她一條命，當做是當初對天族行為的一個道歉。她的名字後來變成火星和沙暴的其中一個女兒：葉池的取名依據之一（另外一個是斑葉）。與比利暴生下三個孩子：哈利溪、暴心和火蕨。
九條命分别由雲星、守天、葉星的母親、斑葉、紅星、樺星、燕星、晨星和鳥飛给予。
銳爪（Sharpclaw）
深薑黃色虎斑公貓，有雙綠眼睛。葉星的副族長。銳爪在還是無賴貓的時候，叫做「史魁奇（Scratch）」。基於他的勇氣與精熟的戰技，火星認為他是最適合成為族長的料，不過他覺得銳爪並沒有非常了解戰士守則的意義。常常和葉星唱反調，但在攻擊鬥吉後表明以身為葉星的副族長為榮。他是櫻桃尾的導師，櫻桃尾的伴侶，鷹翅、暮掌、花心和雲霧的父親。在《鷹翅的旅程》中暗尾的惡棍貓群攻擊峽谷的時候被暗尾和雨殺死。
回颯（Echosong）
銀灰色虎斑母貓，有雙深綠色的眼睛和暗灰色的玲瓏小腳，身材嬌小、優雅，在她是寵物貓的時候，她叫做「回音（Echo）」，她並不具有天族貓的特性，但在夢見古代天族貓與星族貓之後，就被天族巫醫承認是天族貓了。一開始她不確定她祖先帶給她的夢境所代表的意義，不過之後她卻成為天族的巫醫，之後，古代天族貓的巫醫鹿步跟回颯說，自己會在夢境中引導她成為天族巫醫，如同葉池代替蛾翅，在夢中訓練柳光一樣。斑願、躁片的導師。曾為了去尋找雷族而離開了部族一段時間，期間則由還是見習生的躁片代理職責。在《破碎天空》裡從赤楊心看到的一個異象中顯示出她已死了，並在死前給了族貓「尋找天邊的血痕」的指示。
守天（Skywatcher）
暗灰色的公貓，有一雙淡藍色的眼睛，守天也同時擁有「慕月（Moon）」這名字。他是一隻很老的公貓，是唯一倖存的真正天族戰士，名字叫做「思天（Sky）」，後來改成了守天（Skywatcher）。他曾帶火星與沙暴去看天族營地曾經的領土。他在睡夢中去世，不過火星堅信他想活著看到重建的天族，守天給予重建後的天族族長葉星其中一條命，並給予火星三力量的預言：「將有三隻貓兒，你至親的至親，星權在握。」
苜蓿尾（Clovertail）
淡棕色的母貓，肚子和腿部是白色的，在當獨行貓時叫作「苜蓿（Clover）」，擅長游泳。苜蓿在峽谷被狐狸攻擊時，正好被火星與沙暴發現，他們與史魁奇（銳爪）一起擊退了狐狸。她是石影、彈火與微雲的母親。原本加入天族只是希望自己的小貓不受傷害，所以不願接受任何的訓練。在小彈掉落河中時，苜蓿尾下水去救她的小貓，之後，她才瞭解戰士守則的意義，並且開始接受訓練，後來成為斑足的伴侶貓，生下鳥翅、沙鼻、蜂蜜尾。已成為長老。在《鷹翅的旅程》被兩腳獸抓走，下落不明。
斑足（Patchfoot）
黑白花色的公貓，在他還是無賴貓時，叫做「斑奇（Patch）」，他的肩膀在與老鼠的一役中受到傷害。在他痊癒後，感謝斑葉告訴火星與沙暴如何用牛蒡根來治療傷口。斑足在《火星的探索》一書的最後，成為了彈掌（彈火）的導師，後來成為苜蓿尾的伴侶，並和她生下了鳥翅、沙鼻和蜜尾。已成為長老。在《鷹翅的旅程》中暗尾的惡棍貓群攻擊峽谷的時候戰死。
雨毛（Rainfur）
淡灰色的公貓，身上帶有深灰色的斑點，原本是無賴貓。一開始，他並不想加入天族，但之後卻被強迫求助於部族，要求從花瓣，也就是之後的花瓣鼻殘忍的主人那邊拯救她。最後，他和花瓣鼻決定加入天族，但卻在與老鼠一役中被殺，他出現在葉星的族長儀式中，並跟火星說他的死並不是火星的錯。他是薄荷皮和鼠尾草鼻的父親。
花瓣鼻（Petalnose）
淡灰色的母貓，有一雙藍色的眼睛，在她當寵物貓時，名字叫做「花瓣（Petal）」。伴侶貓是雨毛，雨毛在與老鼠一戰中死亡，當時，他們的孩子叫作小薄荷（薄荷皮）和小鼠尾草（鼠尾草鼻）。在她被搭救了之後，她決定要留在天族當戰士，直到她的小貓接受訓練，最後，她和雨毛決定加入天族。見習生是鼠尾草鼻。
櫻桃尾（Cherrytail）
綠眼睛、玳瑁色混白色的母貓。她在當寵物貓的時候叫做「櫻桃（Cherry）」，並且嘲笑思天（守天）的怪異表現 （在他們得知思天（守天）的真正名字前，他們叫他慕月）但是不久後她得知自己是天族貓的一份子後，更名為櫻桃掌，並接受銳爪的訓練。最後她獲得自己的戰士名──櫻桃尾並成為石影的導師。她是雀皮的姊姊，銳爪的伴侶。擁有勇敢和活潑的個性。和銳爪生下鷹翅、花心、雲霧和暮掌。在《鷹翅的旅程》前往湖邊的旅途上因為思念銳爪而留在大麥的穀倉，直到《黯黑之夜》才再次回歸天族。於九部曲退休成為長老。
雀皮（Sparrowpelt）
黃眼睛的暗棕色公虎斑貓，在他是寵物貓時，叫作「伯里斯（Boris）」。起初，他與他的姊姊櫻桃尾嘲笑守天的怪異表現。然而，他之後卻瞭解到自己是天族貓，並由葉斑（葉星）來教導，在《火星的追尋》一書的最後他獲得自己的戰士名。是微雲的導師，也是她的伴侶，並和她生下卵石光、歐芹籽、鵪鶉羽、鴿足、陽光皮。於九部曲退休成為長老。
彈火（Bouncefire）
薑黃色的公貓。彈火是苜蓿尾的三隻小貓之一，石影和微雲的同窩手足。在當獨行貓時叫作「彈跳（Bounce）」。導師是斑足，見習生是花心。在《鷹翅的旅程》中暗尾的惡棍貓群攻擊峽谷的時候被暗尾殺死。
石影（Rockshade）
黑色的公貓，石影是苜蓿尾的三隻小貓之一，手足是微雲和彈火，當獨行貓時的名字是「石子（Rock）」。導師是櫻桃尾。
微雲（Tinycloud）
身材嬌小的白色母貓，眼睛是深藍色的。微雲是苜蓿尾的三隻小貓之一，是石影和彈火的妹妹，在當獨行貓時叫做「微妮（Tiny）」，導師是雀皮，對她的戰士名中有「微」而感到不滿，認為她一點都不微小。後來和雀皮成為伴侶，是卵石光、歐芹籽、鵪鶉羽、鴿足、陽光皮的母親。
薄荷皮（Mintfur）
藍眼睛的灰色虎斑母貓，她取名字的依據是來自於他之前居住的兩腳獸家花園的薄荷叢。她是花瓣鼻和雨毛的兩隻小貓之一，在當寵物貓時名叫「薄荷（Mint）」。鼠尾草鼻的姊姊，蜂鬚的見習生，蕁水花的伴侶。於《鷹翅的旅程》生下礫石鼻、花蜜歌、流蘇鬚、灰白天。在天族要離開峽谷的時候因爲孩子還太小的關係而選擇留下來，一直到《黯黑之夜》被族貓們找到，才正式回歸部族。
鼠尾草鼻（Sagenose）
淺灰色的虎斑公貓，身上有幾乎看不見的淺色條紋。他取名字是來自於他之前居住的兩腳獸家花園的鼠尾草。他是花瓣鼻和雨毛的兩隻小貓之一，在當寵物貓時名叫「鼠尾草（Sage）」。薄荷皮的弟弟，導師是自己的母親花瓣鼻。鳥翅的伴侶，捲毛掌、小喀嚓和躁片的父親。

### 外傳：天族的命運
比利暴（Billystorm）
綠眼睛、薑黃色與白色混雜的公貓。是晨間戰士（Daylight Warrior，即是擁有寵物貓身份，一般只在日間進行戰士活動，而夜晚則回到飼主住所的貓）之一，也是史努克刺和卵石光的導師。葉星的伴侶，是火蕨、暴心和哈利溪的父親。後來離開兩腳獸，成為全能的天族戰士。在《鷹翅的旅程》被獾殺死。
蜂鬚（Waspwhisker）
灰白相間的公貓。原本是一隻迷路的寵物貓，後來被天族發現，並成為其中的一員，並成為族裡的重要戰士。他是薄荷皮和暮掌的導師，並且與伴侶貓鹿蕨生下了兔跳、溪羽、蕁水花和梅子柳。在銳爪死後成為副族長，但在後來被兩腳獸抓走，下落不明。
鹿蕨（Fallowfern）
藍眼睛的淺棕色母貓。她是蜂鬚的伴侶，也是兔跳、溪羽、蕁水花、梅子柳的母親，另一位貓后：苜蓿尾常常會幫忙照顧她的小貓。後因失去聽覺而成為長老。
鼩鼱齒（Shrewtooth）
很瘦的黑色公貓。曾經被虐待花瓣鼻的兩腳獸虐待過，逃了出來後便加入天族。這也導致他老是神經兮兮的。從索日手中救回葉星的小貓。
斑願（Frecklewish）
淺綠色眼睛的淺棕色虎斑母貓，腿上有斑點。晨間戰士也是天族的巫醫。在接受戰士訓練時的導師是檀爪，但她卻對巫醫這個工作很有興趣而常常幫回颯的忙，也免不了跟導師頂嘴。葉星在《天族的命運》末讓她成為回颯的見習生。
馬蓋先（Macgyver）
黑白花色公貓。晨間戰士。在天族要離開峽谷時決定留在族裡。後來成為露躍的導師。
蕁水花（Nettlesplash）
淺棕色公貓。蜂鬚和鹿蕨的兒子，梅子柳、溪羽、兔跳的兄弟。薄荷皮的伴侶，礫石鼻、灰白天、花蜜歌、流蘇鬚的父親。在天族要離開峽谷的時候因爲孩子還太小的關係而選擇留下來，一直到《黯黑之夜》被族貓們找到，才正式回歸部族。
兔跳（Rabbitleap） 
棕色公貓。蜂鬚和鹿蕨的兒子，梅子柳、溪羽、蕁水花的兄弟。見習生是歐芹籽和紫羅蘭光。和貝拉葉生下鷦飛和兩隻小貓（已死去）。
梅子柳（Plumwillow） 
暗灰色母貓。蜂鬚和鹿蕨唯一的女兒，蕁水花、溪羽、兔跳的妹妹。見習生是雲霧。是沙鼻的伴侶，鰭躍、蘆葦爪、露躍的母親。
溪羽（Creekfeather） 
灰色虎斑公貓。蜂鬚和鹿蕨的兒子，梅子柳、蕁水花、兔跳的兄弟。
纏亂（Tangle） 
毛皮粗糙凌亂的棕色虎斑公貓，琥珀色眼睛，原本是獨行貓。
苔毛（Lichenfur） 
帶有斑點的灰色母貓，琥珀色眼睛。在狐狸襲擊營地時幫忙保護葉星的小貓，淹死於洪水。
蛋兒（Egg）
身形修長的奶油色公貓，藍眼睛。原本是隻獨行貓，在初次遇見天族時表示自己不會加入他們，但不久後卻因害怕被狐狸攻擊而加入變成見習生，在命名儀式上表明希望保留原本的名字，並由銳爪指導。葉星事後才知道是銳爪以連哄帶騙的方式騙他加入天族。

### 外傳：蛾飛的幻象
彌迦（Micah）
黃色虎斑公貓，綠眼睛。原為農場貓，在蛾飛被狗攻擊的時侯跟乳牛、老鼠出手相救，後來根據他的說法，彌迦從過去就一直會夢到有關部族的一切，在知道自己的歸屬何在後，就跟著蛾飛離開，還受到星族指派成為天族第一任巫醫（但天星會讓他加入只是因爲他能治癒微枝），在往後的日子裡，也跟蛾飛產生了超友誼的關係。一次在幫蛾飛取樹皮時，為了阻止柳尾和紅爪的爭鬥而從樹上摔下來，被樹幹壓斷脊椎而死，而他的死，也讓他得到所有族貓的敬重。是蛾飛的伴侶，蜂蜜皮、藍鬚、泡溪和蛛掌的父親。
蜂蜜皮（Honey Pelt）
黃色條紋公貓，綠眼睛。蛛掌、藍鬚和泡溪的哥哥，父母是彌迦和蛾飛。長得跟彌迦很像，也擁有像他一樣的樂觀性格。在加入天族後由天星帶大。導師是露瓣。

### 外傳：鷹翅的旅程
鷹翅（Hawkwing）
黃眼睛的深灰色虎斑公貓。是銳爪和櫻桃尾的長子。導師是檀爪，見習生為捲毛掌。和卵石光生下嫩枝杈和紫羅蘭光。天族的現任副族長。
卵石光（Pebbleshine）
淺棕色斑點的白色母貓，綠眼睛。是雀皮和微雲的長女，因此可知其和鷹翅是表兄妹的關係。原來的導師是比利暴，後來在比利暴死去後變換成沙鼻。原本和鷹翅處不好，但在鷹翅從火場救了她之後便開始對他有好感，並在後來結為伴侶。但是懷孕的時候為了去打獵而被兩腳獸帶走，然後就下落不明了，而從《破碎天空》證實嫩枝杈和紫羅蘭光就是她的孩子，但仍不知其生死。直到《風暴肆虐》才知道她已死亡，且以幽靈的姿態留在活著的世界，最後透過樹讓自己能跟鷹翅、嫩枝杈和紫羅蘭光團聚，並在向他們告別後去了星族。
花心（Blossomheart）
薑黃色和白色相間的母貓。父母是銳爪和櫻桃尾，鷹翅的妹妹。導師是彈火，見習生是鰭躍、鴿足、龜爬。
雲霧（Cloudmist）
黃眼睛的白色母貓。父母是銳爪和櫻桃尾，鷹翅的姐姐。在《鷹翅的旅程》前往湖邊的途中選擇和櫻桃尾留在大麥的穀倉，直到《黯黑之夜》才回歸天族。導師是梅子柳。
暮掌（Duskpaw）
薑黃色虎斑公貓。父母是銳爪和櫻桃尾，鷹翅的弟弟。導師是蜂鬚。在火災中吸進太多濃煙嗆死。
歐芹籽（Parsleyseed）
深棕色虎斑公貓。父母是雀皮和微雲，卵石光的哥哥。導師是兔跳。後來去當寵物貓。
沙鼻（Sandynose）
琥珀色眼睛、有著薑黃色腿的亮棕色公貓。父親是斑足，母親是苜蓿尾，手足是鳥翅和蜂蜜尾，伴侶是梅子柳，蘆葦爪、露躍和鰭躍的父親。是一個語中常帶刺的戰士。在比利暴死後成為卵石光的導師，亦是嫩枝杈加入天族後的導師，但他們之間的關係很不好，甚至要求嫩枝杈離鰭躍遠一點，但在嫩枝杈想離開天族時替她說話。在影族、天族以及流亡貓對上雷族、風族、河族的戰爭（假棘星驅使了這場戰爭）中戰死，死後靈魂被灰毛囚禁於黑暗森林。
鳥翅（Birdwing）
綠眼睛的黑色母貓。父親是斑足，母親是苜蓿尾，手足是沙鼻和蜂蜜尾。伴侶是鼠尾草鼻，捲毛掌、小喀嚓和躁片的母親。在《鷹翅的旅程》被兩腳獸抓走，下落不明。
蜂蜜尾（Honeytail）
綠眼睛、長毛的淡薑黃色母貓。父親是斑足，母親是苜蓿尾，手足是沙鼻和鳥翅。在《鷹翅的旅程》中浣熊攻擊峽谷的時候死亡。
霧羽（Mistfeather）
琥珀色眼睛的灰色公貓。是《鷹翅的旅程》裡唯一一個身世不明的角色。在惡棍貓攻擊峽谷後便下落不明，直到《探索之旅》與赤楊心相遇才得知他因為在那場戰役中失去了伴侶而決定留在峽谷附近。後被暗尾殺死。
火蕨（Firefern）
綠眼睛、長腿的薑黃色母貓。父親是比利暴，母親是葉星，手足是暴心和哈利溪，名字是紀念火星。在《鷹翅的旅程》中病死。
暴心（Stormheart）
琥珀色眼睛、灰色和薑黃色相間的母貓。父親是比利暴，母親是葉星，手足是火蕨和哈利溪，名字是為了紀念沙暴。在《鷹翅的旅程》中暗尾的惡棍貓群攻擊峽谷的時候戰死。
哈利溪（Harrybrook）
琥珀色眼睛的灰色公貓。父親是比利暴，母親是葉星，手足是火蕨和暴心，名字是為了紀念幫忙葉星脫困的獨行貓-哈利（索日）。流蘇鬚的導師。
貝拉葉（Bellaleaf）
綠眼睛的淺橙色母貓。母親是維奧萊特，以前是獨行貓，萊利池、帕奇、露露的手足，導師是微雲，見習生是蘆葦爪和鰭躍，跟大麥有血緣關係。和兔跳生下鷦飛和兩隻小貓（已死去）。
萊利池（Rileypool）
藍眼睛的淺灰色虎斑公貓，帶有深灰色條紋。母親是維奧萊特，以前是獨行貓，貝拉葉、帕奇、露露的手足，導師是蕁水花，跟大麥有血緣關係。在《鷹翅的旅程》中病死。
躁片（Fidgetflake）
黑白相間公貓。父母是鳥翅和鼠尾草鼻。在滿六個月大時因為族貓認為其有當巫醫的天份，再加上斑願失蹤，於是成為回颯的見習生，回颯不在的期間則是代理巫醫的職責。曾被兩腳獸抓走而下落不明了一段時間，後來逃走並再次出現於《黯黑之夜》，回歸天族後由斑願指導。
捲毛掌（Curlypaw）
灰色長毛母貓。父母是鳥翅和鼠尾草鼻。是鷹翅的第一個見習生。後來去當寵物貓。
小喀嚓（Snipkit）
黑色母貓，胸口有一塊白斑。父母是鳥翅和鼠尾草鼻。於《鷹翅的旅程》中暗尾的惡棍貓群攻擊峽谷的時候為逃離峽谷涉溪淹死。
露躍（Dewspring）
灰色公貓。父母是沙鼻和梅子柳，養父是鷹翅。馬蓋先的見習生，根躍的導師。花蜜歌的伴侶，蜜蜂螫和甲蟲光的父親。
蘆葦爪（Reedclaw） 
淺棕色虎斑母貓。父母是沙鼻和梅子柳，養父是鷹翅。貝拉葉的見習生，針爪、甲蟲光的導師。與鵪鶉羽生下鳶撓和龜爬兩個孩子。因鳶撓的死而對葉星很憤怒，並多次主張她應該退位。

### 古代天族
現今對那群被驅逐的貓，也就是古代天族貓的認識甚少，過去曾住在現在史莫奇居住的兩腳獸窩附近。其實貓的數量不只這樣，不過其他的貓在書中並未被記載。
雲星（Cloudstar）
淺藍色的眼睛，身上有白色塊的淡灰白色公貓。戰士名是雲風（Cloudstorm），斑葉和虎星的祖先。古代天族的族長。在天族的舊營地被兩腳獸毀掉時，因為其他四個部族都不願意讓出部分的領土，所以帶著族貓們離開森林，並對星族失去信心，鳥飛的伴侶貓，女兒是斑皮，兒子是荊豆爪，最後在葉星的即位儀式中原諒了當時的四族族長。
鳩星（Buzzardstar）
薑黃色公貓，有一雙綠色的眼睛。在天族離開森林時是天族副族長鳩尾（Buzzardtail），在雲星死後成為天族族長-鳩星。蕨皮的伴侶，蝸掌、艾菊掌、薄荷掌的父親。
鹿步（Fawnstep）
淺棕色的虎斑母貓，身材嬌小，臉和腳掌都是白色的。是古老天族的巫醫。後來在新天族的巫醫：回颯的夢中訓練她，就像葉池代替了蛾翅，在夢中訓練柳光一樣。
蕨皮（Fernpelt）
深棕色的虎斑母貓，她的職位是戰士，火星曾經目睹她輕鬆的跳上樹，抓到一隻松鼠。導師是夜毛。鳩星的伴侶，蝸掌、艾菊掌、薄荷掌的母親。
鼠齒（Mousefang）
沙色的母長毛虎斑貓，她的職位是戰士，後來成為了長老，因為太老了，所以最後選擇留在山谷裡。見習生是蝸掌。
夜毛（Nightfur）
黑色的公貓，他的職位是戰士，後來成為了長老，因為太老了，所以最後選擇留在峽谷裡。見習生是橡步和蕨皮。
橡步（Oakstep）
灰色的虎斑公貓，天族的長老，因為太老了，所以最後選擇留在山谷裡。導師是夜毛。
斑皮（Spottedpelt）
身材很纖細，美麗的玳瑁色母貓。她是荊豆爪的妹妹。在他們是小貓的時候因為天族撤離森林而留在雷族，她與斑葉和虎星有血緣關係，雲星和鳥飛的女兒，她長得和斑葉很像。
荊豆爪（Gorseclaw）
有著寬闊肩膀的虎斑色公貓，有著一雙有神、晶亮的琥珀色眼睛。斑皮的哥哥。在他們是小貓的時候因為天族撤離森林而留在雷族，與虎星和斑葉有血緣關係，雲星和鳥飛的兒子，長得和虎星很神似。
蛛星（Spiderstar）
深色的虎斑公貓，古老天族的最後一任族長，最後陪著鼠齒、夜毛和橡步這些長老留在峽谷裡。
蜜葉（Honeyleaf）
薑黃色的虎斑母貓，古老天族的最後一任副族長，最後選擇和燕翔一起去峽谷的更上方去居住。
蕨心（Brackenheart）
棕色的虎斑公貓，古老天族的最後一任巫醫，最後選擇和蛛星陪著鼠齒、夜毛和橡步這些長老留在山谷裡。
燕翔（Swallowflight）
黑色的公貓，古老天族的戰士。

### 其他角色
生活在介於古代天族貓與現在天族貓之間時期的天族貓。
刺鼻（Pricklenose）
深褐色虎斑母猫，四爪为白色，矮枝的好友。
矮枝（Lowbranch）
个头较小的灰白色母猫，守天的母親。
小枝（Twig）
绿眼睛的深灰褐色公猫，守天的兄弟，但是跑去與兩腳獸同住後就沒再出現了。

## 血族（Bloodclan）
由鞭子創立。住在兩腳獸地盤，成員都是無賴貓，十分殘忍，對死貓、傷貓和病貓處理方式是直接殺掉；他們不相信星族，因此不是真正的部族。
虎星為了權力，跟鞭子談條件，將血族帶到森林內，但最後反目並奪走了虎星的性命。在與部族貓的戰鬥中被打敗後已解散。
血族目前已知的族長（依順序）：1.鞭子 2.冰、蛇
鞭子（Scourge）
有點瘦小的黑色公貓，有一隻腳掌是白色的，帶著用狗牙齒做的項鍊，聽說手上的爪子也是狗的牙齒。血族族長，用一次揮爪取下虎星的九條命。曾是一隻寵物貓，不相信星族。原本住在雷族領土旁兩腳獸地盤。小時候因好奇而闖進雷族領土而被雷族的巡邏隊——被殘酷的薊爪及年幼的虎星教訓，從此心裡留下陰影。後來害怕因為沒人認養可能會被主人丟進河中而離開自己的家到森林外的兩腳獸地盤討生活。曾撿到一顆狗的牙齒，為了食物而騙那裡的無賴貓他殺過狗，後來成功的幫當地無賴貓趕走了一條狗而得到了無賴貓群的領導權，為了使自己更強而讓自己變的冷血無情，之後創立血族，成為血族的族長。曾幫助過流離失所的紅寶石和襪子，最後被火星殺死。傑克和薔薇的兒子，紅寶石和襪子的同窩手足，是火星和公主同父異母的哥哥。
骨頭（Bone）
黑白相間的公貓。忠心於血族的副族長，身型比鞭子龐大許多，被雷族、河族和影族的見習生聯手殺死。（灰毛、棘星、羽尾、暴毛、褐皮）
磚塊（Brick）
一隻和骨頭一起邀請鞭子把他們領域附近的狗趕走的母貓。
 冰（Ice）
黑白相間的公貓。冰原本的名字是加珀（Jumper），是大麥及維奧萊特的親生兄弟，鞭子的忠心部屬。
 蛇（Snake）
黑白相間的公貓。蛇原本的名字是胡特（Hoot），是大麥及維奧萊特的親生兄弟，鞭子的忠心部屬。

## 急水部落（Tribe of Rushing Water）
居住在山上的一群貓，由松鴉翅（松鴉羽）帶領古代貓族遷移上山的貓，五大部族的前身。
尊稱領導者為「尖石巫師」，並稱見習生為「半大貓」。將成年貓分為「狩獵貓」和「護穴貓」，狩獵貓負責為部落狩獵；護穴貓負責保護洞穴。每隻貓一出生就決定好未來是要當護穴貓還是狩獵貓了。
急水部落目前已知的尖石巫師（依順序）：1.磐石 2.半月 3.尖石巫師 4.鷹崖（現任）

### 二部曲：新預言
溪兒（Brook，全名Brook Where Small Fish Swim）
灰色眼睛的棕色虎斑母貓，是急水部落的狩獵貓。暴毛首次出現在《午夜追蹤》中，當時為了傾聽午夜的訊息而長途跋涉的六隻部族貓不小心誤入了急水部落，而溪兒也對暴毛立即有了好感。
當四大貓族大遷徙時，暴毛決定和溪兒待在部落。然而，暴毛一個災難性的決定——將急水部落團結起來對抗入侵者，使得暴毛和溪兒遭到放逐，於是他們來到了雷族在湖濱的新領土。溪兒對尖石巫師驅逐暴毛的決定感到悲痛萬分，但是她決定留在暴毛身邊。溪兒學到如何狩獵、生活在森林裡，且被認為是一個完全的雷族貓，她常常以在山中的經驗教導比她年輕的貓。在《驅逐之戰 》中，暴毛和溪兒回到了急水部落，和許多部族貓一同對付威脅高山的外來者。
溪兒有兩個兄弟，鷹爪和鷹崖。她是暴毛的伴侶。有四個孩子：松石、雲雀、葉風、鷹羽。
暴毛（Stormfur）
琥珀色眼睛、深灰色的長毛公貓，與父親灰紋長相很相似。是灰紋和銀流的兒子，羽尾的哥哥。導師是石毛。溪兒的伴侶，松石、雲雀、葉風和鷹羽的父親。暴毛個性溫和，和羽尾從小感情就很要好。母親銀流因為早產而失血過多死去，和羽尾被生下來時體型還很小。還是小貓的時候和灰紋曾經在雷族住過，並被雷族的貓后金花養育過幾天。原本應該會是雷族的貓兒，後來因為豹星的要求而被送往河族，在河族成長。有著雷族、河族和風族的血統（因為他們的祖母柳風是河族的憩尾和當時的風族副族長蘆葦羽產下的）。是尋找午夜的六貓之一，在旅途中曾愛上松鼠飛。後來遇上急水部落，被誤認為銀毛貓。遇上部落貓時，後來跟急水部落的貓感情要好，得知父親被兩腳獸抓走時，選擇留在急水部落。曾經和溪兒短暫住在雷族營地過。
尖石巫師（Stoneteller，全名Teller of the Pointed Stone）
棕色虎班貓，琥珀色眼睛。母親是部落長老暴雲。擔任巫醫與族長的角色，已是隻年邁的貓。在《月亮蹤跡》末死亡，並由鷹崖繼承。
飛鳥（Bird，全名Bird That Rides the Wind）
曾因為要殺死尖牙失敗而被放逐的棕灰色母虎班貓。和尖石巫師有血緣關係(母親是尖石巫師的妹妹)。後來成為部落長老。
鷹崖（Crag，全名Crag Where Eagle Nest）
暗灰色公貓，是隻護穴貓。溪兒和鷹爪的兄弟。在《月亮蹤跡》末成為尖石巫師。
鷺翔（Flight，全名Flight of Startled Heron）
棕色虎班母貓。是隻貓媽媽。
灰濛（Gray，全名Gray Sky Before Dawn）
狩獵貓。是隻淺灰色的虎班公貓。
鋸齒（Jag，全名Jagged Rock Where Heron Sits）
暗灰色的公貓，曾因為要殺死尖牙失敗而被放逐，在對抗入侵者時戰死。
輕霧（Mist，全名Mist Where Sunlight Shimmers）
綠眼睛的淺灰色母貓，身上有薑黃色花斑。
無星之夜（Night，全名Night With No Stars）
在驅逐之戰時，和鷹爪一起到雷族營地求援的黑色母貓。後來懷了陡徑的孩子。
岩石（Rock，全名Rock Where Snow Gathers）
黑色公貓。
星辰（Star，全名Star That Shines on Water）
綠眼睛的薑黃色母貓。是狩獵貓，在《新月危機》被尖牙帶走。
鷹爪（Talon，全名Talon of Swooping Eagle）
棕色的虎班貓。曾因為要殺死尖牙失敗而被放逐，在《驅逐之戰》時，和無星之夜一起到雷族營地求援，是溪兒和鷹崖的哥哥。後來成為部落長老。

### 三部曲：三力量
撲兒（Swoop，全名Swoop of Chestnut Hawk）
暗薑黃色母貓，是護穴貓，在《月亮蹤跡》被老鷹抓走。
水花（Splash，全名Splash When Fish Leaps）
淺棕色虎班母貓，是隻狩獵貓。
翅影（Wing，全名Wing Shadow Over Water）
灰白相間的母貓。

### 四部曲：星預兆
卵石（Pebble，全名Pebble That Rolls Down Mountain）
灰色母貓。在《驅逐之戰》中以半大貓的身分出現，後來在《驅逐之戰》到《月亮蹤跡》之間成為護穴貓。尖嗓的妹妹。
雪兒（Snow，全名Snow Falling on Stones）
藍眼白毛母貓，在《月亮蹤跡》出現的半大貓。和水影、雨兒是同期的半大貓。是護穴貓。
雨兒（Rain，全名Rain That Passes Quickly）
藍色眼睛的灰毛母貓，在《月亮蹤跡》出現的半大貓。和水影、雪兒是同期的半大貓。
水影（Dark，全名Dark Shadow on Water）
黑色公貓，在《月亮蹤跡》出現的半大貓。和雪兒、雨兒是同期的半大貓。
松石（Pine，全名Pine That Clings to Rock）
淺棕色公貓。暴毛和溪兒的兒子，也是雲雀、葉風、鷹羽的哥哥。是護穴貓。
雲雀（Lark，全名Lark That Sings at Dawn）
淺色虎斑母貓。暴毛和溪兒的女兒，松石的同胞妹妹。是護穴貓。

### 外傳：褐皮的部族
鷹羽（Feather，全名Feather of Flying Hawk）
灰色公貓。暴毛和溪兒的次子。在《褐皮的部族》到《灰紋的誓約》之間成為狩獵貓。
葉風（Breeze，全名Breeze That Rustles the Leaves）
淺棕色母貓。暴毛和溪兒的次女。

### 古代急水部落
碎影（Broken Shadow）
體型纖細的橘色母貓，擁有白色的腳掌和琥珀色的眼睛。她是古代貓群的利爪。她剛出場時並沒有名字出現，在《洶湧暗河》的序章之中，她悲傷地看著自己的兒子落葉，為了完成利爪的訓練走進隧道。碎影看著天空，得知快要下雨後，試著阻止落葉離開，但是落葉依然固執地進入隧道中，最後永遠喪失成為利爪的資格。
追雲（Chasing Clouds）
藍色眼珠，灰白色公貓。是升月的伴侶，半月的父親。
鴿羽（Dove's Wing）
擁有白色與灰色毛的藍眼睛母貓，是古代部族的利爪，她是松鴉翅的姊姊。當松鴉翅（松鴉羽）在部族前問了一個奇怪的問題後，她說他一定是在山洞裡撞到頭了。轉世後成為雷族的鴿翅。
曙河（Dawn River）
琥珀色眼睛，玳瑁色母貓，是古代部族的利爪和貓后，她是魚躍的母親。當松鴉翅（松鴉羽）提議要留在山上時，少數贊同他的貓之一。
吟風（Whispering Breeze）
擁有一雙藍眼睛的銀灰色虎斑母貓，是古代部族的利爪，她是松鴉翅的姨母。
升月（Rising Moon）
灰白相間的母貓，她是半月的母親，追雲的伴侶。
梟羽（Owl Feather）
嬌小的褐色母貓，身上有深色斑點。是鉤雷的伴侶。
捲蕨（Furled Bracken）
一隻暗薑色的虎斑公貓，有一對琥珀色的眼睛。他是在湖邊居住──在四大貓族定居前──的古代貓群的領導者。當石歌決定投石時，他同意了。松鴉羽，或是古代貓眼中的松鴉翅，試著讓他們依照自己的判斷方向前進，他告訴捲蕨，他（松鴉翅）必須當最後一個投石的貓，因為他是最新的利爪成員。當他們決定離開後，捲蕨將領導者的職務給了石歌。
半月（Half Moon）
有著綠色眼睛的白色母貓。她是隻和善且冷靜的貓，並愛上松鴉翅。在松鴉翅（松鴉羽）因為不知道自己身在何處時，她曾對他伸出援手。在投石決定時，半月把石頭放在「離開」的地方。她在松鴉羽的命名儀式中也有短暫地露過面，這可能代表，從松鴉羽回到過去，以松鴉翅的身分出現後，她就愛上了松鴉翅（松鴉羽）。半月的打獵技術很好，在松鴉羽發現狩獵的困難後，都是由她幫松鴉羽打獵的。是第一任急水部落的尖石巫師。
石歌（Stone Song）
暗灰色虎斑公貓，有一對藍眼睛。他是一位曾經居住在湖邊的古代貓群的利爪。他相信了松鴉羽──或是他們所稱的松鴉翅──捏造出來有關山區的夢境。石歌總是一副很有自信的樣子。他是要求捲蕨投石的貓，當他們決定去山區之後，捲蕨就把領導者的位置讓給了石歌。石歌接下了職務，並請求松鴉翅將他們帶到山區去。石歌是落葉的父親、碎影的伴侶。
獅吼（Lion's Roar）
強壯的金色虎斑公貓。是羞鹿的兒子，轉世後成為雷族的獅焰。再次出現在《太陽之路》時，已經是隻年紀很大的貓了，因此沒有離開山區。
羞鹿（Shy Fawn）
琥珀色眼睛的棕色母貓。是獅吼（狮焰前世）的母親，由松鴉羽（松鴉翅）和半月幫她接生的。
露葉（Dewy Leaf）
玳瑁色母貓。伴侶是月影和尖雹。陽影和兩隻小貓的母親。因懷了月影的小貓所以留在山區。
扭枝（Twisted Branch）
棕色公貓。
石歌（Stone Song）
暗灰色公貓。空心樹的伴侶。
空心樹（Hollow Tree）
棕色虎斑母貓。石歌的伴侶。
尖雹（Sharp Hail）
暗灰色公貓。後來成為露葉的新伴侶。
霧水（Misty Water）
藍眼睛的灰色老母貓。
銀霜（Silver Frost）
灰白相間老母貓。
雪兔（Snow Hare）
白色老母貓。
翩鳥（Fluttering Bird）
黃眼睛的棕色小母貓。母親是靜雨，天星、灰翅和鋸峰的姊妹。餓死於山區。

## 暗尾的大家庭 （Darktail's Kin）
暗尾（Darktail）
白色大公貓，身上有黑色斑點，黑色尾巴，藍眼睛周圍有黑斑。趕走天族的惡棍貓首領。並且尾隨赤楊心的隊伍來到湖邊，先是襲擊一星的巡邏隊後又掌管影族的領導權。在《破碎天空》中還把河族趕出了他們的營地。書末有提到他的背景，其真實身分是一星和一隻名為煙兒的寵物貓所生。在部族貓還在舊森林時，煙兒生下了一胎小貓，但是只有暗尾活了下來，當煙兒要求一星讓暗尾加入風族時因爲一星的拒絕，導致煙兒開始恨他並揚言會讓暗尾厭惡部族貓，而且在當時暗尾已經大到足以理解自己被生父拒絕，這也導致他日後性格的崩壞，變成一隻殘酷又無情的貓。最後和一星淹死於湖中。
於《迷霧之光》得知其死後去了黑暗森林並協助灰毛摧毀部族，但遭紫羅蘭光和針尾殺死，靈魂永遠消失。
雨（Rain）
綠眼睛的灰色公貓。曾挑戰暗尾的領導權，但反遭奪走一隻眼睛。之後因暗殺暗尾而被暗尾殺死。
烏鴉（Raven）
黑色長毛母貓。
蕁麻（Nettle）
毛髮賁張的棕色虎斑公貓。
蟑螂（Roach）
銀灰色公貓。
裂縫（Silt）
白色母貓。在《雷電暗影》中暗尾佔領影族前得了黃咳症死亡。
火焰（Flame）
白色腹毛的橘色母貓，綠色眼睛。
薊（Thistle）
肌肉結實的灰色公貓。是暗尾佔領影族後加入的「大家庭」成員。只有在《破碎天空》中出現過。

## 姊妹幫（The Sisters）
姊妹幫是一群由母貓組成的團體，初次於《松鼠飛的希望》登場。
其成員皆有看見和召喚死者的能力；排斥公貓，在他們之中出生的公貓每長到六個月大時即會將他們逐出營地。
姊妹幫目前已知的領袖（依順序）：1.月光 2.白雪

月光（Moonlight）
灰色母貓。是大地(樹)、日昇、寒冰、松鼠、月亮、葉子的母親，亦是根躍和針爪的祖母。
白雪（Snow）
藍眼睛的雪白色母貓。月光死後成為姊妹幫的新領袖。
日昇（Sunrise）
淺黃色母貓。月光的女兒，樹和寒冰的同窩手足。
陣雪（Flurry）
薑黃色和白色相間的母貓。
麻雀（Sparrow）
薑黃色和白色相間的母貓。
飛鷹（Hawk）
薑黃色母貓。陣雪和麻雀的母親。
松鼠 (Squirrel)
灰色母貓。月光的女兒，月亮和葉子的同窩手足。名字是紀念松鼠飛。
月亮 (Moon) 
灰色母貓。月光的女兒，松鼠和葉子的同窩手足。名字是紀念月光。

## 非部族貓的角色
在小說中出現的角色不只有部族貓，還有其他非部族的貓與其他動物。

### 首部曲
大麥（Barley）
黑白相間的公貓。曾是血族貓，後成為獨行貓，住在風族營地附近的農場。兩個哥哥分別是蛇與冰，是血族在失去鞭子和骨頭後的首領（之後還是解散了）。還有一個妹妹：維奧萊特。在她差點被鞭子殺了之後，把她送去兩腳獸那裡了。
烏掌（Ravenpaw）
綠色眼睛的黑色公貓，尾端和胸口是白色的。父母是絨皮和知更翅，塵皮的同窩手足（即使塵皮根本不承認）。曾經是雷族見習生，曾因看見虎星殺死紅尾的過程，而虎星想殺他滅口，後來被火星送到大麥的牧場。在說不完的故事3《烏掌的告別》中死於癌症。
史莫奇（Smudge）
黑白相間的公貓，已結紮。火星因為看到他結紮後頹廢的樣子，所以更堅定去當森林貓的決擇。在《荒野新生》開頭出現的角色，是火星還是寵物貓時的朋友，因為「Smudge」的名詞解釋有「髒點」等意思，所以在較早期的首部曲「非部族貓兒」中名字常被翻譯為「髒點」，近期的首部曲書中「非部族貓兒」的「髒點」已改為「史莫奇」。在《火星的追尋》中，夢到古老天族族長雲星及其族貓，還以為自己也要去住森林了。
公主（Princess）
綠色眼睛的淺棕色虎班母貓，胸口和掌上有亮白色的毛。火星的妹妹，雲尾的母親，寵物貓，火星有一陣子常常偷偷與她見面，因為聽了火星對森林的描述，所以決定將雲尾給火星帶到雷族。
爪面（Clawface）
棕色的公貓，以戰士的身份出現在第一集《荒野新生》中在從雷族營地拐走小貓時殺死了斑葉，而後在第二集《烈火寒冰》追隨碎星而成為無賴貓，入侵雷族營地時，被灰紋殺死。是小雲的導師，也是鴉尾的見習生。夜星的哥哥，胖尾和煤毛的父親，伴侶是花楸莓。
鋸齒（Jaggedtooth）
琥珀色眼睛的薑黃色公虎班貓。原本是隻無賴貓，本名斷牙（Snag）。曾在《秘密之森》中，和虎星密謀聯手攻擊雷族以救出碎星。在計畫失敗後，和虎星一起加入了影族。為了讓他成為族長，還弄斷自己的一根爪子作為星族要讓虎星當族長的假指示。但在虎星死後，他又加入了殺死虎星的兇手──血族。棘星在一場戰役中差點死在他的手上，但鋸齒隨即被其他的見習生一同驅離，之後便沒有再出現過。是花楸爪的導師。
暗紋（Darkstripe）
處事圓滑的深灰色虎斑公猫，眼睛為琥珀色。是雷族的叛徒，更是隻欺善怕惡的貓。虎星在雷族時最有能力的左右手，虎星剛被逐出雷族時雖拒絕與虎星同行，但火星成為族長後，被當時還是小貓（小紅栗）的栗尾發現他在雷族邊界與虎星及黑星私會，所以餵了栗尾死莓，當時暗紋否認，但栗尾清醒後說出真相，火星知道後將暗紋逐出雷族，暗紋就追隨虎星加入虎族。虎星被鞭子所殺後又投靠血族。在與部族貓的戰役中被灰紋殺死，亡魂不被星族接納，成為黑暗森林的一員。於七部曲時協助灰毛，最終被附身在根躍身上的火星殺死靈魂而永遠消失。母親是柳皮。導師是虎星，是長尾、塵皮、蕨雲的導師。
荳蔻（Nutmeg）
棕色加白色的虎斑母貓，傑克的第二任伴侶。火星和公主的母親，並不知道火星加入雷族。
薔薇（Quince）
有雙琥珀色眼睛的灰色母貓，傑克的第一任伴侶。鞭子、短袜和紅寶石的母親。現在還住在兩腳獸營地。
紅寶石（Ruby）
鞭子的姐姐。曾經嘲笑鞭子。
襪子（Socks）
鞭子的哥哥。和紅寶石一起嘲笑鞭子，所以鞭子很討厭他們倆。

### 二部曲：新預言
柯蒂（Cody）
藍眼睛的棕色虎斑母貓。葉池在被抓走之後，在《重現家園》的開頭中遇到的寵物貓，曾在雷族待過一陣子，後來回到了她主人家。
午夜（Midnight）
是一隻老母獾，就是二部曲新預言中的「午夜」，在黃昏戰爭時告訴當時私奔的葉池和鴉羽獾群來襲的危機，讓他們回到貓族去，也向風族求援。《最後希望》中，幫部族貓對抗黑暗森林。和星族有聯繫。
莎夏（Sasha）
藍眼睛的褐色母貓。鷹霜、蛾翅、蝌蚪的母親，虎星的伴侶之一，在虎星統治無賴貓的時候愛上的貓兒。在《重現家園》中被兩腳獸關起來，是無賴貓。曾在貓族大遷途前試圖帶走鷹霜和蛾翅，但是沒有成功。
小灰（Smoky）
灰白相間的公貓。住在馬場。黛西的第一任伴侶，莓鼻、鼠鬚和榛尾的父親。
絲兒（Floss）
灰白相間的母貓。和小灰一起住在馬場的母貓。曾經幫忙黛西照顧莓莓（莓鼻）、鼠鼠（鼠鬚）、榛榛（榛尾），後因綠咳症而死。
尖牙（Sharptooth）
巨大的黃褐色的山獅，在旅途中的貓與他們見面時，他就將急水部落嚇了一跳。他是在《新月危機》中被介紹的，並且沒有出現在其他任何書籍中。羽尾折斷了一塊石頭，讓岩石砸在他身上，成功殺死了他，並兌現了銀毛貓的預言。

### 三部曲：三力量
索日（Sol）
原名「哈利（Harry）」，在《天蝕遮月》中曾警告雷族太陽會被吞食，黑暗會降臨。在拂曉之光被四族誣賴是殺死灰毛的兇手。被午夜告知冬青葉、獅焰、松鴉羽不是棘星、松鼠飛的小孩，在三部曲《暗夜長影》中曾領導過影族一段時間，並讓影族背棄戰士祖靈，後來被趕出影族。曾為了成為天族戰士而誘拐葉星的小貓，為了復仇又回到湖邊慫恿風雷交惡。
晶果（Jingo）
被索日所召集的寵物貓之一，索日被驅逐後擔任起類似族長的職務，曾幫助過雷族的探險隊，棘星離開時曾以「晶星」稱呼她。
銀斑（Stripes）
巨大的銀色虎班公貓，有一雙黃色眼睛，急水部落的入侵者的首領。
扭兒（Twist）
臉上有白色條紋的玳瑁母貓，入侵急水部落的貓之一。
花兒（Flora）
棕色和白色相間，有一雙綠眼睛的母貓，入侵急水部落的貓之一。

### 四部曲：星預兆
潑水（Splash）
身上有灰色斑点的蓝灰色母猫。
雪花蓮（Snowdrop）
體型嬌小的白色母寵物貓，出現於第四部曲《第四見習生》。鴿翅等貓一同前往河流上游尋找河水堵塞的原因途中，想捕食兩腳獸飼養的兔子時，和七巧板（肥胖的黑棕相間虎班公寵物貓）、塞維爾（橘色公寵物貓）一同阻止。對部族貓狩獵行為有興趣，曾在一旁觀看獅焰狩獵，但是嚇跑了獵物。蟾蜍足和獅焰說出他們要調查水源消失一事時，雪花蓮想跟他們一起去，但是被拒絕。後來，部族貓摧毀水壩需要幫手時，七巧板、塞維爾、伍迪一同去幫忙。四隻貓都被鴿翅認為是一輩子的好朋友。
七巧板（Jigsaw）
肥胖的黑棕相間虎班公寵物貓，出現於第四部曲《第四見習生》。鴿翅等貓一同前往河流上游尋找河水堵塞的原因途中，想捕食兩腳獸飼養兔子時，和雪花蓮、塞維爾一同阻止。後來，部族貓摧毀水壩需要幫手時，雪花蓮、塞維爾、伍迪一同去幫忙。
塞維爾（Seville）
橘色公寵物貓，出現於第四部曲《第四見習生》。鴿翅、獅焰、蟾蜍足、虎心、花瓣毛、漣尾、白尾、莎草鬚一同前往河流上游尋找河水堵塞的原因途中，想捕食兩腳獸飼養兔子時，和雪花蓮（體型嬌小的白色母寵物貓）、七巧板（肥胖的黑棕相間虎班公寵物貓）一同阻止。後來，部族貓摧毀水壩需要幫手時，雪花蓮、七巧板、伍迪一同去幫忙。
伍迪（Woody）
棕色長腳公獨行貓，黃色眼睛。曾協助鴿翅等貓策劃如何摧毀河狸建造的水壩。出現於第四部曲《第四見習生》。

### 五部曲：部族誕生
蔭苔（Shaded Moss）
綠眼睛的黑白花公貓，雨掃花的父親。有很多貓都認為在半月死後會由他當新的尖石巫師。在部落貓離開山區時擔任他們的領袖，卻在中途被一隻怪獸撞死。高影（影星）說他把他死後的領導權交給了她。
亮川（Bright Stream）
綠眼睛、淺棕色和白色相間的虎斑母貓。是天星的初戀，也是灰翅的愛慕對象之一。一開始並不確定是否要跟著下山，但在後來懷了天星的兩隻小貓，於是就跟著離開。不料在還沒走出山裡，中途為保護貓群被老鷹抓走。
龜尾（Turtle Tail）
綠眼睛的玳瑁母貓。喜歡灰翅，但發現灰翅喜歡風暴後跑去和兩腳獸居住，並且和寵物貓湯姆有了小貓，梟星、麻雀星和礫心的母親。在知道兩腳獸會把她的孩子帶走後便返回高地貓的陣營，並跟灰翅結為伴侶。後來在湯姆親自找上門並帶走孩子後為把他們從湯姆手上搶回來被怪獸撞死。
月影（Moon Shadow）
黑色公貓。影星的弟弟，離開山區尋找新家園的其中一隻貓。在天星決定在森林裡建造新家時跟他一起走。在《迅雷崛起》的森林大火中嚴重燒傷，幾天後就死了。伴侶是露葉，陽影和兩隻小貓的父親。
寒鴉哭（Jackdaw's Cry）
藍眼睛的黑色公貓。落羽的手足。鷹衝的伴侶，閃電尾和橡毛的父親。在《最初戰役》被落羽殺死。
落羽（Falling Feather）
藍眼睛的白色母貓。寒鴉哭的手足，離開山區尋找新家園的其中一隻貓。在天星決定在森林裡建造新家時跟他一起走。在《最初戰役》被寒鴉哭殺死。
雨掃花（Rainswept Flower）
藍眼睛的棕色虎斑母貓。蔭苔的女兒。在《最初戰役》被天星殺死。
鷹衝（Hawk Swoop）
琥珀色眼睛的橘色虎斑母貓。寒鴉哭的伴侶，閃電尾和橡毛的母親。雷星的養母。戰死於《最初戰役》。
風暴（Storm）
綠眼睛的銀灰色母貓。伴侶是天星，也是灰翅的愛慕對象之一，雷星和兩隻小貓的母親，死於兩腳獸領地。
花瓣（Petal）
綠眼睛的金黃色虎斑母貓。在《太陽之路》和弟弟阿狐加入天星的陣營，因阿狐被灰翅殺死而恨灰翅。在迷霧死後收留白樺和赤楊，死於疾病。
阿狐（Fox）
黃眼睛的棕色公貓。在《太陽之路》和姐姐花瓣加入天星的陣營，為保衛邊界被灰翅不小心殺死，而他的死，也成為讓天星和灰翅決裂的導火線。
杉毬果（Fircone）
琥珀色眼睛的玳瑁色公貓。在《迅雷崛起》和蕁麻加入天星的陣容。在《最初戰役》的大戰役中攻擊雷星，卻被影星殺死。
冰霜（Frost）
藍眼睛的白色公貓。個性很討人厭卻非常忠誠。在《太陽之路》加入天星的貓營，但在火災傷到腳後，被天星放逐。因而加入影星的陣容。在《最初戰役》的大戰役中被阿蛇殺死。
迷霧（Misty）
灰白相間的母貓。赤楊和白樺的母親。
小燼（Emberkit）
棕白相間虎斑小公貓，肚子是白色的。金雀星和風星的兒子，蛾飛、塵鼻、晨鬚的弟弟。在出生不久後就死了。
晨鬚（Morning Whisker）
棕白相間虎斑小母貓。金雀星和風星的女兒，蛾飛、塵鼻、小燼的姐妹。
阿班（Bumble）
黃眼睛的玳瑁色母貓。寵物貓，龜尾的好友。後來因受不了湯姆的欺負而想投靠高地貓的陣容，卻不被認同而沒加入。在靠近森林的地方遭受狐狸攻擊，身受重傷死亡。
靜雨（Quiet Rain）
藍眼睛的灰色斑點母貓。天星、灰翅、鋸峰和翩鳥的母親，在《分裂森林》和陽影離開山區去尋找探險隊，抵達後不久因傷口感染而死，死前原諒了天星。
湯姆（Tom）
銅色公貓。寵物貓。梟星、礫心和麻雀星的父親。
一眼（One Eye）
雜淺金色公貓，身上多處毛髮打結，有一隻黃色眼睛。星花的父親，曾利用星花從雷星口中取得情報，在天星領導地位動搖的時候搶了領導權，殺了湯姆。
斜疤（Slash）
滿身疥癬的棕色虎斑公貓。殘暴的惡棍貓，為了飽食而威脅其他貓要貢獻獵物，並綁架星花威脅天星，虐待和自己意念不合的貓。後來被趕走。
小刺（Splinter）
斜疤的心腹。奶草的前伴侶，三葉草、薊花、小棘的父親。
甲蟲（Beetle）
斜疤的心腹。
燕子（Swallow）
斜疤的手下。
阿蛇（Snake）
原是天星陣營的貓，在《熾烈之星》末加入斜疤的陣營。
餘火（Ember）
斜疤的手下，狗群襲擊營地後跟隨雷星，後因理念不合又回到斜疤身邊。
青蛙（Frog）
柳尾的弟弟。斜疤陣營的貓，在狗群襲擊營地後戰死。
山毛櫸（Beech）
斜疤陣營的貓，在狗群襲擊營地後戰死，蕨葉草的妹妹。

### 六部曲：幽暗異象
巴斯特（Buster）
白色公貓。是焦毛和雪鳥的長子。原名「漣漪尾（Rippletail）」。在部族跟暗尾的最後一場戰鬥結束後就逃走了並去當寵物貓。
絲絨（Velvet）
有著一身灰色長毛和琥珀色眼睛的母貓，是一隻寵物貓，絨毛球和艾杰克斯的朋友，在《烈焰焚河》中，因為火災而和絨毛球逃到雷族，後來回到兩腳獸的家。喜歡赤楊心。
絨毛球（Fuzzball）
體型嬌小的薑黃色虎斑公貓，是一隻寵物貓，絲絨和艾杰克斯的朋友，在《烈焰焚河》中，因為火災而和絲絨逃到雷族，後來回到兩腳獸的家。
穗毛（Spikefur）
深棕色公貓，頭上有一撮毛。伴侶是松鼻，獅眼、樺樹皮、板岩毛和水塘光的父親。導師是雪貂爪。見習生是蓍草葉。在部族跟暗尾的最後一場戰鬥結束後就跟著惡棍貓的黨羽逃走了，在《烈焰焚河》中得知其在離開的期間已病死，而且在死後變成幽靈徘徊在活著的世界。
光滑鬚（Sleekwhisker）
綠眼睛的黃色母貓。鴉霜和曦皮的女兒。手足是刺柏爪和爆發石，不相信星族，討厭戰士守則。是其中一隻加入惡棍貓陣營的影族貓，戰士名也是自己取的。導師是虎心。是暗尾最忠誠的追隨者之一，在部族跟暗尾的最後一場戰鬥結束後就跟著惡棍貓的黨羽逃走了。在《烈焰焚河》中與蓍草葉一同懇求回到影族，一開始遭葉星拒絕，但後來依舊加入了天族。在蓍草葉老鼠中下藥後帶著蓍草葉的小貓前去與蕁麻見面。在紫羅蘭光等貓的搶救小貓後不敵，最終逃走。

### 七部曲：破滅守則
拍齒（Snaptooth）
金色的虎斑公貓。是獅焰和煤心的第二窩小貓的其中一隻，亦是他們的次子，點毛、飛鬚的手足，火星的曾孫。導師是鰭躍。在《黑暗湧動》因對雷族現狀不滿而跟刺爪、飛鬚、翻爪、灰紋到雷族外遊蕩，最後選擇去當寵物貓。
飛鬚（Flywhisker）
身上有著條紋的虎斑母貓。是獅焰和煤心的第二窩小貓的其中一隻，火星的曾孫。導師是嫩枝杈。在《黑暗湧動》因對雷族現狀不滿而跟刺爪、拍齒、翻爪、灰紋到雷族外遊蕩，最後選擇去當寵物貓。

### 古代貓
落葉（Fallen Leaves）
落葉是一隻薑黃色與白色相間的公貓，是碎影與石歌的兒子，也是因為接受利爪（也就是戰士）的訓練而進到連接雷族與風族隧道中的貓之一。在《洶湧暗河》一書中，三隻風族的小貓在隧道中走失，當時正在下豪雨，使得隧道快淹水了。獅焰、松鴉羽、冬青葉、石楠尾以及風皮必須救出他們。松鴉羽得到的落葉的協助而救出小貓，因而阻止快爆發的戰爭。在《天蝕遮月》一書中，三隻小貓將隧道的祕密洩漏給風族貓，風族貓就利用這點偷襲雷族得逞。
落葉為了成為利爪而進入隧道。然而他卻忽視磐石對他說的，「會下雨」的警告。當他進到隧道時果然下雨了，隧道因此而淹水，他就被淹死在隧道裏。松鴉羽夢見了落葉在隧道中的經歷，在他臨死前，他突然發現跟著他一起行走的松鴉羽。
作者表示，落葉依然不接受自己已經死亡的事實，這就是他的靈魂依然在隧道中穿梭的原因。他的死亡也成為古代貓群移居山區的因素之一。
磐石（Rock）
磐石是一隻非常老的貓，他在《洶湧暗河》中被描寫為一隻皮膚像是鼴鼠皮，只剩幾搓毛髮在背脊附近，眼睛有些凸出。是古代貓群的高齡老貓（貓瑞）。他監視著所有的貓族（包括天族、血族、急水部落，另外也包含一些部族貓認識的獨行貓、泼皮貓、寵物貓，亦熟識午夜），在《預言之貓》一書中表示，他知道所有貓的命運以及他們最深層的想法。在《洶湧暗河》的序章中，他在落葉正準備進隧道時遇到他。之後磐石遇到了松鴉羽，並告訴他必須到山區去。他是《預言之貓》一書的解說者，與三隻星族的小貓：小苔，有著雷族與河族的各一半的血統，在通往河族的路上身亡；小青蛇，一隻風族貓，被蛇所殺、小梅，影族的小貓，在碎星的命令下上戰場，因為年紀太小而在戰鬥中身亡。磐石似乎知道所有有關部族的一切，並且對松鴉羽有種獨特的熱切。
松鴉翅（Jay's Wing）
松鴉翅是一隻灰色虎斑公貓，有雙藍眼睛。他是一隻接受利爪訓練的貓。在《暗夜長影》中，松鴉羽回到落葉居住的時空，並踏上松鴉翅所經歷的一切。松鴉羽，或是松鴉翅，藉由告訴捲蕨有關山區的夢境，使得捲蕨決定讓整個部族離開湖邊。他根本不曾有那個夢，但是他有去過山區，所以能描述山區的景象。在部族啟程後，磐石告訴松鴉羽時間已經到了，並將他帶回雷族。松鴉羽可以說是松鴉翅轉世的貓，也可以因而聯想出，獅焰與鴿翅也擁有跟松鴉羽相似的過去。

### 外傳：火星的追尋
海蒂（Hattie）
琥珀色眼睛的棕色虎斑母貓。火星（羅斯提）的主人在他離開後所養的一隻新的寵物貓。在《火星的追尋》中，告訴火星那棵灌木殘骸的事，還邀請火星來磨爪子。
奧斯卡（Oscar）
黑色公寵物貓，在火星重建天族時取笑他。
絲絨（Velvet）
有著藍色眼睛，銀色的母貓。棍子的伴侶，小紅的母親。
棍子（Stick）
黃色眼睛，耳朵上有缺角的棕色公貓。是河下游兩腳獸地盤的貓，在火星和沙暴建立天族時的路途提到，在《天族的命運》中應鬥吉一夥來競爭地盤，表面想加入天族，夜晚把戰士找來去兩腳獸巢穴訓練，說服葉星幫他們打仗，在打仗中失誤殺了女兒小紅，絲絨的伴侶，因葉星封他戰士引的其他貓一片嘩然，最後和其他貓一起回去兩腳獸巢穴。
柯拉（Cora）
黑色的母貓，耳朵是撕裂的，首次登場時是在外傳《火星的追尋》，曾和棍子、煤炭和矮子在火星的尋找天族之旅中幫助他，後來在《天族的命運》中曾加入天族一段時間，在天族幫助他們與棍子的最大敵人鬥吉戰鬥時離開。
煤炭（Coal）
琥珀色眼睛，黑色的長毛公貓，首次登場時是在外傳《火星的追尋》，曾和棍子、柯拉和矮子在火星的尋找天族之旅中幫助他，後來在《天族的命運》中曾加入天族一段時間，在天族幫助他們與棍子的最大敵人鬥吉戰鬥時離開。
矮子（Shorty）
琥珀色眼睛，棕色的虎斑公貓，有一條短短的尾巴。首次登場時是在外傳《火星的追尋》，曾和棍子、煤炭和柯拉在火星的尋找天族之旅中幫助他，後來在《天族的命運》中曾加入天族一段時間，在天族幫助他們與棍子的最大敵人鬥吉戰鬥時離開。
哈奇（Hutch）
暗棕色虎斑公貓，在他當天族貓時，名字叫做「矮鬚（Shortwhisker）」。他在天族與族貓的關係有些緊張，就跟烏掌在雷族的狀況一樣。他後來克服了自己的恐懼，勇敢地與老鼠戰鬥。戰鬥之後，他了解到，部族的生活並不適合他，葉星與火星預料到他之後做的決定，並讓他回歸成為寵物貓哈奇，哈奇也答應會將天族的一切告訴其他的貓。

### 外傳：天族的命運
史努奇（Snooky）
黑色與白色混雜的公貓。前天族貓，為晨間戰士之一，戰士名為「史努克刺（Snookthorn）」，見習生名是史努克掌，導師是比利暴。雖然史努克掌後來成為戰士史努克刺，但是由於他無法拋棄對主人的感情，在戰士的命名儀式之後，決定放棄部族生活，回歸寵物貓的身份。
檀爪（Ebonyclaw）亮黑色母貓。她是斑願和鷹翅的導師，曾是天族的晨間戰士，對斑掌（斑願）去當巫醫這件事很不認同。在天族要離開峽谷時決定回去當寵物貓。
哈維月（Harveymoon）
白色虎斑公貓。曾是天族的晨間戰士。在天族要離開峽谷時決定回去當寵物貓。

### 外傳：黃牙的秘密
橘子醬（Marmalade）
體型壯碩的薑黃色公貓，在《黃牙的秘密》登場。對黃牙及其他影族貓十分不友善。曾攻擊影族。
琵希（Pixie）
毛皮蓬鬆的白色母貓，在《黃牙的秘密》登場。對黃牙及其他影族貓十分不友善。曾攻击影族。
潔兒（Jay）
黑白相間的老母貓，在《黃牙的秘密》登場。是寵物貓中最年長的。
霍爾（Hal）
深棕色虎斑公貓，在《黃牙的秘密》登場。和羽暴生下焦風及鋸星，也是枯毛的父親。之前曾是無賴貓。因為不斷嘲諷鋸星有寵物貓的血統而被他所殺。

### 外傳：高星的復仇
雷娜（Reena）
薑黃色和白色相間的母貓。是以前每個綠葉季都到風族做客的訪客。阿傑倫和貝絲的女兒。喜歡高星。
貝絲（Bess）
黑色母貓，腳爪是白色。阿傑倫的伴侶，雷娜的母親。
阿傑倫（Algernon）
乳白色和棕色相間的公貓。貝絲的伴侶貓，雷娜的父親。
傑克（Jake）
身型肥胖的薑黄色公貓。母親叫水晶。火星、公主、鞭子、紅寶石和短襪的父親。曾和高星成為好朋友。

### 外傳：棘星的風暴
潔西（Jessy）
琥珀色眼睛的暗棕色母貓。是隻善解人意的寵物貓，棘星曾一度想讓她成為他的伴侶。在《棘星的風暴》登場。
敏蒂（Minty）
藍眼睛的黑白相間母貓。是寵物貓，在《棘星的風暴》中因洪水的關係而住在雷族一段時間。
香菜（Parsley）
玳瑁色與白色相間的母貓，和小灰住在一起。
維奧萊特（Violet）
淺橘色虎斑母貓。大麥的妹妹。後來和法茲住在一起，是貝拉葉、萊利池、帕奇、露露的媽媽。

### 外傳：蛾飛的幻象
乳牛（Cow）
綠眼睛的黑白相間母貓。是彌迦的養母。
老鼠（Mouse）
琥珀色眼睛的棕色公貓。跟彌迦、乳牛一起住在農場上。

## 資料來源
- 貓戰士
- 晨星出版社

1. ↑  《黑暗時刻》p.55~p.61
2. ↑  《藍星的預言》下 p.236~p.238
3. ↑  外傳《松星的抉擇》
4. ↑  《曲星的承諾》p.389~p.392。
5. ↑  《說不完的故事１》p.206~p.209。
6. ↑  《祕密之森》序章
7. ↑  此為編輯部的錯。
8. ↑  《高星的復仇》p.441~p.446
9. ↑  譯者並沒有在名字加上“翅”
10. ↑  一星會選他當副旅長也是為了向族貓表達他已原諒了曾在黑暗森林訓練的貓，但在某些貓看來是個很不明智的決定。
11. ↑  《蛾飛的幻象》p.407~p.412
12. ↑  《火星的追尋》p.435~p.443